# Liste der Kulturdenkmale in Karlsruhe-Durlach

Wappen von Durlach

In der Liste der Kulturdenkmale in Karlsruhe-Durlach werden alle unbeweglichen Bau- und Kunstdenkmale in Durlach aufgelistet, die in der städtischen „Datenbank der Kulturdenkmale“ geführt sind.
Diese Liste ist nicht rechtsverbindlich. Eine rechtsverbindliche Auskunft ist lediglich auf Anfrage bei der Unteren Denkmalschutzbehörde der Stadt Karlsruhe erhältlich. Außerdem ist die Liste auf Grund ihrer Größe in Straßen aufgeteilt.

## Durlach
| Bild | Bezeichnung                                      | Lage    | Datierung | Beschreibung | ID |
| ---- | ------------------------------------------------ | ------- | --------- | --- | -- |
|      | Gesamtanlage Altstadt Durlach                    | Durlach |           | Gesamtanlage Altstadt Durlach, Orts-, Platz- und Straßenbild im Bereich der historischen Altstadt Durlachs, städtebauliche Grundstruktur mit ovalem Stadtkern der Vorstadt und dem Schlossbereich, große historische öffentliche und private Gebäude, Verlauf von Stadtmauer und Graben, mittelalterliche Parzellierung, von der historischen Bebauung geprägte Straßen und Platzräume mit Profilen, Belägen, Möblierung des öffentlichen Raumes und den Grünbereichen, Gebäudefassaden mit ihrer aus der Parzellengröße und Traufhöhe sich ergebenden Proportionen, Gliederungen, Dachzonen, gestaltete Einzelausbildungen an den Fassaden, Farb- und Materialwahl, Fensterformate, Fensterteilungen und Fensterläden, Tür- und Torflügel. Geschützt nach § 19 DSchG |    |
|      | Stadtbefestigung aus Stadtmauer und Zwingermauer | Durlach |           | Stadtbefestigung aus Stadtmauer und Zwingermauer, die Überbauung der mittelalterlichen Anlagen vollzog sich seit Ende des 18. Jh., das Mauerwerk ging vor allem im 18. und 19. Jh. in der Wohnbebauung auf (Teile einer Sachgesamtheit, Einzelobjekte). Mauerteile werden in Einzeleinträgen auch gesondert erwähnt (Sachgesamtheit) Geschützt nach § 12 DSchG |    |

## Alte Karlsruher Straße
| Bild           | Bezeichnung                               | Lage                            | Datierung | Beschreibung | ID |
| -------------- | ----------------------------------------- | ------------------------------- | --------- | --- | -- |
|                | Untermühle Durlach                        | Alte Karlsruher Str. 4 (Karte)  | 1404      | Untermühle, älteste Durlacher Mühle, im Erdgeschoss erhaltener Mühlraum, bez. am Kellerbogen PH J KB 1771. 1404 erstmals genannt, 1516 von der Stadt an Melchior Güntz verliehen. Vom Ende des 16. Jahrhunderts bis 1679 im Besitz der Markgrafen von Baden. 1739 war Egidius Bittrolff Besitzer (gest. 1744). Gebäude im 19. Jahrhundert stark verändert, zugehöriges Lagerhaus mit Keller aus dem 17. Jahrhundert. Anwesen nach Umlegung der Pfinz (Entfall der Wasserkraft) als Bahnwerkstatt und Dienstwohnung genutzt. Geschützt nach § 2 DSchG | BW |
| Weitere Bilder | Weichenwärterwohnhaus                     | Alte Karlsruher Str. 6 (Karte)  | 1911      | Weichenwärterwohnhaus für sechs Weichenwärter, dreigeschossiges massives Wohnhaus, zugehöriges eingeschossiges und sechsteiliges Stallhaus mit Krüppelwalmdach. Geschützt nach § 2 DSchG |    |
|                | Straßenmeisterei, heute Autobahnmeisterei | Alte Karlsruher Str. 40 (Karte) | 1937      | Straßenmeisterei, heute Autobahnmeisterei, Verwaltungsgebäude und Fahrzeughalle, eingeschossige Massivbauten aus Buntsandstein, 1937–39 nach Plänen von Paul Schmitthenner aus Stuttgart (Sachgesamtheit) Geschützt nach § 2 DSchG | BW |

## Alte Weingartener Straße
| Bild           | Bezeichnung                              | Lage                                                 | Datierung | Beschreibung | ID |
| -------------- | ---------------------------------------- | ---------------------------------------------------- | --------- | --- | -- |
|                | Wohnhaus                                 | Alte Weingartener Str. 3 (Karte)                     | 1884      | Wohnhaus, eingeschossiger Ziegelbau mit flachem Walmdach, Zierformen der Neorenaissance, 1884 von Architekt Simmler für den Weinhändler Friedrich Kindler Geschützt nach § 2 DSchG |    |
|                | Mietwohnhausgruppe                       | Alte Weingartener Str. 4 und 6, Neuensteinstr.       | 1908      | Mietwohnhausgruppe, dreigeschossige Putzbauten in Ecklage, zugehörige Vorgärten mit Mauern und Eisengittern, von Architekt Adolf Wüst aus Durlach für den Gipsermeister Johann Aicher, 1908/09 Geschützt nach § 2 DSchG |    |
|                | Mietwohnhaus                             | Alte Weingartener Str. 10 (Karte)                    | 1906      | Mietwohnhaus, dreigeschossig, rustiziertes Untergeschoss, zugehöriger Vorgarten mit Eisenzaun, Architekt und Bauherr Maurermeister Karl Höfel, 1906 Geschützt nach § 2 DSchG |    |
|                | Wohn- und Geschäftshaus                  | Alte Weingartener Str. 12 (Karte)                    | 1907      | Wohn- und Geschäftshaus, dreigeschossig, beide Untergeschosse rustiziert, Ladenlokal, Balkonerker auf Konsolen, schwere Zierformen, von dem Architekten Adolf Wüst für den Schlossermeister August Müller, bezeichnet 1907 Geschützt nach § 2 DSchG |    |
| Weitere Bilder | Mietwohnhaus                             | Alte Weingartener Str. 20 (Karte)                    | 1912      | Mietwohnhaus, dreigeschossig mit Mansardedach und Altan mit dorischen Säulen, 1912 von dem Architekten Adolf Wüst für den Privatier Jean Lurz. Geschützt nach § 2 DSchG |    |
| Weitere Bilder | Obere Mühle Durlach                      | Alte Weingartener Str. 37 (Karte)                    | 1479      | Obere Mühle, bereits 1479 erwähnt, am verputzten Hauptgebäude Portal des 17. Jh. mit Stabwerkrahmung, daneben Eingang zu dem mit einer Quertonne überwölbten Keller, Schlussstein: „ANDREAS SCHROTT/MARIA IULIANA/1753“ und Mühlrademblem, an der Mauer Tafel mit zwei eingelassenen Kanonenkugeln von 1849, herrührend vom Gefecht bei Durlach. Schlussstein des Scheunentorbogens: „IFM 1803“. 1893 Austausch der straßenseitigen Giebelfassade im Zusammenhang mit dem Abbruch der Pfinzbrücke (Schaden), 1923 Abbruch Sägmühlengebäude, ein Teil der Mühle wurde wegen Straßenbau 1927 durch Stadtgemeinde um ein Stück gekürzt. Seit 1909 in städtischem Besitz, in den 1930er Jahren nicht in Betrieb. 1988 erhielt der Durlacher Touristenverein „Naturfreunde“ das Erbbaurecht und renovierte das Gebäude. Heute Vereinsheim. Mühlrad zur Energiegewinnung seit 1992 wieder in Betrieb Geschützt nach § 2 DSchG |    |
|                | Pfinzkraftwerk bei der Obermühle Durlach | Alte Weingartener Str. 39 (Karte)                    | 1929      | Pfinzkraftwerk bei der Obermühle, Kraftwerk, zweigeschossiges Gebäude mit Walmdach und Stockwerksgesims, Gartenanlage geplant, Umfriedungsmauer mit Eisengittern, Triebwerkskanal, 1929 durch das Städtische Hochbauamt Geschützt nach § 2 DSchG |    |
| Weitere Bilder | Inschriftentafel                         | Alte Weingartener Straße 39                          | 1787      | Inschriftentafel aus rotem Sandstein, bezeichnet Renovierungen des Wehrs, erstmals 1787. Geschützt nach § 2 DSchG |    |
| Weitere Bilder | Markgrafenkaserne                        | Alte Weingartener Str. 49, 49a, Funkerstr. 2 (Karte) | 1914      | Markgrafenkaserne, auch Trainkaserne, 1914–16 nach Plänen des Regierungsbaumeisters Seebold unter Vorgaben des Kgl. Kriegsministeriums errichtet, 1915 Einzug der Soldaten aus der Karlsburg, 1922 bis zur Remilitarisierung im Jahre 1935 städtisches Krankenhaus, dann Funkerbataillon. Für das Krankenhaus wurden 1923 Mannschaftsgebäude und Kammergebäude umgebaut. In Teilen der Kaserne war Ende der 1920er Jahre auch das Finanzamt Durlach untergebracht. Nach dem Krieg Landespolizeischule, Autobahnpolizei, Bereitschaftspolizei. Zugehörig sind: Portalanlage, Umfriedungsmauer, Exerzierplatz mit den angrenzenden Gebäuden, darunter Mannschaftshäuser, Familienhaus, Schmiede, Ställe, Reithaus, Fahrzeug-, Kammer- und Wirtschaftsgebäude, Krankenstall, zugehörig Villa Storch (Funkerstr. 2). Sachgesamtheit Geschützt nach § 2 DSchG                                                                |    |

## Alter Graben
| Bild           | Bezeichnung | Lage                                                                                           | Datierung | Beschreibung | ID |
| -------------- | ----------- | ---------------------------------------------------------------------------------------------- | --------- | --- | -- |
| Weitere Bilder | Wohnanlage  | Alter Graben 1-7, Blattwiesenstr. 1, 3, 5, 7, Auer Str. 35, 37, 39, 41, 43, 45, 47, 49 (Karte) | 1922      | Wohnanlage, Gebäude des Mieter- und Bauvereins Karlsruhe, von Hermann Reinhard Alker, 1922/23, im Weltkrieg zerstört, wurden Blattwiesenstr. 1, 5, 7 und Auer Str. 35 1951 werkgetreu wieder errichtet (Sachgesamtheit) Geschützt nach § 2 DSchG |    |

## Am Friedhof
| Bild           | Bezeichnung          | Lage          | Datierung | Beschreibung | ID |
| -------------- | -------------------- | ------------- | --------- | --- | -- |
| Weitere Bilder | Bergfriedhof Durlach | Am Friedhof 6 | 1902      | Friedhofsportal und Friedhofskapelle, Kapelle in neugotischen Formen, 1902 durch das Städtische Hochbauamt. Ehrengrab für die Opfer der Luftangriffe auf Karlsruhe, 1916. Grab Bürgermeister Reichardt und Frau Emma, Grabstein mit Vase, 1915. Grab Familie Alker, auch des Architekten Hermann Reinhardt Alker, Grabstein in klassizistischen Formen. Grab Familie Steinmetz, u. a. Bürgermeister Heinrich Steinmetz, Grabstein, bezeichnet 1881. Grab Familie Rommel, u. a. Fabrikdirektor Albert Rommel, Grabstein mit Vase, um 1910. Grab Familie Eglau, u. a. Brauereidirektor Max Eglau, Grabstein, gebrochene Säule mit Figur einer Trauernden, wohl 1935. Geschützt nach § 2 DSchG |    |

## Am Stadtgraben
| Bild | Bezeichnung            | Lage              | Datierung | Beschreibung                                                           | ID |
| ---- | ---------------------- | ----------------- | --------- | ---------------------------------------------------------------------- | -- |
|      | Reste der Zwingermauer | Am Stadtgraben 11 |           | siehe auch Stadtmauer; Reste der Zwingermauer Geschützt nach § 2 DSchG |    |

## Am Zwinger
| Bild           | Bezeichnung                         | Lage                  | Datierung | Beschreibung | ID |
| -------------- | ----------------------------------- | --------------------- | --------- | --- | -- |
| Weitere Bilder | Wohnhaus                            | Am Zwinger 1 (Karte)  | 1735      | Wohnhaus, Modellhaus, im Obergeschoss Putzspiegel zwischen und unter den Fenstern, Torfahrt, Fenster mit Ohrengewänden; Giebelhaus lässt sich im Grundriss noch ablesen, vor 1742, wohl 1735 von dem J. D. Schütz aus Pforzheim als Stadtschreiberei erbaut, 1739 in seinem Besitz, später im Besitz des Hofsecretarius Jacob Cuon Geschützt nach § 28 DSchG |    |
|                | Wohn- und Geschäftshaus             | Am Zwinger 3 (Karte)  | 1706      | Wohn- und Geschäftshaus, Modellhaus mit Walmdach, ehemaliges Gasthaus zum Weinberg, Tür mit Oberlicht, geohrte Fenstergewände, Keller von unterschiedlichen Vorgängerbauten, im Obergeschoss bauzeitlicher Grundriss und teilweise Deckenputze und Böden, Inschrift neu nachempfunden: AN 1702 NO, 1706 von dem Steinhauer Sebastian Hemberger neu errichtet (Vgl. Martin Bachmann, Der barocke Wiederaufbau, S. 134 ff.), nach 1739 im Eigentum des Küfers Johann Leonhard Meyer, 1843 Schildwirtschaft Zum Weinberg Geschützt nach § 2 DSchG |    |
|                | Hofanlage                           | Am Zwinger 5 (Karte)  | 1680      | Hofanlage, schon 1680 und bis 1730 abgabenfreier Adelssitz der Familien von Bellin und von Schell, Mitte des 18. Jahrhunderts Sitz des Hofrats und Leibarztes Lamprecht, 1844-1912 Töchterschule, später Grundbuch- und Hochbauamt, heute evangelisches Gemeindezentrum, Modellhaus mit Walmdach und Gewölbekeller, Hofeinfriedung und Nebengebäude, rundbogige Hofeinfahrt, daneben Portal mit segmentförmigem Sturz, Würfelkämpfer, über beiden Schlusssteinen konsolartiger profilierter Aufsatz, seitlicher Hauseingang über zweiläufiger Treppe mit Oberlicht, Rahmenprofile mit Ohren, unten Diamantschnitt, seitlicher rundbogiger Kellereingang, am Scheitel bezeichnet AN 1702 NO, 1702 von Oberkommissar von Schell erbaut, 1716 als Modellhaus bezeichnet, das zugehörige Grundstück war damals Gartengelände (Bellinscher Garten), (Sachgesamtheit). Geschützt nach § 2 DSchG |    |
| Weitere Bilder | siehe Am Zwinger 9 und 11; Wohnhaus | Am Zwinger 7 (Karte)  | 1800      | siehe Am Zwinger 9 und 11; Wohnhaus, zweigeschossig und traufständig, dreiachsig mit Torfahrt, 1. Hälfte 19. Jahrhundert; hier stand bis zum Brand das Gymnasium Illustre von 1586, von dem im Bau noch Teile enthalten sind, um 1800 (Vgl. Martin Bachmann, Der barocke Wiederaufbau, S. 166). Die Rückseite des Gebäudes steht auf dem Fundament der ehemaligen Traufseite des Gymnasiums, die Rückseite der Nebengebäude und des Grundstücks auf dem Fundament von dessen Rückseite. Gebäudereste teilweise sichtbar. Geschützt nach § 2 DSchG |    |
|                | siehe Am Zwinger 7 und 11; Wohnhaus | Am Zwinger 9 (Karte)  | 1800      | siehe Am Zwinger 7 und 11; Wohnhaus, zweigeschossig und traufständig, dreiachsig mit Torfahrt, Rückfront des Gebäudes sitzt wohl auf Mauerzügen des Gymnasiums Illustre von 1586 auf, um 1800 (Vgl. Martin Bachmann, Der barocke Wiederaufbau, S. 167). Die Rückseite des Gebäudes steht auf dem Fundament der ehemaligen Traufseite des Gymnasiums, die Rückseite der Nebengebäude und des Grundstücks auf dem Fundament von dessen Rückseite. Gebäudereste teilweise sichtbar. Geschützt nach § 2 DSchG |    |
|                | Wohnhaus mit Torfahrt               | Am Zwinger 11 (Karte) | 1810      | siehe Am Zwinger 7 und 9; Wohnhaus mit Torfahrt, traufständig und zweigeschossig, Fenster mit geohrten Gewänden, Schlussstein im Torbogen bezeichnet C. F. Zachmann 1810 und Bäckeremblem (= Bäckermeister Carl Friedrich Zachmann), Fassade massiv, steht auf dem Gelände des Gymnasiums illustre. (Vgl. Martin Bachmann, Der barocke Wiederaufbau, S. 163 f.). Die Rückseite des Gebäudes steht auf dem Fundament der ehemaligen Traufseite des Gymnasiums, die Rückseite der Nebengebäude und des Grundstücks auf dem Fundament von dessen Rückseite. Gebäudereste teilweise sichtbar. Geschützt nach § 2 DSchG |    |
|                | Wohnhaus                            | Am Zwinger 12 (Karte) | Vor 1716  | Wohnhaus, Modellhaus über Hochkeller, von Bürgermeister Schumms Witwe erbaut, im 18. Jahrhundert im Besitz mehrerer Handwerkermeister, Keller wohl älter und von der Straße über ein rundbogiges Tor zugänglich. Geschützt nach § 2 DSchG |    |
| Weitere Bilder | Wohnhaus                            | Am Zwinger 14 (Karte) | Vor 1716  | Wohnhaus, Modellhaus mit Torfahrt, vor 1716 von dem Baumeister J. G. Frohmüller erbaut, im Kern wohl älter. Geschützt nach § 2 DSchG |    |
| Weitere Bilder | Wohnhaus                            | Am Zwinger 15 (Karte) | 1716      | Wohnhaus, Modellhaus mit Torfahrt, Einfahrt mit Kämpfer- und Sockelprofil, am Scheitel groteske Blattmaske, gut erhaltenes Fachwerkgefüge, nach 1716 von dem Steinhauer B. Rösch, nach 1739 im Eigentum des Büchsenmachers Michael Kröhner und des Dragoner Corporals Johannes Lindenmann Geschützt nach § 28 DSchG |    |
| Weitere Bilder | Wohnhaus mit Bäckerei               | Am Zwinger 17 (Karte) |           | Wohnhaus mit Bäckerei, eingeschossig in Ecklage mit rechtwinklig angebauten rückwärtigen Nebengebäude (Backstube mit Backofen, um 1900), früheres Ladenlokal (Bäckerei) im Vordergebäude, Dachausbau 1886, Gebäude um 1900 überformt, wohl älterer baulicher Kern, 1739 im Eigentum des Barbiers Sebastian Burckhard Lindenmann. Gut erhaltene Innenausstattung des 19. Jahrhunderts. Geschützt nach § 2 DSchG |    |

## Amalienbadstraße
| Bild           | Bezeichnung  | Lage                      | Datierung | Beschreibung | ID |
| -------------- | ------------ | ------------------------- | --------- | --- | -- |
| Weitere Bilder | Wohnhaus     | Amalienbadstr. 6 (Karte)  | 1890      | Wohnhaus, zweigeschossiges traufständiges Gebäude mit Torfahrt, Formen der Neorenaissance, um 1890 Geschützt nach § 2 DSchG                                                          |    |
| Weitere Bilder | Mietwohnhaus | Amalienbadstr. 13 (Karte) | 1898      | Mietwohnhaus, dreigeschossiger Klinkerbau mit Formen der Neorenaissance, Torfahrt, 1898 von dem Architekten A. Semmler für den Bauunternehmer Jakob Semmler Geschützt nach § 2 DSchG |    |

## Amthausstraße
| Bild           | Bezeichnung                        | Lage                                  | Datierung            | Beschreibung | ID |
| -------------- | ---------------------------------- | ------------------------------------- | -------------------- | --- | -- |
|                | Wohn- und Geschäftshaus            | Amthausstr. 1 (Karte)                 | ca. 1787             | Wohn- und Geschäftshaus, zweigeschossig und traufständig, dreiachsig, im Erdgeschoss Reste eines Kreuzgratgewölbes (in der Häusertaxation von ca. 1787: hat ein Gewölb, später Magazin genannt), bezeichnet am Türsturz 16 ED 98, erbaut von Bürgermeister und Handelsmann Engelhard Diener Geschützt nach § 2 DSchG |    |
|                | Wohn- und Geschäftshaus            | Amthausstr. 2 (Karte)                 | 1706                 | Wohn- und Geschäftshaus, Modellhaus, zweigeschossig und traufständig, fünfachsig, Haustüre mit Oberlicht, zwischen 1706 und 1716 erbaut von dem Schuhmachermeister Friedmann Hoelscher Geschützt nach § 2 DSchG |    |
|                | Stadtapotheke                      | Amthausstr. 3 (Karte)                 | 1679                 | Stadtapotheke, Wohn- und Geschäftshaus, dreigeschossig, am Türsturz Anker, Wappen und Geweihstange, Inschrift: IPZ 1698 (=I. P. Zachmann d. J. (1679-1755)), Standort der Zachmannschen Apotheke, im Inneren eine wertvolle barocke Spindeltreppe über drei Stockwerke (vgl. Martin Bachmann, Der barocke Wiederaufbau, S. 30 f.) Geschützt nach § 2 DSchG |    |
|                | Wohnhaus                           | Amthausstr. 6 (Karte)                 | 1706                 | Wohnhaus, zweigeschossig, Modellhaus, zwischen 1706 und 1716 von Pfarrer Blum aus Gundelfingen als Privathaus erbaut, 1764 von der markgräflichen Herrschaft als Pfarrhaus erworben, 1899 wiederum als evangelisches Pfarrhaus genannt, 1904 Umnutzung zum Steuereinnehmergebäude Geschützt nach § 2 DSchG |    |
|                | Wohnhaus in Ecklage                | Amthausstr. 7, Ecke Bäderstr. (Karte) |                      | Wohnhaus in Ecklage, zweigeschossig mit Walmdach, bis etwa 1700 Privatbesitz, dann bis 1739 Specialathaus oder Gn. Herrschaft Stadtpfarrhaus, Amtssitz des Kirchenrats Eisenlohr (Reparaturakten und Plan von 1720 im Generallandesarchiv Karlsruhe) Geschützt nach § 2 DSchG |    |
|                | Wohnhaus                           | Amthausstr. 8, 10, 12, 14             | 1759                 | Wohnhaus, zweigeschossiges Modellhaus mit Tordurchfahrt, Hintersassenhäuschen im rückwärtigen Grundstücksbereich, Balkon zur Hofseite, bezeichnet 1759 (wohl Umbau), Nr. 8 spätestens 1706 von dem Schreiner H. Fr. Bauer erbaut, Nr. 12 spätestens 1706 von dem Metzger B. Fr. Treffinger erbaut, Nr. 14 spätestens 1706 von der Witwe des Schreiners Weygand erbaut Geschützt nach § 2 DSchG |    |
| Weitere Bilder | Wohn- und Geschäftshaus            | Amthausstr. 9 (Karte)                 | 1706                 | Wohn- und Geschäftshaus, Ecklage, zweigeschossig mit Ladenlokal, Walmdach, zwischen 1706 und 1712 als Privatwohnhaus erbaut, ab 1843 Bäckerei Geschützt nach § 2 DSchG |    |
|                | Fischersches Haus                  | Amthausstr. 11 (Karte)                |                      | Fischersches Haus, seit 1786 Amthaus, heute Polizei, Wiederaufbau des Neuen Baus kurz vor 1706 für Geheimrat F. W. von Weimar, im Kern älter, Rückseite des Areals von teilweise erhaltener Stadtmauer begrenzt, der Mittelteil des Hauses ruht auf einem Kreuzrippengewölbe mit schweren Sandsteinpfeilern, es hat den Brand von 1689 überstanden und stammt wohl aus dem späten 16. Jh., umfassende Umbaumaßnahmen im Hauptgebäude 1900, Hinterhaus mit Zierfachwerkelementen 1899 angefügt. (Vgl. Martin Bachmann, Der barocke Wiederaufbau, S. 53-76) Geschützt nach § 2 DSchG |    |
| Weitere Bilder | Fassade eines Wohnhauses           | Amthausstr. 13 (Karte)                | 1706                 | Fassade eines Wohnhauses, zweigeschossiges Modellhaus mit Torfahrt, am Torbogen bezeichnet 1706, erbaut von Rentkammerrat Christoph Meerwein, Fenster mit geohrten Werksteingewänden, zugehöriges massives Ökonomiegebäude auf der Hofseite, darin Teile der Stadtmauer, Keller des Vorgängerbaus, 1987 bis auf die massive Straßenfassade abgebrochen, eines der frühesten Modellhäuser Durlachs Geschützt nach § 2 DSchG |    |
| Weitere Bilder | Wohnhaus                           | Amthausstr. 15 (Karte)                | 1706                 | Wohnhaus, Modellhaus mit Torfahrt, Torbogen mit Renaissance-Beschlagwerk, auf dem Schlussstein Kartusche mit Geweihstange und Anker, bezeichnet 1661 IPZ (=I. P. Zachmann d. Ä. (1608-1678)), kurz vor 1706 wieder aufgebaut von Dionysius Hamburger, Handelsmann in Frankfurt, dann Regimentsquartiermeister Geschützt nach § 28 DSchG |    |
|                | Altes Schulhaus                    | Amthausstr. 16 (Karte)                | 1702                 | Altes Schulhaus, Wohnhaus, Modellhaus mit Torfahrt, Untergeschoss mit Putzrustika, 1702 auf den Fundamenten der 1689 abgebrannten Schule errichtet, das heute im Grundriss t-förmige Haus dahinter zwischen 1706 und 1716 von Kammerdiener J. Ph. Sontag erbaut, 1758 an die Stadt als weiteres Schulhaus erbaut, das gesamte Areal diente bis 1878 als Volksschule, 1837-1876 wird ein Raum auch als katholische Schule benutzt, die Einfahrt zu den Schulhäusern war bis ins 19. Jahrhundert eine öffentliche Gasse. Geschützt nach § 2 DSchG |    |
| Weitere Bilder | Orgelfabrik                        | Amthausstr. 17, 19                    | 1764                 | Orgelfabrik – Wohnhäuser mit angrenzenden Fabrikgebäuden; Orgelfabrik (bis 1925), dann Maschinenfabrik Herlan (1936-1971); Orgelfabrik 1764 von Johann Heinrich Stein aus Heidelsheim gegründet, 1794 durch Heirat an den Orgelbauer Volkmar Voit; Gebäude Nr. 17 wurde 1700 für den fürstlichen Geheimrat und Konsistorialdirektor Ernst Friedrich Boch erbaut (Laubengänge an der Rückseite), 1770 von Witwe Boch an Georg Max Stein verkauft, Nr. 19 mit Portalspolie, bezeichnet 1666, 1706 von dem Kirchenratssekretär und späterem Kammerrat Johann Georg Grundler neu errichtet, vor 1887 von Voit zur Orgelfabrik als Büro hinzuerworben, Dachgeschoss im 19. Jahrhundert ausgebaut (Vgl. Martin Bachmann, Der barocke Wiederaufbau, S. 156); die Orgelhalle entstand wohl etwas vor 1886, im hinteren Bereich älterer Gewölbekeller mit Brunnenloch als Teile älterer Bebauung (Sachgesamtheit) Geschützt nach § 2 DSchG |    |
| Weitere Bilder | Wohnhaus (Teil der SG Orgelfabrik) | Amthausstr. 17 (Karte)                | 1764                 | Orgelfabrik – Wohnhäuser mit angrenzenden Fabrikgebäuden; Orgelfabrik (bis 1925), dann Maschinenfabrik Herlan (1936-1971); Orgelfabrik 1764 von Johann Heinrich Stein aus Heidelsheim gegründet, 1794 durch Heirat an den Orgelbauer Volkmar Voit; Gebäude Nr. 17 wurde 1700 für den fürstlichen Geheimrat und Konsistorialdirektor Ernst Friedrich Boch erbaut (Laubengänge an der Rückseite), 1770 von Witwe Boch an Georg Max Stein verkauft, Nr. 19 mit Portalspolie, bezeichnet 1666, 1706 von dem Kirchenratssekretär und späterem Kammerrat Johann Georg Grundler neu errichtet, vor 1887 von Voit zur Orgelfabrik als Büro hinzuerworben, Dachgeschoss im 19. Jahrhundert ausgebaut (Vgl. Martin Bachmann, Der barocke Wiederaufbau, S. 156); die Orgelhalle entstand wohl etwas vor 1886, im hinteren Bereich älterer Gewölbekeller mit Brunnenloch als Teile älterer Bebauung (Sachgesamtheit) Geschützt nach § 2 DSchG |    |
|                | Wohnhaus                           | Amthausstr. 18 (Karte)                | 1672                 | Wohnhaus, zweigeschossiges Modellhaus, gekrümmte Fassade, rundbogiges Portal mit Profilierung und Blattvoluten, bezeichnet 16 CB 72, CB = Claude Bresson oder Pressant, markgräflicher Hofkoch, nach dem Brand spätestens 1706 neu erbaut von Hofrat J. L. Me(i)nzer Geschützt nach § 2 DSchG |    |
|                | Wohnhaus                           | Amthausstr. 21 (Karte)                | 1698                 | Wohnhaus, Modellhaus mit Torfahrt, Fachwerkgebäude mit barocker Spindeltreppe, erbaut für Geheimrat Heinrich Wilhelm Mahler, 1698, damals wird ein Haus und ein Hofplatz genannt, 1706 dann um ein zweites Haus erweitert (siehe Amthausstr. 21 b), verschiedene Keller von Vorgängerbauten, Kartusche mit Löwe über dem Torbogen, ein nach barocken Vorbildern ausgeführtes Zeichen der Brauerei Eglau (zwischenzeitliche Nutzerin), Laubengang zum Hof, Flügelanbau an der Rückseite im 19. Jahrhundert angefügt (Vgl. Bachmann, Der barocke Wiederaufbau, S. 137 f.) Geschützt nach § 28 DSchG |    |
|                | Wohnhaus                           | Amthausstr. 21 b (Karte)              | 1706                 | siehe auch Amthausstr. 21; Wohnhaus, Modellhaus, verputzter Fachwerkbau auf massivem Untergeschoss; Keller mit Balkendecke, hofseitiger Laubengang, gut erhaltene historische Innenausstattung, u. a. barocke Spindeltreppe, 1706 für Geheimrat Heinrich Wilhelm Mahler Geschützt nach § 2 DSchG |    |
|                | Wohnhaus                           | Amthausstr. 22 (Karte)                | 1698                 | Wohnhaus, Modellhaus mit Torfahrt, Portal (im oberen Drittel erneuert), Gewände des Tores und des Portals profiliert und mit Blattvoluten versehen, vor 1716 wiedererbaut von dem Schlossermeister Adam Oßwald, Bau im Kern wohl älter, 1698 dient das Anwesen als Hofkeller für Michael Hermann Geschützt nach § 2 DSchG |    |
| Weitere Bilder | Wohnhaus                           | Amthausstr. 23 (Karte)                | 1840                 | siehe Amthausstr. 25; Wohnhaus, zweigeschossig und traufständig, vierachsig, um 1840, Bau im Kern wohl älter (Keller), Ökonomieanbauten 1892, die Parzelle bildete bis etwa 1842 ein Grundstück mit Amthausstr. 25 und war dessen Garten Denkmaleigenschaft wird geprüft. |    |
|                | Wohnhaus                           | Amthausstr. 24 (Karte)                | 1706                 | Wohnhaus, zweigeschossiges Modellhaus, Torfahrt mit Würfelkämpfern, barocke Treppenspindel im Inneren, verglaster Laubengang, wohl älterer baulicher Kern (Keller), zwischen 1706 und 1716 von Pfarrer Dornheck zu Berghausen erbaut, Ende des 19. Jahrhunderts Weinstube Deutscher Hof, dann Zur Gießkanne (vgl. Martin Bachmann, Der barocke Wiederaufbau, S. 30 f.) Geschützt nach § 2 DSchG |    |
|                | Wohnhaus                           | Amthausstr. 25 (Karte)                | 1706                 | siehe Amthausstr. 25; Wohnhaus, zweigeschossig und traufständig, vierachsig, um 1840, Bau im Kern wohl älter (Keller), Ökonomieanbauten 1892, die Parzelle bildete bis etwa 1842 ein Grundstück mit Amthausstr. 25 und war dessen Garten Geschützt nach § 28 DSchG |    |
|                | Wohnhaus                           | Amthausstr. 27 (Karte)                | 1706                 | siehe Amthausstr. 29, siehe auch Stadtmauer; Wohnhaus, zweigeschossig und traufständig, vierachsig, Fenster über der Haustüre, zwischen 1706 und 1716 erbaut von dem Handelsmann Reinöhl, auf dem damals zugehörigen Grundstück Amthausstr. 29 standen bis um 1800 Scheune und Stall, Teil der Stadtmauer Geschützt nach § 2 DSchG |    |
|                | Wohnhaus                           | Amthausstr. 29 (Karte)                | 1800                 | siehe Amthausstr. 27, siehe auch Stadtmauer; Wohnhaus, zweigeschossig und traufständig mit stichbogiger Torfahrt, dreiachsig, um 1800 erbaut, vorher zu Amthausstr. 27 gehörig Geschützt nach § 2 DSchG |    |
|                | Wohnhaus und Nebengebäude          | Amthausstr. 31 (Karte)                | Ende 18. Jahrhundert | siehe auch Stadtmauer; Hofanlage, Wohnhaus und Nebengebäude verbunden durch Torbogen, Haupthaus massiv, Ende 18. Jahrhundert, Keller des 1689 abgebrannten Vorgängerbaus, um 1850 Überformung. Geschützt nach § 2 DSchG |    |
|                | Wohnhaus und Nebengebäude          | Amthausstr. 33 (Karte)                | Ende 18. Jahrhundert | siehe auch Stadtmauer; Hofanlage, Wohnhaus und Nebengebäude verbunden durch Torbogen, Haupthaus massiv, Ende 18. Jahrhundert, Keller des 1689 abgebrannten Vorgängerbaus, um 1850 Überformung. Geschützt nach § 2 DSchG |    |

## An der Stadtmauer
| Bild           | Bezeichnung                  | Lage                 | Datierung             | Beschreibung | ID |
| -------------- | ---------------------------- | -------------------- | --------------------- | --- | -- |
|                | Wohnhaus                     | An der Stadtmauer 1  | Mitte 18. Jahrhundert | Wohnhaus, zweigeschossig und giebelständig mit Krüppelwalmdach. Geschützt nach § 2 DSchG |    |
|                | Teile der Stadtmauer Durlach | An der Stadtmauer 5  |                       | siehe auch Durlach, Stadtbefestigung Geschützt nach § 28 DSchG |    |
|                | Wohnhaus                     | An der Stadtmauer 7  | 18. Jahrhundert       | siehe auch Durlach, Stadtbefestigung; Wohnhaus, zweigeschossig und traufständig, im Erdgeschoss Arkadenbogen der Stadtmauer Geschützt nach § 2 DSchG |    |
|                | Ökonomiegebäude im Hof       | An der Stadtmauer 8  | 1873                  | Ökonomiegebäude im Hof, Inschriftentafel: Erbaut im Jahr 1873 Kath: Meier durch Chr. Bull Mstr., zugehörige Mauer zur Gasse An der Stadtmauer im Norden. Geschützt nach § 2 DSchG |    |
| Weitere Bilder | Wohnhaus                     | An der Stadtmauer 9  |                       | siehe auch Durlach, Stadtbefestigung; Wohnhaus, zweigeschossig und traufständig, im Erdgeschoss Arkadenbogen der Stadtmauer Geschützt nach § 28 DSchG |    |
| Weitere Bilder | Altes Schlachthaus           | An der Stadtmauer 10 | 1659                  | Altes Schlachthaus, 1574 errichtet, nach Zerstörung im Dreißigjährigen Krieg 1659–1664 wieder aufgebaut, Inneres des Erdgeschosses als sechsteilige Halle mit auf zwei Pfeilern ruhenden Kreuzgewölben angelegt, Renaissance-Fragmente des ursprünglichen Baus erhalten, Oberschoss 1689 zerstört, erst 1749 erneuert, im oberen Stockwerk Wohnungen für Viehhirten, Schlachthaus bis 1938, die Bruchsteinmauer an der Straße steht in Zusammenhang mit dem Schlachthaus (heute auch zu den Grundstücken An der Stadtmauer 6 und 8 gehörig), auf dem Anwesen wurde ein historischer Brunnen gefunden. Geschützt nach § 2 DSchG |    |
|                | Wohnhaus                     | An der Stadtmauer 11 |                       | siehe auch Stadtmauer; Wohnhaus, zweigeschossig und traufständig, ab Obergeschoss 1986 erneuert im Erdgeschoss Arkadenbogen der Stadtmauer, zugehörige Dunglege Geschützt nach § 28 DSchG |    |
|                | Wohnhaus                     | An der Stadtmauer 13 |                       | siehe auch Durlach, Stadtbefestigung; Wohnhaus, zweigeschossig und traufständig, im Erdgeschoss Arkadenbogen der Stadtmauer, Gebäude deutlich verändert Geschützt nach § 2 DSchG |    |
|                | Wohnhaus                     | An der Stadtmauer 15 |                       | siehe auch Durlach, Stadtbefestigung; Wohnhaus, zweigeschossig und traufständig, im Erdgeschoss Arkadenbogen der Stadtmauer, im späten 20. Jahrhundert umgebaut Geschützt nach § 28 DSchG |    |
|                | Wohnhaus                     | An der Stadtmauer 17 | 18. Jahrhundert       | siehe auch Durlach, Stadtbefestigung; Wohnhaus, zweigeschossig und traufständig, im Erdgeschoss Arkadenbogen der Stadtmauer Geschützt nach § 28 DSchG |    |
|                | Wohnhaus                     | An der Stadtmauer 19 | 18. Jahrhundert       | siehe auch Durlach, Stadtbefestigung; Wohnhaus, zweigeschossig und traufständig, im Erdgeschoss Teile der Stadtmauer Geschützt nach § 28 DSchG |    |
|                | Wohnhaus                     | An der Stadtmauer 21 | 18. Jahrhundert       | siehe auch Durlach, Stadtbefestigung; Wohnhaus, zweigeschossig und traufständig, im Erdgeschoss Arkadenbogen der Stadtmauer, Obergeschoss Fachwerk Geschützt nach § 28 DSchG |    |
| Weitere Bilder | Wohnhaus                     | An der Stadtmauer 23 | 19. Jahrhundert       | siehe auch Durlach, Stadtbefestigung; Wohnhaus, dreigeschossig und traufständig, im Erdgeschoss Teile der Stadtmauer Geschützt nach § 28 DSchG |    |
| Weitere Bilder | Wohnhaus                     | An der Stadtmauer 25 | 18. Jahrhundert,      | siehe auch Durlach, Stadtbefestigung; Wohnhaus, zweigeschossig und traufständig, Obergeschoss Fachwerk, im Erdgeschoss Arkadenbogen der Stadtmauer Geschützt nach § 28 DSchG |    |
|                | Wohnhaus                     | An der Stadtmauer 27 | 19. Jahrhundert       | siehe auch Durlach, Stadtbefestigung; Wohnhaus, zweigeschossig und traufständig, im Erdgeschoss Teile der Stadtmauer Geschützt nach § 28 DSchG |    |
|                | Wohnhaus                     | An der Stadtmauer 29 | 19. Jahrhundert       | siehe auch Durlach, Stadtbefestigung; Wohnhaus, Ecklage, zweigeschossig mit Walmdach, im Erdgeschoss Arkadenbögen der Stadtmauer Geschützt nach § 28 DSchG |    |

## Anton-Bruckner-Straße
| Bild           | Bezeichnung      | Lage                                                          | Datierung | Beschreibung | ID |
| -------------- | ---------------- | ------------------------------------------------------------- | --------- | --- | -- |
| Weitere Bilder | Dornwaldsiedlung | Anton-Bruckner-Str., Dornwaldstr., Johann-Strauß-Str. (Karte) | 1924      | Dornwaldsiedlung, Siedlung, ab 1924 durch die Gemeinnützige Baugenossenschaft, 1927/28 nach Plänen von Hermann Reinhard Alker, von Georg Dünkel. (Sachgesamtheit). Verwirklichung des Siedlungsgedanken mit Eigenversorgung durch die Familien: Gartenwirtschaft und Kleintierhaltung. In den 1930er Jahren und nach dem 2. Weltkrieg in ähnlichem Baustil fortgesetzt. Geschützt nach § 2 DSchG |    |

## Auer Straße
| Bild           | Bezeichnung             | Lage | Datierung | Beschreibung | ID |
| -------------- | ----------------------- | --- | --------- | --- | -- |
| Weitere Bilder | Wohn- und Geschäftshaus | Auer Str. 1 (Karte)                                                                                         | 1895      | Wohn- und Geschäftshaus, dreigeschossig, Eckerker mit Loggia, große getreppte Giebel, 1895 von Otto Hofmann für den Privatier J. W. Hofmann Geschützt nach § 2 DSchG                                                                                                 |    |
| Weitere Bilder | Wohnhaus                | Auer Str. 3 (Karte)                                                                                         | 1899      | Wohnhaus, dreigeschossig und traufständig, spätgotische Zierformen des Historismus, 1899 von Otto Hofmann für den Privatier J. W. Hofmann Geschützt nach § 2 DSchG                                                                                                   |    |
| Weitere Bilder | Wohnblock               | Auer Str. 21, 23, 25, 27, 29, 31, Ernst-Friedrich-Str. 12, 13, 14, 16, Steinmetzstr. 1, 3, 5, 7, 9, (Karte) | 1919      | Wohnblock, geschlossene Blockrandbebauung im neubarocken Stil, von Emil Valentin Gutmann für die Gemeinnützige Baugenossenschaft (1913 gegründet, 1941 übernommen durch Mieter- und Bauverein), Baubeginn durch den 1. Weltkrieg verzögert. Geschützt nach § 2 DSchG |    |
| Weitere Bilder | Wohnanlage              | Auer Str. 51, 53, 55, 57, 59, 61, 63, Blattwiesenstr. 2, Grenzstr. 1 (Karte)                                | 1924      | Wohnanlage, drei Häusergruppen mit damals 30 Dreizimmerwohnungen, 1924 von dem Architekten Schweiger für das Städtische Hochbauamt Geschützt nach §§ Denkmaleigenschaft wird geprüft (Stand: März 2024) DSchG                                                        |    |

## Auf dem Schlössle
| Bild | Bezeichnung     | Lage                | Datierung | Beschreibung                             | ID |
| ---- | --------------- | ------------------- | --------- | ---------------------------------------- | -- |
|      | Winzerschlössle | Auf dem Schlössle 1 |           | Winzerschlössle Geschützt nach § 2 DSchG |    |

## Badener Straße
| Bild           | Bezeichnung                                                             | Lage                     | Datierung       | Beschreibung | ID |
| -------------- | ----------------------------------------------------------------------- | ------------------------ | --------------- | --- | -- |
| Weitere Bilder | Obereinnehmerei-Gebäude                                                 | Badener Str. 4 (Karte)   | 1874            | Obereinnehmerei-Gebäude, großherzogliches Verwaltungsgebäude der Domänen-Verwaltung, zweigeschossiger und traufständiger Massivbau mit zentralem Eingang und Balkon, 1874 durch Kirchenbauer und Seufert errichtet, 1905 Remise nach Brand neu errichtet Geschützt nach § 2 DSchG |    |
|                | Volksbank Durlach                                                       | Badener Str. 5 (Karte)   | 1908            | Volksbank, Bankgebäude, zweigeschossiger Massivbau mit Walmdach, zwei Seitenrisalite mit neobarock geschweiften Giebeln, Portal am linken Risalit, das Gebäude ersetzte ein früheres Kontor der 1877 in Durlach gegründeten Volksbank, 1908/09 von dem Architekten Adolf Wüst Geschützt nach § 2 DSchG |    |
| Weitere Bilder | Wohnhaus                                                                | Badener Str. 6 (Karte)   | 1880            | Wohnhaus, eingeschossiger und traufständiger Massivbau mit Satteldach, Wiederkehr am Giebel, rückseitige Anbauten in Fachwerkbauweise, um 1880 für den Missionar J. Knobloch, Umbauten 1900 Geschützt nach § 2 DSchG |    |
| Weitere Bilder | Wohn- und Geschäftshaus in Ecklage                                      | Badener Str. 8 (Karte)   | 1927            | Wohn- und Geschäftshaus in Ecklage, seit 1965 Bank, dreigeschossiger Massivbau mit Mansardgeschoss, Eckerker, 1927 von dem Architekten Gustav Dünkel für den Feinkosthändler Emil Fischer. Geschützt nach § 2 DSchG |    |
|                | Markgrafengymnasium                                                     | Badener Str. 9 (Karte)   | 1903            | Markgrafengymnasium, Schulgebäude mit Turnhalle und Hausmeisterhaus, 1903-1907 von Heinrich Wellbrock aus Karlsruhe. Bei einem Luftangriff brannten 1941 Dachstuhl und oberstes Stockwerk des Gymnasiums aus. Originalpläne im Stadtarchiv Karlsruhe. 1955 aufgestockt, 1979/80 Aufstockung der Turnhalle. Gut erhaltene Innenausstattung. (Sachgesamtheit) Geschützt nach § 2 DSchG                                                                       |    |
|                | Wohnhaus                                                                | Badener Str. 9a (Karte)  |                 | Wohnhaus, eingeschossig und traufständig mit Satteldach, 2. Hälfte 19. Jahrhundert, Umbau 1900 (Dachgaube, damals wohnte hier der Landwirt Friedrich Maier), wohl auch Teil der Krappfabrik (Badener Str. 9b) Denkmaleigenschaft wird geprüft. |    |
|                | Krappfabrik (1753 auf Veranlassung von Markgraf Karl Wilhelm gegründet) | Badener Str. 9b (Karte)  | 1753            | Krappfabrik (1753 auf Veranlassung von Markgraf Karl Wilhelm gegründet), später Wohnhaus, zweigeschossig und traufständig, 1892 von Heinrich Schumacher für Gabriel Rittershofer, beim Bau der B3 wurde das Gebäude verkürzt Geschützt nach § 2 DSchG |    |
|                | Findling                                                                | Badener Str. 9b (Karte)  | 1679            | davor liegend Findling, 1679 vom Dürrbach herab geschwemmter Felsbrocken, Inschrift Anno Dni 1679, am 19. Sebtember ist diser Stein ein halb Stund weit durch das Geweser hergeflezt worden Geschützt nach § 2 DSchG |    |
|                | Mietwohnhaus                                                            | Badener Str. 11a (Karte) | 1902            | Mietwohnhaus, dreigeschossiger Massivbau, Zwerchhaus mit zweigeschossigem Hängeerker, 1902 von dem Architekten A. Semmler für den Zimmerermeister Johann Semmler Geschützt nach § 2 DSchG |    |
|                | Wohnhaus                                                                | Badener Str. 17 (Karte)  | 1893            | Wohnhaus, zweigeschossiger und traufständiger Klinkerbau mit Sandsteinziergliedern im Stile der Neorenaissance, Treppe zum Hochparterre, Mansardwalmdach, Rückseite verputzt mit verglasten Balkonloggien, von dem Architekten A. Wüst für den Weinhändler Carl Steinmetz. Geschützt nach § 2 DSchG |    |
| Weitere Bilder | Brunnenhaus                                                             | Badener Str. 18 (Karte)  | 1823            | Brunnenhaus, von Friedrich Weinbrenner. Zusammenfluss der sieben Quellen des Turmbergs, ungenutzt seit 1968, damals wurde Durlach an das Karlsruher Wassernetz angeschlossen. Über dem Eingang Inschrift: 1823 ERBAUT RENOVIERT 1895. Anlässlich der Verlegung der Wasserleitung von Durlach nach Karlsruhe zu Beginn des 19. Jahrhunderts errichtete Friedrich Weinbrenner anstelle der baufälligen Brunnenstube diesen Neubau. Geschützt nach § 28 DSchG |    |
|                | Mietwohnhaus                                                            | Badener Str. 21 (Karte)  | 1898            | Mietwohnhaus, dreigeschossiger Massivbau mit asymmetrisch angeordnetem Zwerchhaus, zwei Erker, zugehöriges Hofgebäude in Fachwerkbauweise, 1898 von dem Architekten Adolf Wüst für den Malermeister Karl Goldschmidt Geschützt nach § 2 DSchG |    |
| Weitere Bilder | Mietwohnhaus                                                            | Badener Str. 29 (Karte)  | 1899            | Mietwohnhaus, dreigeschossiger Massivbau, großer Standerker mit angeschossenen Balkonen, von Hugo Slevogt für Arthur Manecke. Geschützt nach § 2 DSchG |    |
|                | Wohnhaus                                                                | Badener Str. 31 (Karte)  | 1860/7          | Wohnhaus, zweigeschossiger Massivbau in den Formen des Spätklassizismus, Gaubenbänder von 1932 Geschützt nach § 2 DSchG |    |
|                | Bier- und Eiskeller                                                     | Badener Str. 67 (Karte)  | 19. Jahrhundert | Bier- und Eiskeller Denkmaleigenschaft wird geprüft. |    |
|                | Bier- und Eiskeller                                                     | Badener Str. 69a (Karte) | 19. Jahrhundert | Bier- und Eiskeller Geschützt nach § 2 DSchG |    |
|                | Bier- und Eiskeller                                                     | Badener Str. 79 (Karte)  | 19. Jahrhundert | Bier- und Eiskeller, einst Nutzung als Luftschutzkeller, heute Garage Denkmaleigenschaft wird geprüft. |    |
| Weitere Bilder | Bier- und Eiskeller                                                     | Badener Str. 113 (Karte) | 19. Jahrhundert | Bier- und Eiskeller, größere Anlage mit zwei Zugängen. Geschützt nach § 2 DSchG |    |

## Bäderstraße
| Bild           | Bezeichnung     | Lage        | Datierung       | Beschreibung | ID |
| -------------- | --------------- | ----------- | --------------- | --- | -- |
|                | Modellhaus      | Bäderstr. 1 | 18. Jahrhundert | siehe auch Durlach, Stadtbefestigung; Geschützt nach § 2 DSchG |    |
| Weitere Bilder | Wohnhaus        | Bäderstr. 3 |                 | Wohnhaus Geschützt nach § 28 DSchG |    |
| Weitere Bilder | Stadtmauerreste | Bäderstr. 3 |                 | siehe auch Durlach, Stadtbefestigung Geschützt nach § 28 DSchG |    |
|                | Odelhaus        | Bäderstr. 4 | 1716            | siehe auch Durlach, Stadtbefestigung; Odellhaus, zweigeschossiges Torfahrthaus mit Fensterläden, vor 1716 erbaut, zwischen 1758 und 1774 wesentliche Umbauten, in den 1760er Jahren Wohnung des Markgrafen Carl August, später Pfarrhaus Geschützt nach § 2 DSchG |    |
| Weitere Bilder | Modellhaus      | Bäderstr. 8 | 18. Jahrhundert | Modellhaus, zweigeschossig mit Krüppelwalm, Stockwerkgesims. Geschützt nach § 2 DSchG |    |

## Basler-Tor-Straße
| Bild           | Bezeichnung              | Lage                       | Datierung | Beschreibung | ID                       |
| -------------- | ------------------------ | -------------------------- | --------- | --- | ------------------------ |
| Weitere Bilder | Basler Tor               | Basler-Tor-Straße (Karte)  | 1760      | Basler Tor – Letztes erhaltenes Stadttor der markgräflichen Residenzstadt. 1689 in Brand gesteckt, dabei Zerstörung von Dach und Obergeschoss. 1760/61 wieder aufgebaut. Die kleinen Mauern vor dem Tor dienten ursprünglich als Brückengeländer, die Bögen unter der Brücke sind erhalten, heute aber zugeschüttet. Geschützt nach § 28 DSchG | Wikidata-Objekt anzeigen |
|                | Wohnhaus                 | Basler-Tor-Str. 1 (Karte)  | 1707      | Wohnhaus, zweigeschossiger mit Walmdach, 1707 als Haus des Extra-Boten oder Botenmeisters Johann Jacob Müller erbaut Geschützt nach § 28 DSchG |                          |
|                | Torwächterhaus           | Basler-Tor-Str. 4 (Karte)  | 1739      | siehe auch Stadtmauer; Torwächterhaus, heute Wohnhaus, Fachwerkgebäude, Untergeschoss massiv, verputzt, 1739 im Lagerbuch als in städtischem Besitz genannt, im Untergeschoss wohl einst Amtsräume, hier wurde Zoll- und Wegegeld kassiert. Geschützt nach § 28 DSchG |                          |
| Weitere Bilder | Alter Durlacher Friedhof | Basler-Tor-Str. 6 (Karte)  | 1577      | seit Mitte des 16. Jh. bis zum 4.11.1900 in Benutzung, 1577 erstmals erwähnt. Vorher befand sich der Friedhof beim bei der Stadtkirche (später sog. „Saumarkt“). Die Nikolauskapelle wurde ursprünglich zusammen mit dem Friedhof vor die Stadtmauer verlegt und brannte 1689 ab. 1862 Erweiterung des Friedhofs parallel zum Steckgraben. Die an die Kapelle ansetzende Friedhofsmauer musste abgebrochen werden, ebenso der Mauerzug, der die Gärten im Süden umgab, da auch der am Graben entlang führende Allmend-Streifen zum Friedhof hinzukam. Grabmäler, die sich an dieses Teilstück angelehnt hatten, wurden versetzt. Die neue Mauer grenzte direkt an den Graben. Im Stadtarchiv befindet sich ein Lageplan von 1862, dort auch ein Gräberbelegplan von 1922. Beim Umbau der Palmaien- und Gärtnerstraße versetzte man 1939 die alte Friedhofsmauer an zwei Stellen und verringerte die gesamte Mauerhöhe, um den Passanten Einblick in die Anlage zu gewähren. Alle Platten, auch diejenigen an der Friedhofsmauer waren ursprünglich im Boden der Kapelle eingelassen und bedeckten dort die Gräber. Die meisten Grabsteine des 19. Jh. sind verschwunden. Einige Gräber wurden auf Antrag zwischenzeitlich auf den Bergfriedhof überführt. Geschützt nach § 28 DSchG |                          |
| Weitere Bilder | Kapelle St. Nikolaus     | Basler-Tor-Str. 6 (Karte)  | 1712      | Kapelle St. Nikolaus, 1712/13 nach Plänen von dem Ingenieur Jacob Friedrich Batzendorf und dem geistlichen Verwalter Friedrich Bürklin neu errichtet, inzwischen mehrfach verändert, barocke Ausstattung nicht erhalten. Bemerkenswerte Dachkonstruktion: Ein Längsunterzug, der von zwei Hängewerken getragen wird, daher stützenfreie Abdeckung des Raumes. Ursprünglicher Dachreiter verschwunden.1823 Einbau einer Wagenremise, Umorientierung des Andachtraums, Einbau von zwei neugotischen Fenstern, 1946 Remise an das Photogeschäft Theo Karch vermietet, das einen Umbau vornahm, Sakralraum 1949/50 durch Mauern unterteilt, Decke abgehängt, zwei Kamine. Vermietung an Arbeiterwohlfahrt, Grabsteine aus dem Inneren wurden an der Außenwand aufgestellt. Geschützt nach § 2 DSchG |                          |
|                | Mietwohnhaus             | Basler-Tor-Str. 45 (Karte) | 1893      | Mietwohnhaus, zweigeschossiger Massivbau mit Krüppelwalmdach, 1893 von Karl Löffler für Christian Rittersdorfer Geschützt nach § 2 DSchG |                          |

## Bergbahnstraße
| Bild | Bezeichnung                                     | Lage            | Datierung | Beschreibung | ID |
| ---- | ----------------------------------------------- | --------------- | --------- | --- | -- |
|      | Direktor Wohnhaus der Badischen Maschinenfabrik | Bergbahnstr. 16 | 1928      | Direktor-Wohnhaus, Werksleitervilla der Badischen Maschinenfabrik, Villa mit Garteneinfriedung, zweigeschossiger Massivbau, halbrunder und rechteckiger Altan, expressionistische Stuckdecken, Bleiglasfenster mit allegorischer Figur im Treppenhaus, 1928 von H. Dörr für die Badische Maschinenfabrik Geschützt nach § 2 DSchG |    |

## Bergwaldstraße
| Bild           | Bezeichnung         | Lage                         | Datierung             | Beschreibung | ID |
| -------------- | ------------------- | ---------------------------- | --------------------- | --- | -- |
|                | Villa               | Bergwaldstr. 2 (Karte)       | 1909                  | Villa, ein- bis zweigeschossiger Massivbau, Treppenturm mit Glockendach, Mansard- und Mansardwalmdächer, Garten mit Gartenmauer, 1909 von dem Architekten Adolf Semmler für Carl Ruckstuhl. Geschützt nach § 2 DSchG |    |
| Weitere Bilder | Wohnhaus mit Garten | Bergwaldstr. 6 (Karte)       | 1924                  | Wohnhaus mit Garten, zweigeschossiger Massivbau mit Walmdach, Putzrustika an den Gebäudeecken, neubarocke Zierformen über den Fenstern, sehr gut erhaltene Innenausstattung, Einfriedung an der Straßenseite, Stützmauer auf der Gartenseite, von dem Architekten Gustav Dünkel für den Bauunternehmer Franz Aicher. Geschützt nach § 2 DSchG |    |
|                | Wohnhaus            | Bergwaldstr. 10 (Karte)      | 1925                  | Wohnhaus, zweigeschossiger und giebelständiger Massivbau in neoklassizistischen Formen, Dach mit Wiederkehr, portikusartiger Eingang, 1925 von dem Architekten Gustav Dünkel für Sophie Charlotte Leichtlin Geschützt nach § 2 DSchG |    |
| Weitere Bilder | Wohnhaus            | Bergwaldstr. 11 (Karte)      | 1908                  | Wohnhaus, eingeschossiger Massivbau in Hanglage, Mansardedach mit Krüppelwalm, Erker und Treppenhausturm mit Zierfachwerk, 1908 von dem Architekten Rudolf Meeß für den Chemiker Hugo Meeß Geschützt nach § 2 DSchG |    |
|                | Bierkeller          | Bergwaldstr. 14 (Karte)      | Mitte 19. Jahrhundert | Bierkeller, Keller 1 (unterer Keller), auch straßenseitig Abschluss im anstehenden Felsen, einzeiliger Keller, enge Zugangstreppe und Aufzugsschacht, Mitte 19. Jahrhundert, Keller 2 (oberer Keller), zweizeiliger Keller, nur ein Zugang, zweiter Zugang verschlossen, enge Treppe, Aufzugsschacht. Geschützt nach § 2 DSchG                |    |
|                | Bierkeller          | Bergwaldstr. 14a, Lußstr. 5b | Mitte 19. Jahrhundert | Bierkeller, zweigeschossig und zweizeilig, Rampe zur Einfahrt, zwei Zugänge in einen Keller, erstreckt sich unter den Grundstücken, Bergwaldstraße 14a und Lußstraße 5b. Geschützt nach § 2 DSchG |    |
|                | Bierkeller          | Bergwaldstr. 16 (Karte)      | 1840                  | Bierkeller, Keller 1 (unterer Keller), Querversatz, Verbindungsgang zu einem zerstörten hinteren Kellerteil, Zugang durch modernen Raum, Keller 2 (oberer Keller): zweizeiliger Keller mit zwei Zugängen, Zugang über breite Treppe, 1840er Jahre Geschützt nach § 2 DSchG                                                                    |    |
|                | Bierkeller          | Bergwaldstr. 18              | 1840                  | Bierkeller, Inschriftentafel, moderne Eingangstüre, 1840er Jahre Geschützt nach § 2 DSchG |    |
|                | Bierkeller          | Bergwaldstr. 20 (Karte)      | Mitte 19. Jahrhundert | Bierkeller, Keller 1 (unterer Keller), Zugang vermauert, Mitte 19. Jahrhundert, Keller 2 (oberer Keller), Zugang vermauert, Mitte 19. Jahrhundert Geschützt nach § 2 DSchG |    |
|                | Bierkeller          | Bergwaldstr. 22 (Karte)      | 1840                  | Bierkeller, Keller 1 (unterer Keller), errichtet durch Karl Weiß aus Karlsruhe, Inschriftentafel, Keller 2 (oberer Keller). Geschützt nach § 2 DSchG |    |
|                | Bierkeller          | Bergwaldstr. 23 (Karte)      | Mitte 19. Jahrhundert | Bierkeller, Keller 1 (unterer Keller), Keller 2 (mittlerer Keller), genutzt als Garage, Keller 3 (oberer Keller). Geschützt nach § 2 DSchG |    |
| Weitere Bilder | Bierkeller          | Bergwaldstr. 26 (Karte)      | 1844,                 | Bierkeller, Keller 1 (unterer Keller), errichtet von Heinrich Fels aus Karlsruhe (Inschriftentafel), Keller 2 (mittlerer Keller), Zugang vermauert, Keller 3 (oberer Keller). Geschützt nach § 2 DSchG |    |

## Bienleinstorstraße
| Bild           | Bezeichnung                                    | Lage                        | Datierung              | Beschreibung | ID |
| -------------- | ---------------------------------------------- | --------------------------- | ---------------------- | --- | -- |
|                | Torfahrthaus                                   | Bienleinstorstr. 2 (Karte)  | 1832                   | Torfahrthaus, zweigeschossig mit Mansardwalmdach, zwei große Tonnengewölbe im Keller, 1832 errichtet, zugehöriges zweigeschossiges Seitengebäude auf der Hofseite (1911 aufgestockt). Geschützt nach § 2 DSchG |    |
|                | Modellhaus                                     | Bienleinstorstr. 4 (Karte)  | 18. Jahrhundert        | Modellhaus, Torfahrthaus, zweigeschossig mit Satteldach, Stockwerkgesims, zugehöriges Rückgebäude, vorspringende Mauerkante bei der Torfahrt. Geschützt nach § 2 DSchG |    |
|                | Modellhaus                                     | Bienleinstorstr. 5 (Karte)  | 1706                   | siehe auch Stadtmauer; Modellhaus, zweigeschossig mit Stockwerkgesims, 1706 erstmals genannt, Holzklappläden im Untergeschoss, Stadtmauer mit Wehrgang hier auf einer Höhe von ca. 5 m erhalten. Geschützt nach § 2 DSchG |    |
|                | Modellhaus mit Torfahrt                        | Bienleinstorstr. 9 (Karte)  | 1706                   | Modellhaus mit Torfahrt, am Torbogen Kartusche, darin Tischlerembleme, Inschrift GFH 1780, 1706 erstmals genannt als Haus des Schreiners Johann Jacob Frick, nach 1742 bewohnt durch den Schreiner Georg Friedrich Haury. Geschützt nach § 2 DSchG |    |
|                | Modellhaus                                     | Bienleinstorstr. 10 (Karte) | 1718                   | Modellhaus, Inschrift HAH 1718 (= Hans Adam Herzog, herrschaftlicher Kastenknecht und Mehlkremp), moderne Verkleidung im Obergeschoss. Denkmaleigenschaft wird geprüft. Geschützt nach §§ Denkmaleigenschaft wird geprüft DSchG |    |
|                | Modellhaus                                     | Bienleinstorstr. 11 (Karte) | Spätes 18. Jahrhundert | zweigeschossiges Haus Geschützt nach § 2 DSchG |    |
|                | Modellhaus mit Torfahrt                        | Bienleinstorstr. 13 (Karte) | 1725                   | Modellhaus mit Torfahrt, Kartusche am Schlussstein der Torfahrt, bezeichnet ANNO 1725 Geschützt nach § 2 DSchG |    |
|                | Modellhaus mit Torfahrt                        | Bienleinstorstr. 14 (Karte) | 18. Jahrhundert        | Modellhaus mit Torfahrt, zweigeschossig. Geschützt nach § 2 DSchG |    |
|                | Wohnhaus mit Torfahrt                          | Bienleinstorstr. 21 (Karte) | 1716                   | Wohnhaus mit Torfahrt, eingeschossig mit Zwerchgiebel in Fachwerkbauweise, 1716 erstmals genannt, 1766 als Haus des Schumachers Georg Friedrich Zachmann erwähnt. Geschützt nach § 2 DSchG |    |
| Weitere Bilder | Wohn- und Geschäftshaus                        | Bienleinstorstr. 23 (Karte) | 1896                   | Wohn- und Geschäftshaus, dreigeschossiger Massivbau, 1896 von dem Architekten Otto Hofmann für Karl Leussler, das Grundstück umfasste vormals auch die Bienleinstorstr. 25 (siehe dort). Geschützt nach § 2 DSchG |    |
| Weitere Bilder | siehe auch Stadtmauer; Modellhaus mit Torfahrt | Bienleinstorstr. 25 (Karte) | 1716                   | siehe auch Stadtmauer; Modellhaus mit Torfahrt, das Grundstück umfasste vormals auch die Bienleinstorstr. 23, vor 1716 errichtet, Bauherr war Pfarrer Jacob Friedrich Zandt, Teile der Stadtmauer im rückwärtigen Teil des Grundstücks. Geschützt nach § 2 DSchG |    |
|                | Modellhaus mit Torfahrt                        | Bienleinstorstr. 27 (Karte) | 1706                   | Modellhaus mit Torfahrt, am Schlussstein des Torbogens bezeichnet JG 1772, (= Jacob Gaum), die Inschrift bezieht sich auf damalige bauliche Veränderungen, ursprünglich erbaut 1706 durch Johannes Wagner, Kammerdiener und Leibschneider der Markgräfin Magdalena Wilhelmine (bis 1742). Geschützt nach § 2 DSchG |    |
| Weitere Bilder | Gasthaus der ehem. Brauerei Zum roten Löwen    | Bienleinstorstr. 30 (Karte) | 1712                   | Gasthaus der ehem. Brauerei Zum roten Löwen, Festsaal (19. Jahrhundert), am Keilstein des Torbogens bezeichnet 1712, damals durch den Fuhrmann Jacob Kuhn errichtet, der Keller hat den Brand von 1689 überdauert, wie auch ein Teil der massiven Straßenfassade. Hinter der Fassade Fachwerk, Keller liegt wegen der Modellhausverordnung heute quer zur Fassade, Fassade wohl im 19. Jahrhundert stark verändert (Martin Bachmann, Der barocke Wiederaufbau, S. 34 ff. und 122-125), erst im 19. Jahrhundert wird das Grundstück dem angrenzenden Brauereigrundstück angegliedert. Geschützt nach § 2 DSchG                  |    |
|                | Stadtmauer Durlach                             | Bienleinstorstr. 31         |                        | siehe Stadtmauer; Stadtmauer, hinterer Teil des Grundstücks (Wohnhaus 1992 abgebrochen) (Vgl. Martin Bachmann, Der barocke Wiederaufbau, S. 152 f.) Geschützt nach § 28 DSchG |    |
|                | Modellhaus mit Torfahrt                        | Bienleinstorstr. 32 (Karte) | 1716                   | Modellhaus mit Torfahrt, rundbogige Einfahrt mit Würfelkämpfern, Schlosserembleme (Hammer und gekreuzte Schlüssel), bezeichnet 1716 JMM (= Johann Michael Müller, Schlosser), der Keller hat den Brand von 1689 wohl überdauert, liegt wegen der Modellhausverordnung quer zur Fassade (Vgl. Martin Bachmann, Der barocke Wiederaufbau, S. 34 ff. und 129 f.) Geschützt nach § 2 DSchG |    |
|                | Modellhaus mit Torfahrt                        | Bienleinstorstr. 34 (Karte) | Anfang 18. Jahrhundert | Modellhaus mit Torfahrt, ab Obergeschoss Fachwerk, Keller des Vorgängerbaus (Vgl. Martin Bachmann, Der barocke Wiederaufbau, S. 34 ff. und 139 f.) Geschützt nach § 2 DSchG |    |
|                | Färberhaus                                     | Bienleinstorstr. 35 (Karte) | 1706                   | Färberhaus, 1706 erbaut, wohl von dem Färber Caspar Minderer Denkmaleigenschaft wird geprüft. |    |
|                | Modellhaus mit Torfahrt                        | Bienleinstorstr. 36 (Karte) | 1706                   | Modellhaus mit Torfahrt, zweigeschossig mit Holzklappläden, Torbereich verändert, ab Obergeschoss Fachwerk, Fenster im Erdgeschoss mit geohrten Werksteingewänden, 1706 wird ein neuerbautes Haus des Steinhauers Sebastian Hemberger erwähnt, 1716 stehen hier (damals gehörte noch die Parzelle Bienleinstorstr. 33 dazu) zwei Modellhäuser im Besitz des Juden Kaufel, Tonnenkeller des Vorgängerbaus. Geschützt nach § 2 DSchG |    |
| Weitere Bilder | Modellhaus mit Torfahrt                        | Bienleinstorstr. 38 (Karte) | 1713                   | Modellhaus mit Torfahrt, Torbogen mit Würfelkämpfern, dort am Keilstein Kartusche mit Schreineremblemen (Zirkel, Meißel und Hobel), bezeichnet IDG 1713 (= Johann Daniel Gambs, Schreiner), ab 1757 im Besitz des Schreiners Philipp Heinrich Gambs, ab Obergeschoss Fachwerk, großes Zwerchhaus, der Keller hat den Brand von 1689 wohl überdauert, liegt wegen der Modellhausverordnung quer zur Fassade (Bachmann, Der barocke Wiederaufbau, S. 34 ff. und S. 126-128) Geschützt nach § 28 DSchG |    |
|                | Modellhaus mit Torfahrt                        | Bienleinstorstr. 39 (Karte) | 1718                   | Modellhaus mit Torfahrt, am Scheitel des Torbogens: PS AM 23 / 17 DER HERR IST MEIN HIRT 22 / MIR WIRD NICHTS MANGELN / IMS. (1722). Am Sturz der rechts benachbarten Fenster Jahreszahl 1718, zwei geflügelte Engelsköpfe, Kartusche mit Spitzhammer, zwei gekreuzten Scharriereisen (Steinmetzembleme) und IMS (= Johann Michel Scheerle). Am Kellersockel verwitterte Inschrift WIR BAVEN ALLE. Die Engelsköpfe sind wohl ein Hinweis auf einen frühen katholischen Betraum. Unter der rechten Haushälfte Rest eines gewölbten Kellers, es standen wohl ursprünglich zwei Häuser auf der Parzelle. Geschützt nach § 2 DSchG |    |
|                | Wohnhaus                                       | Bienleinstorstr. 41 (Karte) |                        | Wohnhaus, eingeschossiger und giebelständiger Putzbau mit Satteldach, Wiederaufbau nach Stadtzerstörung Anfang 18. Jahrhundert unter Verwendung älterer Bauteile, wohl Mitte des 19. Jahrhunderts überformt, früher Zugang von der Straße aus, großer nordsüdlicher Gewölbekeller in Formen der Spätrenaissance (wohl 16. Jahrhundert), Kellerhals auf der Rückseite des Gebäudes, an der ungewöhnlich mächtigen Massivmauer außen Konsolsteine eines früheren bzw. angrenzenden Bauwerks, Ökonomiegebäude nicht zugehörig. Geschützt nach § 2 DSchG                                                                           |    |
|                | Modellhaus mit Torfahrt                        | Bienleinstorstr. 43 (Karte) | Ende 18. Jahrhundert   | Modellhaus mit Torfahrt, zweigeschossig, Gewölbekeller wohl vom Vorgängerbau, noch 1764 unbebaut Geschützt nach § 2 DSchG |    |
| Weitere Bilder | Fachwerkhaus                                   | Bienleinstorstr. 45 (Karte) | 1697                   | Fachwerkhaus, seltenes Sichtfachwerk im Obergeschoss, wohl im unteren Teil vom Brand verschont geblieben, am Sturz bezeichnet 1697, damals Abweichung von der Modellhausvorschrift, vermutlich auch wegen der Lage des Kellers, erbaut vor 1706 von Rentkammerrat Engelhard Sonntag, um 1760 im Besitz des herrschaftlichen Fruchtmessers Leonhard Zittel. Geschützt nach § 28 DSchG |    |
| Weitere Bilder | Wohnhaus                                       | Bienleinstorstr. 47 (Karte) | 1588                   | Wohnhaus, am Sturz der Einfahrt bezeichnet 1588, Portal mit durchschneidendem Stabwerk, Türen im Inneren alle niedrig, seitlicher Hauseingang mit gekehltem Gewände, Hauszeichen im Türsturz wohl bei Renovierung verändert, Gebäude nach dem Brand wohl ab Obergeschoss neu errichtet, wird 1706 als neuerbautes Haus des Rentkammerrats Jakob Christoph Zandt erwähnt (Martin Bachmann, Der Wiederaufbau, S. 110 ff.) Geschützt nach § 2 DSchG |    |

## Blumentorstraße
| Bild | Bezeichnung                     | Lage             | Datierung | Beschreibung | ID |
| ---- | ------------------------------- | ---------------- | --------- | --- | -- |
|      | Wohnhaus                        | Blumentorstr. 2  | 1850      | Wohnhaus, zweigeschossiger und traufständiger Putzbau mit Holzklappläden und Dachgauben, um 1850. Geschützt nach § 2 DSchG |    |
|      | Straßenfassade eines Wohnhauses | Blumentorstr. 14 | 1706      | Straßenfassade eines Wohnhauses, Modellhaus, zweigeschossig und traufständig mit Torfahrt, vierachsig, Schlussstein im Torbogenscheitel bezeichnet IGH 1721, 1706 als neu erbaute Behausung des Hutmachers Johann Georg Hornus (=IGH), der auch 1721 noch Besitzer ist, 1782 Umbau zur Bierbrauerei, im 19. Jahrhundert Gasthaus Zum Kreuz, Neubau des Gebäudes 1985 unter Beibehaltung der Straßenfassade. Geschützt nach § 2 DSchG |    |
|      | Wohnhaus                        | Blumentorstr. 16 | 1890      | Wohnhaus, dreigeschossiger Villenbau, Formen der Neorenaissance, Balkonaltan, zugehörige Mauer und Tor mit Eisengittern. Geschützt nach § 2 DSchG |    |

## Brühlstraße
| Bild           | Bezeichnung                   | Lage                 | Datierung | Beschreibung | ID |
| -------------- | ----------------------------- | -------------------- | --------- | --- | -- |
| Weitere Bilder | Evangelische Trinitatiskirche | Brühlstr. 37 (Karte) | 1962      | Evangelische Trinitatiskirche in Durlach-Aue mit Pfarrzentrum, 1962/64 nach Plänen von Friedrich Remspecher aus Freudenstadt, Kirche mit rechteckigem Grundriss mit sieben quer gestellten Betonstützen, bis zum Oberlicht in Ziegelmauerwerk ausgefüllt, Belichtung mit Betonstegraster, freistehender Turm, dekorative Verglasung in Blau-Weiß-Rot nach Entwurf von K. Arnold aus Karlsruhe, Dünne Stützen tragen die Stahlbinderkonstruktion im Innenraum, Holzriemenverkleidung der Decke mit zeltartigem Charakter, Chorrückwand mit Klinkerwand und verglastem Kreuz. Geschützt nach § 2 DSchG |    |

## Christofstraße
| Bild           | Bezeichnung             | Lage                       | Datierung | Beschreibung | ID |
| -------------- | ----------------------- | -------------------------- | --------- | --- | -- |
| Weitere Bilder | Wohn- und Geschäftshaus | Christofstr. 9, 11 (Karte) | 1897      | Wohn- und Geschäftshaus, damals mit Bäckerei und Werkstattgebäude, Eckhaus, dreigeschossig mit zweigeschossigem Eckerker über dem Ladeneingang, zwei Zwerchhäuser, bezeichnet 1897, von dem Architekten Gustav Bader für Fritz Kindler (gleicher Bauantrag) Geschützt nach § 2 DSchG                                             |    |
| Weitere Bilder | Pestalozzischule        | Christofstr. 23 (Karte)    | 1914      | Pestalozzischule (seit 1947), ursprünglich Hindenburgschule, später zeitweise Goetheschule, Pläne 1912 von Wilhelm Sackberger aus Durlach, ein Schüler von Hermann Billing, errichtet 1914/15, Sackberger hatte im städtischen Wettbewerb den 3. Preis gewonnen, zugehörige Nebengebäude mit Turnhalle. Geschützt nach § 2 DSchG |    |

## Dietrichstraße
| Bild           | Bezeichnung | Lage                    | Datierung | Beschreibung | ID |
| -------------- | ----------- | ----------------------- | --------- | --- | -- |
| Weitere Bilder | Wohnhaus    | Dietrichstr. 13 (Karte) | 1928      | Wohnhaus, zweigeschossig und traufständig, Sandsteinfassade mit Torfahrt, Mansarddach, Hofgebäude, von dem Architekten Adolf Meier für den Ingenieur Oskar Ruffert. Geschützt nach § 2 DSchG |    |

## Dürrbachstraße
| Bild           | Bezeichnung                          | Lage                       | Datierung                 | Beschreibung | ID |
| -------------- | ------------------------------------ | -------------------------- | ------------------------- | --- | -- |
|                | Wohnhaus                             | Dürrbachstr. 10 (Karte)    | 1926                      | Wohnhaus, zweigeschossiger traufständiger Massivbau, Mansardedach mit Krüppelwalm, Altan, 1926 von dem Architekten Rudolf Krieger für den Kaufmann Karl Brutzer. Geschützt nach § 2 DSchG |    |
|                | Wohnhaus                             | Dürrbachstr. 17 (Karte)    | 1915                      | Wohnhaus, zweigeschossiger Massivbau, Walmdach mit Fledermausgauben, Zierlünetten über den Fenstern, Altan, 1915 von Heinrich Helmle als Bauherr und Architekt Geschützt nach § 2 DSchG |    |
|                | Wohnhaus                             | Dürrbachstr. 20 (Karte)    | 1923                      | Wohnhaus, zweigeschossiger Massivbau mit Walmdach, Zwerchhaus, Stockwerkgesims, verzierte Brüstungsfelder, 1923 von dem Architekten Georg Dünkel für den Schlossermeister Friedrich Klingmann. Denkmaleigenschaft wird geprüft. |    |
|                | Angestelltenwohnhaus der Gritzner AG | Dürrbachstr. 22 (Karte)    | 1924                      | Angestelltenwohnhaus der Gritzner AG, zweigeschossig mit Mansardwalmdach, Altan mit Balkongittern, Fassade mit Kolossalpilastern, historische Einfriedungsmauer und Garten, 1924 durch die Firma Gritzner AG. Geschützt nach § 2 DSchG |    |
|                | Wohnhaus                             | Dürrbachstr. 23 (Karte)    | 1922                      | Wohnhaus, eingeschossiger Massivbau auf hohem Sockelgeschoss, Mansardwalmdach mit Zwerchgiebeln, Hohlkehle unter der Traufe, 1922 von dem Architekten Hermann Zelt für den Kunstgewerbler Franz Ed. Goller Geschützt nach § 2 DSchG |    |
| Weitere Bilder | Angestelltenwohnhaus der Gritzner AG | Dürrbachstr. 24-26 (Karte) | 1923                      | Angestelltenwohnhaus der Gritzner AG, Doppelmietwohnhaus für sechs Familien, zweigeschossiger neobarocker Massivbau mit Mansardwalmdach, Putzpilaster, Altane, 1923 durch die Firma Gritzner AG Geschützt nach § 2 DSchG |    |
| Weitere Bilder | Weinberghäuschen                     | Dürrbachstr. 27 (Karte)    | Ende des 19. Jahrhunderts | Weinberghäuschen, kleines eingeschossiges giebelständiges Holzgebäude mit kleinem Dachreiter, Hanglage im bergseitigen Teil des Grundstücks. Geschützt nach § 2 DSchG |    |
|                | Wohnhaus                             | Dürrbachstr. 28 (Karte)    | 1913                      | Wohnhaus, zweigeschossig mit Walmdach, Fenster mit Zierfeldern, Wachhäuschen mit Giebel- und Segmentbogenfeldern, Gartenmauer, Innenausstattung teilweise erhalten; bemerkenswerte bauzeitliche Kastenfenster, zugehöriger Garten mit Terrasse, Weg und historische Bepflanzung, Architekt und Bauherr Gustav Kärcher, 1913 Geschützt nach § 2 DSchG |    |
| Weitere Bilder | Wohnhaus                             | Dürrbachstr. 32 (Karte)    | 1924/5                    | Wohnhaus, eingeschossig und giebelständig, Mansarddach mit Fußwalm, Gartenmauer, von dem Architekten Hermann R. Alker für Oskar Gorenflo. Geschützt nach § 2 DSchG |    |
| Weitere Bilder | Villa mit Gartengrundstück           | Dürrbachstr. 38 (Karte)    | 1910                      | Villa mit Gartengrundstück, eingeschossiger Zweiflügelbau mit Walmdächern, zugehörige Einfriedungsmauer, um 1910. Geschützt nach § 2 DSchG |    |
| Weitere Bilder | Wohnhaus                             | Dürrbachstr. 40 (Karte)    | 1910                      | Wohnhaus, eingeschossig und giebelständig, Mansarddach mit Krüppelwalm, neobarocke Zierelemente, um 1910 (Architekt und Bauherr unbekannt) Geschützt nach § 2 DSchG |    |

## Eichelgasse
| Bild           | Bezeichnung                           | Lage           | Datierung                 | Beschreibung | ID |
| -------------- | ------------------------------------- | -------------- | ------------------------- | --- | -- |
|                | Modellhaus                            | Eichelgasse 1  | 1706                      | Modellhaus, fünfachsig mit Stockwerkgesims, Dachgauben, 1706 erstmals als Besitz des Kannengießers Daniel Heidenreich geführt Geschützt nach § 2 DSchG |    |
|                | Modellhaus                            | Eichelgasse 2  | 1706                      | siehe auch Stadtmauer; Modellhaus, dreigeschossig und traufständig, Fachwerk, spätbarocke Fenster, 1706 als neuerbaute Behausung des ehemaligen fürstlichen Mundkochs Joachim Schuhmann, später des Kriegscommissarius Brendel, Teile der Stadtmauer im rückwärtigen Teil enthalten Geschützt nach § 2 DSchG |    |
|                | siehe auch Stadtmauer; Hofbeamtenhaus | Eichelgasse 4  | 1706                      | siehe auch Stadtmauer; Hofbeamtenhaus, Modellhaus, dreigeschossig mit Stockwerkgesimsen, Fassade aus verputztem Fachwerk, Tür mit Oberlicht und Rundbogentor, 1706 als neu erbautes Haus von Geheimrat (1716 auch Obervogt) Daniel Dietrich Scheidt genannt, später ist das Haus fortgesetzt im Besitz hoher Hofbeamter, die Inschriften 1796 und WSR 1797 sind Hochwassermarken, zugehörig sind Teile der Stadtmauer Geschützt nach § 2 DSchG |    |
| Weitere Bilder | Modellhaus mit Torfahrt               | Eichelgasse 6  | 2. Hälfte 18. Jahrhundert | Modellhaus mit Torfahrt, zweigeschossig mit Stockwerkgesims, bis 1764 unbebaute Parzelle. Geschützt nach § 2 DSchG |    |
|                | Modellhaus mit Torfahrt               | Eichelgasse 18 | 1706                      | Modellhaus mit Torfahrt, zweigeschossig mit Stockwerkgesims, 1706 neu erbaut von dem Weißbecken Wendel Schumann Geschützt nach § 2 DSchG |    |

## Elfmorgenbruch
| Bild | Bezeichnung                           | Lage                                                                                                | Datierung | Beschreibung | ID |
| ---- | ------------------------------------- | --------------------------------------------------------------------------------------------------- | --------- | --- | -- |
|      | Zwei Steinpfosten des alten Stauwehrs | Elfmorgenbruch (Gewann), westliches Pfinzufer, bei der Brücke nördlich des Abzweigs Tiefentalgraben | 1818      | Zwei Steinpfosten des alten Stauwehrs, Inschrift: ZUM WIESSEN WAESSERN ERRICHTET UNTER OBER BMSTR: DUMBERTH UND STADTBMSTR: FUX 1818 Geschützt nach § 2 DSchG |    |

## Ellmendinger Straße
| Bild           | Bezeichnung                                              | Lage                        | Datierung | Beschreibung | ID |
| -------------- | -------------------------------------------------------- | --------------------------- | --------- | --- | -- |
| Weitere Bilder | Katholische Johannes-Baptista-Kirche und Gemeindezentrum | Ellmendinger Str. 1 (Karte) | 1964      | Katholisches Gemeindezentrum St. Johannes Baptista (laut Bebauungsplan als Gesamtheit schon 1962 geplant) mit zugehörigen Wegen, Freiflächen und Gebäuden. 1964 eingeweiht, nach Plänen von Rainer Disse aus Karlsruhe errichtet, sechseckiger Grundriss des Kirchenraums über einem Dreiecksraster, umschlossen von 9 m hoher fensterloser Mauer, von sieben Säulen getragenes Betonfaltdach, Belichtung durch zwölf dreieckige Oberlichter, drei frei in den Raum gestellte Beichtstühle, sechseckige Empore, Wandgestaltung durch unregelmäßig bearbeitete Ytong-Steine, Gestaltung der Chorwand, Tabernakel, Portalverkleidung mit Bleitafeln durch Bildhauer Josef Weber aus Grötzingen, Turm über dreieckigem Grundriss mit Kapelle, Gemeindesaal und Bibliothek im Untergeschoss der Kirche. Pfarrhaus, ein- und zweigeschossiger verputzter Massivbau mit horizontal angewinkelten Flachdächern, verschiedene Ebenen im Split-Level, zugehöriger abgegrenzter Garten mit Mauern sowie drei Garagen, 1969–70 nach Plänen von Rainer Disse. Geschützt nach § 2 DSchG |    |

## Elsa-Brandström-Straße
| Bild | Bezeichnung             | Lage                                       | Datierung | Beschreibung | ID |
| ---- | ----------------------- | ------------------------------------------ | --------- | --- | -- |
|      | Vierjahreszeitenbrunnen | Elsa-Brandström-Straße (beim Ladenzentrum) | 1987      | Vierjahreszeitenbrunnen, Brunnensäule aus gestapelten Quadern, darauf abstrakte Büste aus Edelstahl, von Heinz Mohl. Geschützt nach § 2 DSchG |    |
|      | Wohn- und Geschäftshaus | Elsa-Brandström-Str. 14, 16                | 1973/74   | Wohn- und Geschäftshaus, mit Ladenzeile und Platzgestaltung, zweigeschossiges Gebäude aus nicht verputztem Kalksandsteinmauerwerk, zusätzliche Belichtung über Glaspyramide, Raumteilung im Obergeschoss flexibel angelegt, Platzanbindung über Pergolen, von Heinz Mohl (diente auch als eigenes Atelier). Geschützt nach § 2 DSchG |    |

## Fridtjof-Nansen-Straße
| Bild | Bezeichnung                  | Lage                              | Datierung | Beschreibung | ID |
| ---- | ---------------------------- | --------------------------------- | --------- | --- | -- |
|      | Reihenhausgruppe im Bergwald | Fridtjof-Nansen-Str. 26, 26a, 26b | 1973      | Reihenhausgruppe, Bungalow-Bauweise, von Heinz Mohl aus Karlsruhe, zweischaliges Kalksandsteinmauerwerk, 1973-1975, Planung über einem Raumgitter von 4,125 m Geschützt nach § 2 DSchG        |    |
|      | Haus Schönberger             | Fridtjof-Nansen-Str. 54           | 1967      | Haus Schönberger, Wohnhaus, Ziegelmauerwerk und Sichtbeton, mehrteilig kubisch formulierter Flachdachbau, integrierte Garagen, von Heinz Mohl aus Karlsruhe, 1967/68 Geschützt nach § 2 DSchG |    |

## Geigersbergstraße
| Bild | Bezeichnung | Lage              | Datierung             | Beschreibung | ID |
| ---- | ----------- | ----------------- | --------------------- | --- | -- |
|      | Bierkeller  | Geigersbergstr. 2 | Mitte 19. Jahrhundert | Bierkeller, Keller 1 (unterer Keller), Mitte 19. Jahrhundert, Keller 2 (mittlerer Keller), Mitte 19. Jahrhundert, Keller 3 (oberer Keller), Mitte 19. Jahrhundert Geschützt nach § 2 DSchG |    |

## Gritznerstraße
| Bild           | Bezeichnung     | Lage                   | Datierung             | Beschreibung | ID |
| -------------- | --------------- | ---------------------- | --------------------- | --- | -- |
| Weitere Bilder | Villa           | Gritznerstr. 7 (Karte) | Mitte 19. Jahrhundert | Villa, zweigeschossiger Gebäudekomplex in neugotischen Stilformen, Eckerker mit spitzer Haube, Giebel mit Zierfachwerk, von dem Architekten Emil Sickinger für den Fabrikdirektor Oskar Hunger, bezeichnet 1900, bezeichnet Ott. Geschützt nach § 2 DSchG |    |
| Weitere Bilder | Postamt Durlach | Gritznerstr. 8 (Karte) | 1915                  | Postamt, zweigeschossiger neobarocker Massivbau mit Mansardwalmdach, an Längsseite Risalitbau als Portikus gestaltet, umlaufende Kolossalpilaster aus Putz, um 1915 (Architekt und Bauherr unbekannt) Geschützt nach § 2 DSchG                            |    |

## Grötzinger Straße
| Bild | Bezeichnung             | Lage               | Datierung       | Beschreibung | ID |
| ---- | ----------------------- | ------------------ | --------------- | --- | -- |
|      | Mietwohnhaus            | Grötzinger Str. 30 | 1896            | Mietwohnhaus, dreigeschossig mit bunter Klinkerfassade, Dachgauben, Rückgebäude, von dem Architekten Otto Hofmann für den Lokomotivführer Christoph Schmitt, 1896 Geschützt nach § 2 DSchG |    |
|      | Wohn- und Geschäftshaus | Grötzinger Str. 33 | 1898            | Wohn- und Geschäftshaus, heute Wohnhaus, ursprünglich Laden im Erdgeschoss, von Hugo Slevogt für Leonhard Müller. Geschützt nach § 2 DSchG                                                 |    |
|      | Römischer Gutshof       | Grötzinger Str. 83 | 115/120 n. Chr. | Römischer Gutshof, Fundamente und Kellermauern des Steinkellers, 1991-1993 freigelegt, errichtet 115/120 n. Chr. Geschützt nach § 2 DSchG                                                  |    |

## Gymnasiumstraße
| Bild           | Bezeichnung  | Lage             | Datierung | Beschreibung | ID |
| -------------- | ------------ | ---------------- | --------- | --- | -- |
| Weitere Bilder | Mietwohnhaus | Gymnasiumstr. 6a | 1905      | Mietwohnhaus, dreigeschossiges Eckhaus, bauplastisch reiche Fassadengliederung, von dem Architekten Karl Kreutz für den Bauunternehmer Jakob Kreutz. Geschützt nach § 2 DSchG |    |

## Haldenwangstraße
| Bild           | Bezeichnung                                         | Lage                       | Datierung | Beschreibung | ID |
| -------------- | --------------------------------------------------- | -------------------------- | --------- | --- | -- |
| Weitere Bilder | Doppelwohnhaus                                      | Haldenwangstr. 2-4 (Karte) | 1904      | Doppelwohnhaus, von den Architekten Karl Kreutz und Willy Schorkopf für Willy Schorkopf. Geschützt nach § 2 DSchG |    |
|                | Villa mit Garten und Einfriedung                    | Haldenwangstr. 5 (Karte)   | 1906      | Villa mit Garten und Einfriedung, zweigeschossig mit Mansardwalmdach, neubarock geschweifter Giebel zur Straße, Zierfachwerkgiebel zur Gartenseite, von dem Gewerbeschulvorstand Gustav Bader für eigenen Bedarf. Geschützt nach § 2 DSchG |    |
| Weitere Bilder | Doppelwohnhaus                                      | Haldenwangstr. 6-8 (Karte) | 1905      | Doppelwohnhaus, von dem Architekten Karl Kreutz für den Schlossermeister H. Haas. Geschützt nach § 2 DSchG |    |
|                | Direktorenwohnhaus für die Badische Maschinenfabrik | Haldenwangstr. 7 (Karte)   | 1923      | Direktorenwohnhaus, Villa mit Garten und Einfriedung, historische Innenausstattung, von dem Architekten Hermann Bull für die Badische Maschinenfabrik. Geschützt nach § 2 DSchG                                                            |    |

## Hauptbahnstraße
| Bild           | Bezeichnung     | Lage                    | Datierung | Beschreibung | ID |
| -------------- | --------------- | ----------------------- | --------- | --- | -- |
| Weitere Bilder | Bahnhof Durlach | Hauptbahnstr. 1 (Karte) | 1911      | Bahnhof Durlach, Empfangsgebäude (in den 1960er Jahren innen Umbauten), zugehöriges kleines Nebengebäude westlich, Lagerhalle östlich, Bahnsteigüberdachung, 1911 Geschützt nach § 2 DSchG |    |

## Heinrich-Weitz-Straße
| Bild | Bezeichnung      | Lage                                                                | Datierung | Beschreibung | ID |
| ---- | ---------------- | ------------------------------------------------------------------- | --------- | --- | -- |
|      | Reihenhausgruppe | Heinrich-Weitz-Str. 16, 18, 20, Straße des Roten Kreuzes 57, 59, 61 | 1965      | Reihenhausgruppe, Wohnhäuser mit Pult- und Flachdächern, Kalksandsteinmauerwerk, Sichtbeton und Holzvertäfelung, zugehörige Gartenmauern, Grundrissgliederung in quadratische Raumeinheiten auf drei höhenversetzten Ebenen, 1965-1966 von Heinz Mohl aus Karlsruhe Geschützt nach § 2 DSchG |    |
|      | Wohnhaus         | Heinrich-Weitz-Str. 22                                              | 1972      | Wohnhaus, zweigeschossiger Flachbau in Hanglage, unverputztes Kalksandsteinmauerwerk und Sichtbeton, von den Architekten Karl Bauer und Dietrich Weigert für Rudolf Henn. Geschützt nach § 2 DSchG                                                                                           |    |

## Hengstplatz
| Bild           | Bezeichnung                  | Lage                   | Datierung | Beschreibung | ID |
| -------------- | ---------------------------- | ---------------------- | --------- | --- | -- |
| Weitere Bilder | Hengst-Denkmal               | Hengstplatz (Karte)    | 1896      | Hengst-Denkmal, Sandsteinobelisk mit Brunnenbecken, Porträtrelief und Puttenfiguren, Denkmal für Bürgermeister und Stadtbaumeister Christian Hengst (1804-1883), 1846 Gründer der ersten Freiwilligen Feuerwehr Deutschlands, 1896 für 6000 Mark erbaut, durch Spenden freiwilliger Feuerwehren aus ganz Deutschland, Entwurf von Hermann Götz, Bronzeteile von Bildhauer Heinrich Baiser, architektonische Teile durch Feuerwehrmann und Steinmetz Ulrich Kleiber Geschützt nach § 2 DSchG |    |
| Weitere Bilder | Mietswohnhaus                | Hengstplatz 7 (Karte)  | 1930      | Mietswohnhaus, viergeschossiger und traufständiger Massivbau mit Satteldach, gut erhaltene Ausstattung im Inneren, die Baugenehmigung forderte Angleichung an Nachbargebäude Hengstplatz 11, 1930 nach Plänen von A. Wüst für den Maurermeister und Bauunternehmer Josef Six, zugehörig sind Lagerschopf und Garagen. Geschützt nach § 2 DSchG |    |
| Weitere Bilder | Fassade eines Mietwohnhauses | Hengstplatz 9 (Karte)  | 1930      | Fassade eines Mietwohnhauses, dreigeschossig mit Mansardgeschoss, zentrales Portal mit vier symbolischen Relieftafeln, um 1930, rückwärtiger Anbau für die Allgemeine Ortskrankenkasse (AOK) 1953 nicht zugehörig Geschützt nach § 2 DSchG |    |
| Weitere Bilder | Wohn- und Geschäftshaus      | Hengstplatz 11 (Karte) | 1935      | Wohn- und Geschäftshaus, viergeschossig, verputzter und traufständiger Massivbau mit Torfahrt, gut erhaltene Innenausstattung, 1935 von Georg Dünkel für den Zahnarzt Hugo Granget (Monogramm auf Fassadenerker) Geschützt nach § 2 DSchG |    |

## Hubstraße
| Bild           | Bezeichnung                  | Lage                                          | Datierung       | Beschreibung | ID |
| -------------- | ---------------------------- | --------------------------------------------- | --------------- | --- | -- |
| Weitere Bilder | Hubwegbrücke Durlach         | Hubstraße                                     | 1908            | Hubwegbrücke, Straßenbrücke über die Eisenbahntrasse, Eisenfachwerkkonstruktion, Länge 31 m, (Streckennummer 4200, Karlsruhe-Mühlacker, km 0,931). Geschützt nach § 2 DSchG |    |
| Weitere Bilder | Straßenbrücke über die Pfinz | Hubstraße, Gewann "Bei der Steinernen Brücke" | 18. Jahrhundert | Straßenbrücke über die Pfinz, Sandsteinkonstruktion mit Bogenwölbung Geschützt nach § 2 DSchG                                                                               |    |

## Jägerstraße
| Bild           | Bezeichnung                 | Lage                      | Datierung              | Beschreibung | ID |
| -------------- | --------------------------- | ------------------------- | ---------------------- | --- | -- |
| Weitere Bilder | Handelsmann Ungersches Haus | Jägerstr. 1 (Karte)       | 1714                   | Handelsmann Ungersches Haus, fünf- und vierachsiges Eckhaus mit Walmdach. Inschrift: Auxiliante Deo Gratia Principis Magnoque Labore Aedificarunt Me JG + CBG ANNO Domini 1714. Tür mit Ohren und Wappenfeld, das aufwändige Wappen ließ Israel Gebhardt (gest. 1731) anbringen, er war Kammerdiener und Leibchirurg am Hofe Carl Wilhelms. Die Buchstaben CBG stehen für seine Ehefrau Catharina Barbara Gebhardt, geb. Föckler. Das Gebäude wurde im Inneren weitgehend erneuert. Geschützt nach § 28 DSchG                                                                                |    |
| Weitere Bilder | Modellhaus                  | Jägerstr. 2 (Karte)       | 1706                   | Modellhaus, dreigeschossiges Wohnhaus, Portal mit Ohrengewände und Oberlicht, Inschrift: „IHST 1763“ (=Jakob Heinrich Störzinger). Hauszeichen eines Baumeisters: Maurerembleme wie Zirkel, Hammer, Winkel, Holzhammer, Fläche, Kelle, als „neuerbaute Behausung“ des aus Pforzheim gekommenen Schirmjuden Emanuel Reutlinger 1706 und 1716 genannt, 1763 „modellmäßig“ von 2 auf 3 Stock erhöht. Geschützt nach § 2 DSchG |    |
|                | Wohnhaus                    | Jägerstr. 7 (Karte)       | Spätes 18. Jahrhundert | Wohnhaus, Rundbogentor mit historischen Torflügeln, noch 1764 unbebaut und als Garten zu Jägerstr. 9 gehörig. Geschützt nach § 2 DSchG |    |
|                | Wohnhaus                    | Jägerstr. 9 (Karte)       | 1706                   | Wohnhaus, 1706 als neuerbaute Behausung des Kammer-Lakais Caspar Beydeck genannt, später lange Schlosserei. Geschützt nach § 2 DSchG |    |
|                | Wohnhaus                    | Jägerstr. 10 (Karte)      | 1706                   | Wohnhaus, Tür mit Oberlicht, an der Ecke zur Eichelgasse Sandstein mit Inschrift: Hans Adam Oswald 1687, daneben Wappen und Bezeichnung 1705 NG DCGB (= Nikolaus Gräbner, Reitschmied in fürstlichen Diensten), 1706 als neuerbaute Behausung genannt, rückwärtiger Ökonomiebau. Geschützt nach § 2 DSchG |    |
|                | Wohnhaus                    | Jägerstr. 15 (Karte)      | 1708                   | Wohnhaus, Tür mit Oberlicht und Küferemblemen, Inschrift CS 1708 (= Christoph Sulzer, Küfer), Küferhammer und gekreuzte Bandhaken, zugehöriger Ökonomiebau Geschützt nach § 2 DSchG |    |
|                | Wohnhaus                    | Jägerstr. 19, 19a (Karte) | 19. Jahrhundert        | Wohnhaus, zweigeschossiges Eckhaus, 1706 errichtet durch die Erben des Oberjägers Kießling, Ökonomiegebäude. Geschützt nach § 2 DSchG |    |
|                | Wohnhaus mit Rundbogentor   | Jägerstr. 20 (Karte)      | Zwischen 1698 und 1706 | Wohnhaus mit Rundbogentor, Gebäudeteil mit erhöhtem First, Hauszeichen Schere (Schneider), Zweig mit Eichel und Wurzeln, Inschrift „WE 1686“ (= Wilhelm Eichler, Schneider und Zoller, später Eichelwirt). Geschützt nach § 2 DSchG |    |
|                | Modellhaus mit Torfahrt     | Jägerstr. 21 (Karte)      | 1706                   | Modellhaus mit Torfahrt, zweigeschossig und traufständig, Treppenhaus des 19. Jahrhunderts, Laubengang zur Hofseite, die mittleren beiden Fensterachsen stammen wohl noch vom Vorgängerbau, Torfahrt erst später eingefügt, 1706 als neuerbaute Behausung des Schlosswächters Ulrich Meybacher genannt (Vgl. Martin Bachmann, Der barocke Wiederaufbau, S. 154 f.) Geschützt nach § 2 DSchG |    |
|                | Wohnhaus                    | Jägerstr. 22 (Karte)      | 18. Jahrhundert        | Wohnhaus, zweigeschossig und traufständig, vierachsig mit Mansarddach, späterer Ladeneinbau (Anfang 20. Jahrhundert) Geschützt nach § 2 DSchG |    |
|                | Modellhaus                  | Jägerstr. 32 (Karte)      | 18. Jahrhundert        | Modellhaus, zweigeschossig und traufständig, öffentliche Torfahrt, freigelegtes Fachwerk auf massivem Untergeschoss. Geschützt nach § 2 DSchG |    |
|                | Modellhaus                  | Jägerstr. 38 (Karte)      | 1716                   | Modellhaus, Wohnhaus, zweigeschossig und traufständig, dreiachsig, Fachwerk im Obergeschoss freigelegt, 1716 als modellmäßige Behausung der Maria Häußer genannt Geschützt nach § 2 DSchG |    |
|                | Modellhaus                  | Jägerstr. 40 (Karte)      | 18. Jahrhundert        | Modellhaus, Wohnhaus mit Torfahrt, zweigeschossig und traufständig, vierachsig. Geschützt nach § 2 DSchG |    |
|                | Markgräfliches Jägerhaus    | Jägerstr. 48a (Karte)     |                        | siehe auch Stadtmauer; „Jägerhaus“, auch „Spinnhaus“, Modellhaus mit Torfahrt, ursprünglich wohl markgräfliches Jägerhaus und namengebend für die Straße, ursprünglich 17. Jh., mit vielen Ergänzungen des 18. Jh., zur Zeit des Brandes wohnte im Obergeschoss der Obervogt von Türckheim, 1781 wurde das Gebäude vom Oberforstamt an Privat verkauft, im 19. Jh. befand sich hier ein Spinnhaus und eine Strohhutfabrik, in dem Arme lebten und für ihren Lebensunterhalt spannen oder Strohhüte herstellten. Rückseite des Gebäudes mit Resten der Zwingermauer. Geschützt nach § 2 DSchG |    |

## Jean-Ritzert-Straße
| Bild | Bezeichnung | Lage                                | Datierung                 | Beschreibung | ID |
| ---- | ----------- | ----------------------------------- | ------------------------- | --- | -- |
|      | Wegweiser   | Jean-Ritzert-Straße, Rittnertstraße | 2. Hälfte 19. Jahrhundert | Wegweiser, Form eines Baumstumpfes mit Inschriften, massiv. Geschützt nach § 2 DSchG |    |
|      | Rittnerthof | Jean-Ritzert-Str. 3                 | 1903/05                   | Rittnerthof, Gehöft, von den Architekten Curjel & Moser, barocker Ökonomiebau und Gebäudeteile, 2. Hälfte 18. Jh. (Sachgesamtheit). Mauerreste des Gutshauses, 1902 von Curjel & Moser aus Karlsruhe (abgebrochen, Jean-Ritzert-Str. 1). Die Hofanlage wurde in der 2. Hälfte des 18. Jh. auf Betreiben der Markgräfin Karoline Louise errichtet. 1902 an Eduart Merton aus Frankfurt verkauft, der hier eine Pferdezucht einrichtete. 1933 Verkauf an den Mannheimer Landwirt Fritz Gebhardt. Geschützt nach § 2 DSchG |    |

## Kanzlerstraße
| Bild           | Bezeichnung                                              | Lage                                   | Datierung | Beschreibung | ID |
| -------------- | -------------------------------------------------------- | -------------------------------------- | --------- | --- | -- |
| Weitere Bilder | Bismarckdenkmal                                          | Kanzlerstraße (Karte)                  | 1907      | Bismarckdenkmal, 1907, Bronzerelief Rekonstruktion von 2002, Original wohl im 2. Weltkrieg eingeschmolzen. Geschützt nach § 2 DSchG |    |
| Weitere Bilder | Katholische Pfarrkirche St. Peter und Paul mit Pfarrhaus | Kanzlerstr. 2, Palmaienstr. 15 (Karte) | 1898      | Katholische Pfarrkirche St. Peter und Paul mit Pfarrhaus, 1898–1900 von Diözesanbaumeister Max Meckel. (Sachgesamtheit). Altäre durch Gebrüder Mezger aus Überlingen; Glasmaler Helmle & Merzweiler aus Freiburg erstellten einen Teil der Kirchenfenster (1899–1902), Glocken von der Firma B. Grüninger aus Villingen, 1921 weitere Glasfenster von Protz und Ehret aus Freiburg, erste Innenrenovierung 1938, damals auch Kreuzweg von Emil Sutor aus Karlsruhe, von Sutor 1927/38 auch Figuren des hl. Konrad von Parzham und hl. Theresa vom Kinde, 1965 neue Orgel von Wolfgang Scherpf aus Speyer, 1983 Chorraumgestaltung durch Horst Leyendecker, gleichzeitig Innenrenovierung. 1985 neuer Zelebrationsaltar und Ambo aus rotem Sandstein. Geschützt nach § 2 DSchG |    |
| Weitere Bilder | Mietswohnhaus                                            | Kanzlerstr. 12 (Karte)                 | 1898      | Mietswohnhaus, viergeschossiger und traufständiger Ziegel- und Werksteinbau, aufwändiger Bauschmuck, 1898 nach Plänen des Bauherrn und Bauunternehmers Jacob Semmler. Geschützt nach § 2 DSchG |    |
| Weitere Bilder | Festhalle Durlach                                        | Kanzlerstr. 13 (Karte)                 | 1895      | Festhalle, Gasthaus mit großem angefügten Veranstaltungssaal, dreigeschossiger massiver Gasthausbau in traufständiger Lage in den Stilformen der Neorenaissance (Aufstockung um 1925), direkt angebaut ein großer Veranstaltungssaal mit Bühne und Emporen, frei tragende, gewölbte und verzierte Holzbinderkonstruktion; 1895 von dem Architekten Karl Steinmetz – nicht zugehörig sind die Zusatz- und Anbauten der Nachkriegszeit. Geschützt nach § 2 DSchG |    |
| Weitere Bilder | Mietswohnhaus                                            | Kanzlerstr. 14 (Karte)                 | 1897      | Mietswohnhaus, viergeschossiger und traufständiger Ziegel- und Werksteinbau, aufwändiger Bauschmuck, um 1900. Geschützt nach § 2 DSchG |    |

## Karl-Weysser-Straße
| Bild           | Bezeichnung                                     | Lage                              | Datierung | Beschreibung | ID |
| -------------- | ----------------------------------------------- | --------------------------------- | --------- | --- | -- |
| Weitere Bilder | Mietwohnhäuser                                  | Karl-Weysser-Straße 1, 3 (Karte)  | 1910      | Mietwohnhäuser, jeweils dreigeschossig mit Mansardgeschoss, Balkone mit Eisengittern, erhaltene Eingangstüren,1910 von Hermann Bull für den Schreinermeister Karl Richter (gemeinsamer Bauantrag) Geschützt nach § 2 DSchG |    |
| Weitere Bilder | Mietwohnhaus (Teil der SG Mietwohnhäuser)       | Karl-Weysser-Straße 1 (Karte)     | 1910      | Mietwohnhäuser, jeweils dreigeschossig mit Mansardgeschoss, Balkone mit Eisengittern, erhaltene Eingangstüren,1910 von Hermann Bull für den Schreinermeister Karl Richter (gemeinsamer Bauantrag) Geschützt nach § 2 DSchG |    |
| Weitere Bilder | Mietwohnhaus (Teil der SG Mietwohnhäuser)       | Karl-Weysser-Straße 3 (Karte)     | 1910      | Mietwohnhäuser, jeweils dreigeschossig mit Mansardgeschoss, Balkone mit Eisengittern, erhaltene Eingangstüren,1910 von Hermann Bull für den Schreinermeister Karl Richter (gemeinsamer Bauantrag) Geschützt nach § 2 DSchG |    |
| Weitere Bilder | Doppelmietswohnhaus                             | Karl-Weysser-Str. 5 und 7 (Karte) | 1898      | Doppelmietswohnhaus, zweigeschossiger Massivbau mit durchgehender Putzrustika und bildhauerische Zierelementen aus Sandstein (Balkone, Gewände, Gaube), Giebel, Mansardschieferdach (teilweise mit seltener Deckung) mit Gauben, bezeichnet 1898, errichtet als Doppelwohnhaus nach Plänen des Architekten A. Wüst für den Schreinermeister Karl Dumberth, Nr. 7: 1907 Anbau zweigeschossige Veranda für den Bauunternehmer Karl Dumberth durch Karl Wüst, 1919 Ladeneinbau im für Postschaffner Max Vetter durch A. Wüst, 1938 straßenseitiger Dachturm durch Walmdach ersetzt, Architekt Gustav Dünkel für Max Vetter. Geschützt nach § 2 DSchG |    |
| Weitere Bilder | Mietswohnhaus (Teil der SG Doppelmietswohnhaus) | Karl-Weysser-Straße 5 (Karte)     | 1898      | Doppelmietswohnhaus, zweigeschossiger Massivbau mit durchgehender Putzrustika und bildhauerische Zierelementen aus Sandstein (Balkone, Gewände, Gaube), Giebel, Mansardschieferdach (teilweise mit seltener Deckung) mit Gauben, bezeichnet 1898, errichtet als Doppelwohnhaus nach Plänen des Architekten A. Wüst für den Schreinermeister Karl Dumberth, Nr. 7: 1907 Anbau zweigeschossige Veranda für den Bauunternehmer Karl Dumberth durch Karl Wüst, 1919 Ladeneinbau im für Postschaffner Max Vetter durch A. Wüst, 1938 straßenseitiger Dachturm durch Walmdach ersetzt, Architekt Gustav Dünkel für Max Vetter. Geschützt nach § 2 DSchG |    |
| Weitere Bilder | Wohnhaus                                        | Karl-Weysser-Str. 6 (Karte)       | 1854      | Wohnhaus, heute evangelisches Pfarramt, zweigeschossiger Massivbau mit Mansarddach, Sandsteinfassade, Gewölbekeller, erbaut 1854, bezeichnet 1891 (umfassender Umbau des Architekten und Bauherrn Christian Bull), 1936/37 Remise zum Büro umgebaut Geschützt nach § 2 DSchG |    |
| Weitere Bilder | Mietswohnhaus (Teil der SG Doppelmietswohnhaus) | Karl-Weysser-Straße 7             | 1898      | Doppelmietswohnhaus, zweigeschossiger Massivbau mit durchgehender Putzrustika und bildhauerische Zierelementen aus Sandstein (Balkone, Gewände, Gaube), Giebel, Mansardschieferdach (teilweise mit seltener Deckung) mit Gauben, bezeichnet 1898, errichtet als Doppelwohnhaus nach Plänen des Architekten A. Wüst für den Schreinermeister Karl Dumberth, Nr. 7: 1907 Anbau zweigeschossige Veranda für den Bauunternehmer Karl Dumberth durch Karl Wüst, 1919 Ladeneinbau im für Postschaffner Max Vetter durch A. Wüst, 1938 straßenseitiger Dachturm durch Walmdach ersetzt, Architekt Gustav Dünkel für Max Vetter. Geschützt nach § 2 DSchG |    |
|                | Wohnhaus                                        | Karl-Weysser-Str. 9 (Karte)       | 1899      | Wohnhaus, zweigeschossiger Klinkerbau mit Zierfachwerkelementen, Balkonloggia aus Holz, im Inneren Jugendstilmalereien, 1899 von Christoph Bull für den Kachelofenmeister Friedrich Bull Geschützt nach § 2 DSchG |    |
| Weitere Bilder | Mietswohnhaus                                   | Karl-Weysser-Str. 10              | 1900      | Mietswohnhaus, viergeschossiger Putzbau mit Torfahrt, Dachgauben, zugehöriges Hinterhaus. Geschützt nach § 2 DSchG |    |
|                | Mietwohnhaus                                    | Karl-Weysser-Str. 12 (Karte)      | 1910      | Mietwohnhaus, dreigeschossiger Massivbau mit Erker und Balkonen, von Wilhelm Sackberger für Küfermeister Albert Roos Geschützt nach § 2 DSchG |    |
|                | Wohnhaus                                        | Karl-Weysser-Str. 18 (Karte)      | 1911      | Wohnhaus, zweigeschossiger Massivbau mit Eckpilastern, im Giebelfeld Baumdarstellung in Sgraffito-Technik, bezeichnet 1911. Geschützt nach § 2 DSchG |    |
| Weitere Bilder | Villa Maria                                     | Karl-Weysser-Str. 19 (Karte)      | 1927      | Villa Maria, dreigeschossiger Massivbau mit Walmdach und rundem Eckturm, Geschossteilung durch Gesimse, Putzrustika im Erdgeschoss, von dem Architekten Gustav Dünkel für Maria Weidner Geschützt nach § 2 DSchG |    |

## Karlsburgstraße
| Bild           | Bezeichnung         | Lage             | Datierung | Beschreibung | ID |
| -------------- | ------------------- | ---------------- | --------- | --- | -- |
|                | Modellhaus          | Karlsburgstr. 1  | 1800      | Modellhaus, Wohnhaus, fünfachsiges und traufständiges Gebäude mit Balkon, 1843 bis 1900 katholisches Pfarrhaus. Geschützt nach § 2 DSchG |    |
|                | Modellhaus          | Karlsburgstr. 2  | 1820      | Modellhaus, fünfachsiges Wohnhaus mit Rundbogentor, um 1820, Pläne im Generallandesarchiv Karlsruhe, etwa 1810–30, möglicherweise einst Standort der Münze Geschützt nach § 2 DSchG |    |
|                | Modellhaus          | Karlsburgstr. 3  | Um 1820   | Modellhaus, vierachsiges Wohnhaus mit Rundbogentor, Pläne im Generallandesarchiv Karlsruhe Geschützt nach § 2 DSchG |    |
|                | Modellhaus          | Karlsburgstr. 4  | Um 1850   | Modellhaus, heute Wohn- und Geschäftshaus, fünfachsig und zweigeschossig, mit Malereien und Stuck reich dekorierte Torfahrt, sehr vollständige Innenausstattung, moderner Ladeneinbau Geschützt nach § 2 DSchG |    |
|                | Wohnhaus            | Karlsburgstr. 5  | 1840      | Wohnhaus, fünfachsig und traufständig, Rundbogenfenster und Rundbogentor, Hinterhaus, sehr gut erhaltene Innenausstattung. Das Gebäude steht auf dem Fundament der Zwingermauer (Setzungsriss in der Straßenfassade sichtbar). Geschützt nach § 2 DSchG                                                               |    |
|                | Wohnhaus            | Karlsburgstr. 6  | 1840      | Wohnhaus, fünfachsig mit Rundbogenfenstern im Erdgeschoss, Balkon, zwischenzeitlich Kommandantur der Schlosskaserne (siehe Pfinztalstr. 9). Geschützt nach § 2 DSchG |    |
|                | Wohnhaus            | Karlsburgstr. 7  | 1907      | Wohnhaus, zweigeschossig und traufständig, geschweifte Giebel, verzierte Erker und Balkone, Umbau eines älteren zweigeschossigen Torfahrthauses (1. Hälfte des 19. Jahrhunderts) in Formen des Jugendstils, 1907 von dem Architekten A. Semmler für den Großherzoglichen Revisor Ludwig Waag Geschützt nach § 2 DSchG |    |
| Weitere Bilder | Wohnhaus            | Karlsburgstr. 8  | Um 1850   | Wohnhaus, sechsachsiges und dreigeschossiges Torfahrthaus in Ecklage, das dritte Geschoss wurde nachträglich aufgesetzt. Geschützt nach § 2 DSchG |    |
| Weitere Bilder | Wohnhaus            | Karlsburgstr. 9  | Um 1850   | Wohnhaus, zweigeschossig in Ecklage, Kranzgesims, Torfahrt. Geschützt nach § 2 DSchG |    |
| Weitere Bilder | Amtsgericht Durlach | Karlsburgstr. 10 |           | Amtsgericht, dreigeschossiger Massivbau mit Kranzgesims, Rundbogenfenster, Erdgeschoss rustiziert, Pläne der großherzoglichen Bauinspektion von 1868 im Generallandesarchiv Karlsruhe. Geschützt nach § 2 DSchG |    |
|                | Wohnhaus            | Karlsburgstr. 12 | 1908      | Wohnhaus, zweigeschossiger Massivbau mit Mansardwalmdach, Balkon, Umbau eines Gebäudes aus der 1. Hälfte des 19. Jahrhunderts von den Architekten Curjel & Moser für Direktor Max Eglau, 1908. Geschützt nach § 2 DSchG                                                                                               |    |

## Karlsruher Allee
| Bild           | Bezeichnung    | Lage                                        | Datierung | Beschreibung | ID |
| -------------- | -------------- | ------------------------------------------- | --------- | --- | -- |
| Weitere Bilder | Karlsruher Hof | Karlsruher Allee 1 (Karlsruher Hof) (Karte) | 1890      | Karlsruher Hof, Wohnhaus mit Gaststätte, dreigeschossiges Eckhaus mit Kranzgesims. Geschützt nach § 2 DSchG                                                                          |    |
|                | Wohnhaus       | Karlsruher Allee 11 (Karte)                 | 1897      | Wohnhaus, dreigeschossig mit zwei schmalen Zwerchhäusern, Fassade in farbigen Klinken und Zierfachwerk, von dem Architekten Otto Hofmann für J. W. Hofmann. Geschützt nach § 2 DSchG |    |

## Kastellstraße
| Bild | Bezeichnung | Lage          | Datierung | Beschreibung | ID |
| ---- | ----------- | ------------- | --------- | --- | -- |
|      | Wohnhaus    | Kastellstr. 6 | 1899      | Wohnhaus, freistehend, zweigeschossig mit reichem Zierfachwerk, von dem Architekten Adolf Wüst für den Prokuristen Karl Jörger, 1899, zweigeschossiger Erkeranbau 1935 Geschützt nach § 2 DSchG |    |

## Käthe-Kollwitz-Straße
| Bild | Bezeichnung         | Lage                          | Datierung | Beschreibung | ID |
| ---- | ------------------- | ----------------------------- | --------- | --- | -- |
|      | Einfamilienwohnhaus | Käthe-Kollwitz-Str. 3 (Karte) | 1966–67   | Einfamilienwohnhaus, Flachbau in Hanglage aus mehreren kubischen Elementen, von Reinhard Gieselmann aus Karlsruhe für Rudolf Seitz Geschützt nach § 2 DSchG |    |

## Kelterstraße
| Bild           | Bezeichnung                        | Lage                       | Datierung       | Beschreibung | ID |
| -------------- | ---------------------------------- | -------------------------- | --------------- | --- | -- |
|                | Wohnhaus                           | Kelterstr. 1 (Karte)       | 1739            | Wohnhaus, Modellhaus mit Torfahrt, zweigeschossiger Massivbau, Fenster über Torbogen, jüngerer Ladeneinbau, bezeichnet 17 WS 09 (= Wilhelm Schumm, Handelsmann und Gerichtsverwandter) 1739 im Eigentum des Schatzungseinnehmers Johann Philipp Weghaubt. Geschützt nach § 2 DSchG |    |
|                | Modellhaus mit Torfahrt            | Kelterstr. 3 (Karte)       | 1778            | Modellhaus mit Torfahrt, Schlussstein am geraden Sturz des seitlichen Kellereingangs mit Rad, Ladeneinbau 1986, Pflugschaufel und Inschrift I K 1778 Geschützt nach § 2 DSchG |    |
|                | Modellhaus mit Torfahrt            | Kelterstr. 8 (Karte)       | 1715            | Modellhaus mit Torfahrt, zweigeschossig und traufständig, Dachausbau, Inschrift IC 1715 A, am Schlussstein Blumenvase, wohl Zunftzeichen der Töpfer oder Hafner, hier handelte es sich um den Töpfer Johann Christof Andrecht Geschützt nach § 2 DSchG |    |
| Weitere Bilder | Modellhaus mit Torfahrt            | Kelterstr. 14 (Karte)      | 1706            | Modellhaus mit Torfahrt, zweigeschossig und traufständig, 1706 durch den Fuhrmann Johann Georg Rittershoffer, im Garten Teil der Stadtmauer. Geschützt nach § 19 DSchG |    |
|                | Wohnhaus                           | Kelterstr. 15 (Karte)      | 1739            | Wohnhaus, Torfahrthaus, am Rundbogentor bezeichnet FK 1827, 1739 (Lagerbuch) war das Anwesen im Besitz des Glasers Elias Weigel Denkmaleigenschaft wird geprüft. |    |
| Weitere Bilder | Siehe auch Durlach                 | Kelterstr. 20 (Karte)      | 1739            | Siehe auch Durlach, Stadtbefestigung. Wohnhaus, zweigeschossig, Ökonomiegebäude, Fachwerkbauten, Anfang 18. Jahrhundert, (Sachgesamtheit), 1739 im Besitz des Taglöhners Joseph Diefenbacher, Stadtmauer Geschützt nach § 2 DSchG |    |
|                | Siehe auch Durlach                 | Kelterstr. 22 (Karte)      | 1707            | Siehe auch Durlach, Stadtbefestigung. Modellhaus mit Torfahrt, zweigeschossig, hohe Fensteröffnungen im Obergeschoss, 1707, 1739 im Besitz des Taglöhners Philipp Heinrich Altfelix, Stadtmauer Geschützt nach § 2 DSchG |    |
|                | Wohnhaus                           | Kelterstr. 23 (Karte)      | 1739            | Wohnhaus, zweigeschossig in Ecklage, Zierfachwerk im Obergeschoss, Anfang 18. Jahrhundert, im Lagerbuch 1739 als Hofanlage (damals noch zusammen mit Kelterstr. 21) im Eigentum des Küblers Johann Michael Kottler, Besitz später im 18. Jahrhundert aufgeteilt Geschützt nach § 2 DSchG |    |
|                | Siehe auch Durlach                 | Kelterstr. 24 (Karte)      | 1724            | Siehe auch Durlach, Stadtbefestigung. Wohnhaus, Modellhaus mit Torfahrt, zweigeschossig und traufständig, niedriges Obergeschoss, Inschrift am Schlussstein ICL 1724 (=verm. Conradt Lang, Schuhmacher), Stadtmauer (Sachgesamtheit) Geschützt nach § 2 DSchG |    |
|                | Wohnhaus                           | Kelterstr. 26, 26a (Karte) | 1739            | Wohnhaus, Modellhaus mit zentraler Torfahrt, zweigeschossig und traufständig, bezeichnet GPK 1779 (Sachgesamtheit), im Lagerbuch von 1739 genannt im Besitz des Fuhrmanns Jakob Kleiber. Siehe auch Durlach, Stadtbefestigung. Geschützt nach § 2 DSchG |    |
|                | siehe auch Stadtmauer; Wohnhaus    | Kelterstr. 28 (Karte)      | 19. Jahrhundert | siehe auch Stadtmauer; Wohnhaus, zurückgesetzt, zweigeschossig und traufständig mit angebautem Ökonomiebau, gepflasterter Vorhof, 19. Jahrhundert, Teile der Stadtmauer Geschützt nach § 2 DSchG |    |
|                | Stallscheune an der Stadtmauer     | Kelterstr. 30              | 18. Jahrhundert | Stallscheune an der Stadtmauer, zweigeschossiger unverputzter Fachwerkbau mit Satteldach, Erdgeschoss mit Stallungen, gut erhaltene Dachkonstruktion mit zweifach stehendem Stuhl und Säulen mit gedoppelten Kopfbändern, 18. Jahrhundert. Geschützt nach § 2 DSchG |    |
|                | Teile der Stadtmauer Durlach       | Kelterstr. 30              |                 | Siehe auch Durlach, Stadtbefestigung. Teile der Stadtmauer an der Rückwand des an die Scheune angebauten Schuppens Geschützt nach § 28 DSchG |    |
|                | siehe auch Stadtmauer; Wohnhaus    | Kelterstr. 32 (Karte)      | 1706            | siehe auch Stadtmauer; Wohnhaus, Modellhaus, traufständig und zweigeschossig, Fenster mit Ohrengewänden, zurückgesetzter Ökonomiebau in Fachwerkbauweise, Anfang 18. Jahrhundert (zwischen 1706 und 1742), 1739 im Besitz des Fuhrmanns Andres Öder (Sachgesamtheit), Teile der Stadtmauer Geschützt nach § 2 DSchG |    |
|                | Ackerbürger- bzw. Hintersassenhaus | Kelterstr. 33 (Karte)      | 1871            | Ackerbürger- bzw. Hintersassenhaus, zweigeschossig verputzter Fachwerkbau über massivem Erdgeschoss, rundbogiger Kellerabgang an der Westseite, großer, gebäudebreiter Keller mit Tonnengewölbe, am Türsturz bezeichnet W. Barthlott 1871, zweigeteilter und jeweils separat erschlossener Dachstuhl mit unterschiedlichen Firsthöhen, 1871 wurde der südliche Ökonomieteil für den Landwirt Wilhelm Barthlott zum Wohnhaus ausgebaut, im Kern stammt das Gebäude aus der 2. Hälfte des 18. Jahrhunderts, damals noch im markgräflichen Besitz, die hier siedelnden Bauern waren Hintersassen des Grundherrn. Geschützt nach § 2 DSchG |    |
| Weitere Bilder | Wohnhaus                           | Kelterstr. 35 (Karte)      | 1894            | Wohnhaus, eingeschossig und traufständig mit Mansarddach, Balkonloggia im Schweizerhausstil, bunte Klinkerfassade, von dem Architekten Adolf Wüst für Karl Dumberth, 1894 Geschützt nach § 2 DSchG |    |
|                | Teile der Stadt- und Zwingermauer  | Kelterstr. 38 (Karte)      |                 | siehe auch Stadtmauer; Teile der Stadt- und Zwingermauer (Gebäude nicht zugehörig) Geschützt nach § 28 DSchG |    |

## Killisfeldstraße
| Bild           | Bezeichnung                                                                       | Lage                                   | Datierung | Beschreibung | ID |
| -------------- | --------------------------------------------------------------------------------- | -------------------------------------- | --------- | --- | -- |
| Weitere Bilder | Doppelmietwohnhaus                                                                | Killisfeldstr. 10 und 11               | 1908      | Doppelmietwohnhaus, dreigeschossig und traufständig, achsensymmetrische Fassade mit plastisch-konvexer Gliederung, zwei Hauseingänge, große Zwerchgiebel, zugehörige Hinterhäuser mit angebauten Schuppen. Geschützt nach § 2 DSchG |    |
| Weitere Bilder | Ausbesserungs- und Elektrizitätswerk der Großherzoglich Badischen Staatseisenbahn | Killisfeldstr. 42, 42b, Ottostr. 4a, 6 | 1902      | Ausbesserungs- und Elektrizitätswerk der Großherzoglich Badischen Staatseisenbahn: Ausbesserungshalle (großer langgestreckter Klinkerbau, Killisfeldstr. 42), Kantinengebäude (heute Wohngebäude mit Büro, Killisfeldstr. 42 b), Elektrizitätswerk (großer Klinkerbau in neogotischen Formen, bezeichnet 1902, Ottostr. 4a), Kesselreinigungshalle (eingeschossiger, heute geschlämmter Klinkerbau, Ottostr. 6), siehe auch Karlsruhe-Südstadt, Wielandstr. 27: Kantinengebäude und Wasserturm (Sachgesamtheit). Geschützt nach § 2 DSchG |    |

## Königstraße
| Bild | Bezeichnung                        | Lage                | Datierung       | Beschreibung | ID |
| ---- | ---------------------------------- | ------------------- | --------------- | --- | -- |
|      | Modellhaus mit Torfahrt in Ecklage | Königstr. 1 (Karte) | 18. Jahrhundert | Modellhaus mit Torfahrt in Ecklage, zweigeschossig, Putzspiegel im 1. Obergeschoss, Rückseite mit freiliegendem Fachwerk. Geschützt nach § 2 DSchG |    |
|      | Wohnhaus                           | Königstr. 2 (Karte) | 1769            | Wohnhaus, zweigeschossiges und traufständiges Wohnhaus mit vier Achsen, Eingangstür mit rechteckigem Oberlicht, Satteldach mit Dachgauben. Geschützt nach § 2 DSchG |    |
|      | Modellhaus mit Torfahrt            | Königstr. 3 (Karte) | 1769            | Modellhaus mit Torfahrt, zweigeschossig und traufständig, bezeichnet Ch. Kr. 1842, im Kern jedoch wohl nach 1769 errichtet (damals Grundstücksverkauf an privat), zusammen mit dem Grundstück Königstr. 5 befindet sich das Haus auf dem Gelände der 1749 abgebrochenen Spitalkirche Geschützt nach § 2 DSchG |    |

## Lamprechtstraße
| Bild           | Bezeichnung             | Lage             | Datierung | Beschreibung | ID |
| -------------- | ----------------------- | ---------------- | --------- | --- | -- |
|                | Mietwohnhaus            | Lamprechtstr. 6  | 1905      | Mietwohnhaus, traufständiger und dreigeschossiger Massivbau, Erdgeschoss rustiziert, Mittelrisalit mit geschweiftem Giebel, von dem Architekten Karl Kreutz für Karl Hornecker. Geschützt nach § 2 DSchG                                                                                             |    |
|                | Wohn- und Geschäftshaus | Lamprechtstr. 7  | 1900      | Wohn- und Geschäftshaus, früher Bäckerei, dreigeschossiger Bau der Neorenaissance in Ecklage, Eckerker mit schieferverschindelter Haube, bezeichnet ANNO 1900 / J. WIDMANN, von dem Architekten Hermann Bull für den Gipsermeister Jakob Widmann. Geschützt nach § 2 DSchG                           |    |
| Weitere Bilder | Mietwohnhaus            | Lamprechtstr. 8  | 1905      | Mietwohnhaus, dreigeschossiger Massivbau in Ecklage, Mansardwalmdach, architektonisch und bildhauerisch bemerkenswerte Gestaltung in Formen des Jugendstils, bezeichnet 1905, von dem Architekten Karl Kreutz für den Fabrikanten Johann Bortoluzzi. Geschützt nach § 2 DSchG                        |    |
| Weitere Bilder | Mietwohnhaus            | Lamprechtstr. 9  | 1900      | Mietwohnhaus, traufständiger und dreigeschossiger Massivbau, Fassadenformen der Neogotik und Neorenaissance, Zwerchhaus, bezeichnet 1900, von dem Architekten Gustav Bader für Joseph Stippel. Geschützt nach § 2 DSchG                                                                              |    |
|                | Mietwohnhaus            | Lamprechtstr. 13 | 1905      | Mietwohnhaus, traufständiger und dreigeschossiger Massivbau, Erdgeschoss rustiziert, Fenster- und Türengewände in plastischen Jugendstilformen, von dem Architekten Karl Kreutz für den Bauunternehmer Johann Bortoluzzi. Geschützt nach § 2 DSchG                                                   |    |
|                | Wohn- und Geschäftshaus | Lamprechtstr. 15 | 1905      | Wohn- und Geschäftshaus, traufständiger und dreigeschossiger Massivbau mit Torfahrt, Erdgeschoss rustiziert, Fenster- und Türengewände in plastischen Jugendstilformen, Ladenlokal (ehemalige Metzgerei), von dem Architekten Karl Kreutz für den Malermeister Adolf Bauer. Geschützt nach § 2 DSchG |    |
| Weitere Bilder | Mietwohnhaus            | Lamprechtstr. 22 | 1911      | Mietwohnhaus, traufständiger und dreigeschossiger Massivbau, Erdgeschoss rustiziert, Fensterbrüstungsfelder mit klassizistischen Zierformen, von dem Architekten Hermann Bull für den Privatier Leonhard Müller. Geschützt nach § 2 DSchG                                                            |    |
| Weitere Bilder | Mietwohnhaus            | Lamprechtstr. 24 | 1905      | Mietwohnhaus, traufständiger und dreigeschossiger Massivbau, zweigeschossiger Erker mit bemerkenswerten bauplastischen Maskenformen, von dem Architekten Karl Kreutz für den Zimmermeister Friedrich Höfel. Geschützt nach § 2 DSchG                                                                 |    |

## Lederstraße
| Bild | Bezeichnung                    | Lage                           | Datierung | Beschreibung | ID |
| ---- | ------------------------------ | ------------------------------ | --------- | --- | -- |
|      | Drei Wohn- und Geschäftshäuser | Lederstr. 3, Seboldstr. 26, 28 | 1908      | Drei Wohn- und Geschäftshäuser, zweigeschossiger Massivbau in Ecklage mit Ladenlokal (Lederstr. 3), Mansardwalmdach mit Dachhäuschen, gut erhaltene Ausstattung im Inneren, auf der Hofseite vermauerte Spolie des Vorgängerbaus bez. 1778 MW (Schlussstein), unmittelbar anschließend zwei zugehörige, ebenfalls zweigeschossige Wohnhäuser mit Mansarddach und großem Dachhäuschen (Seboldstr. 26 und 28), alle Gebäude geplant von dem Architekten Adolf Wüst für den Maurermeister Ludwig Schweizer. Geschützt nach § 2 DSchG |    |

## Liebensteinstraße
| Bild           | Bezeichnung  | Lage              | Datierung | Beschreibung | ID |
| -------------- | ------------ | ----------------- | --------- | --- | -- |
| Weitere Bilder | Mietwohnhaus | Liebensteinstr. 4 | Um 1905   | Mietwohnhaus, dreigeschossiger, traufständiger Massivbau mit Mansardedach, Untergeschoss Naturstein, Lisenengliederung. Geschützt nach § 2 DSchG |    |

## Lortzingstraße
| Bild           | Bezeichnung         | Lage                    | Datierung | Beschreibung | ID |
| -------------- | ------------------- | ----------------------- | --------- | --- | -- |
| Weitere Bilder | Wohnhaus mit Garten | Lortzingstr. 16 (Karte) | 1936      | Wohnhaus mit Garten, zweigeschossiges verputztes Einfamilienwohnhaus, Teil eines Doppelhauses, Halbwalm, Terrasse und Garten, Garage, besonders vollständig erhaltene bauzeitliche Ausstattung (Fenster, Klappläden, Türen, Einbauschränke, Treppen, Böden, Putze etc.), 1936 von dem Architekten Georg Dünkel für den Durlacher Kaufmann und Herrenausstatter Otto Matheis. Geschützt nach § 2 DSchG |    |

## Lußstraße
| Bild           | Bezeichnung | Lage               | Datierung | Beschreibung | ID |
| -------------- | ----------- | ------------------ | --------- | --- | -- |
| Weitere Bilder | Wohnhaus    | Lußstr. 11 (Karte) | 1903      | Wohnhaus, eingeschossig und traufständig, Mansardedach mit Krüppelwalm, traufseitiger Standerker mit Zierfachwerkformen, zugehörige Stützmauern und Treppe zum Gebäude, von dem Architekten Johannes Billing für Thomas Spengler. Geschützt nach § 2 DSchG |    |

## Marstallstraße
| Bild           | Bezeichnung                         | Lage                                                           | Datierung                 | Beschreibung | ID |
| -------------- | ----------------------------------- | -------------------------------------------------------------- | ------------------------- | --- | -- |
|                | Wohn- und Geschäftshaus             | Marstallstr. 10 (Karte)                                        | 1. Hälfte 18. Jahrhundert | Wohn- und Geschäftshaus, Fachwerkgebäude auf massivem Untergeschoss, Walmdach, in der 1. Hälfte 18. Jahrhundert wieder aufgebaut, traufseitige Fassadengestaltung um 1870, im Hof bemerkenswerte Holzsäule der Renaissance, wohl früher offene Loggia, zugehöriges kleines Hofgebäude, Gebäude im Kern wohl 1. Hälfte 17. Jahrhundert. Geschützt nach § 2 DSchG |    |
| Weitere Bilder | Mietswohnhausreihe "Schlossstraße", | Marstallstraße 22, 24, 26, 28, 30, Weiherstraße 19, 20 (Karte) | 1910                      | Mietswohnhausreihe „Schlossstraße“, acht dreigeschossige massive Putzbauten in den Stilformen des Neubarock, Mansarddächer mit Schieferdeckung, Kolossalpilaster mit Kapitellen, bauplastisch aufwendig verzierte Hauseingänge - entworfen als repräsentative, stilistisch an städtebauliche Ensembles des Barock angelehnte, symmetrische Hausreihe mit Betonung der Eck- und Mittelgebäude, 1910-1914 geplant, konzipiert, als Unternehmer und mehrfach auch als Bauherr errichtet durch den Durlacher Architekten Wilhelm Sackberger. Geschützt nach § 2 DSchG |    |

## Mittelstraße
| Bild           | Bezeichnung             | Lage                     | Datierung                 | Beschreibung | ID |
| -------------- | ----------------------- | ------------------------ | ------------------------- | --- | -- |
| Weitere Bilder | Wohn- und Geschäftshaus | Mittelstr. 3 (Karte)     | 2. Hälfte 16. Jahrhundert | Wohn- und Geschäftshaus, Türgewände mit spätgotischem Stabwerk, vorkragendes Fachwerk-Obergeschoss mit Zierelementen (heute verputzt). Geschützt nach § 2 DSchG |    |
|                | Ökonomiebau             | Mittelstr. 4 (Karte)     | 1. Hälfte 18. Jahrhundert | Ökonomiebau, heute Wohn- und Werkstattgebäude, zweigeschossiger Fachwerkbau, Brandwände in massivem Mauerwerk, traufseitiger Laubengang mit offener Treppe, vor dem Gebäude rundbogiger Kellerzugang (gehörte früher wohl zum Gebäude Mittelstr. 6). Geschützt nach § 2 DSchG |    |
| Weitere Bilder | Hintersassenhäuschen    | Mittelstr. 5 (Karte)     | Anfang 18. Jahrhundert    | Hintersassenhäuschen, eingeschossiger und traufständiger Massivbau mit Satteldach, Anfang 18. Jahrhundert, 1739 im Besitz des Hintersassen Ehrensperger, später des Taglöhners Jacob Albrecht Philipp, Dachgaube 1904 aufgesetzt Geschützt nach §§ Denkmaleigenschaft wird geprüft DSchG |    |
| Weitere Bilder | Modellhaus              | Mittelstr. 6 (Karte)     | Um 1800                   | Modellhaus, zweigeschossiger Fachwerk- und Massivbau, Spolie des zerstörten Vorgängerbaus an der Rückseite des Hauses A 16 JAWR 90 (zugehörig früher Gebäude Mittelstr. 4) Geschützt nach § 2 DSchG |    |
|                | Wohnhaus                | Mittelstr. 9a (Karte)    | Zwischen 1706 und 1716    | Wohnhaus, zweigeschossiger Fachwerk- und Massivbau, zugehöriges Ökonomiegebäude, Hofmauer mit Rundbogentor, im Besitz der Frau des Operators Zachmann (gehörte damals zur heutigen Mittelstr. 11), 1739 im Eigentum des Küfers Georg Christian Renck Geschützt nach § 2 DSchG |    |
| Weitere Bilder | Wohnhaus                | Mittelstr. 11 (Karte)    | 17. Jahrhundert           | Wohnhaus, zweigeschossiger Fachwerk- und Massivbau mit Walmdach, Obergeschoss mit Zierfachwerkelementen (verputzt), geohrte Seitentüren mit Voluten, Rosetten und Diamantschnitt, 17. Jahrhundert. Diente ursprünglich als Stadtpalais, es soll zum Hochstift Speyer gehört haben, war später landwirtschaftliche Hofanlage. Das Grundstück wurde in Erbteilung getrennt (vgl. Mittelstr. 9 a, das Wappen über dem Tor wurde dort beseitigt, ursprünglich badisches Wappen mit Reichsapfel über dem Spangenhelm und reichen Akanthusranken) Geschützt nach § 2 DSchG |    |
|                | Doppelwohnhaus          | Mittelstr. 12-14 (Karte) | 1706                      | Doppelwohnhaus, Modellhaus, zweigeschossiges Torfahrthaus mit Rundbogentor und Fensterbrüstungsfeldern, 1706 in getrenntem Eigentum, 1739 im getrennten Eigentum des Waffenschmieds Philipp Crameter und der Witwe des Schumachers Israel Hegel (Roller Nr. 86 und 87) Geschützt nach § 2 DSchG |    |
|                | Wohnhaus                | Mittelstr. 16 (Karte)    | 1739                      | Wohnhaus, Torfahrthaus, zweigeschossig, freigelegtes Fachwerk auf massivem Erdgeschoss, Fachwerkzierform in einem Brüstungsfeld, Anfang 18. Jahrhundert, 1739 im Eigentum des Webers Leonhard Fischer und des Schuhmachers Caspar Schenck, Veränderungen im 19. Jahrhundert Geschützt nach § 2 DSchG |    |
|                | Bullsche Waffenschmiede | Mittelstr. 18 (Karte)    | 1. Hälfte 18. Jahrhundert | Bullsche Waffenschmiede, Wohnhaus, Modellhaus mit Torfahrt, zweigeschossiger und verputzter Fachwerkbau mit Werkstattteil, zugehöriges Nebengebäude, 1. Hälfte 18. Jahrhundert. Das Haus soll den Stadtbrand überstanden haben, deshalb ist sein baulicher Kern wohl älter. 1706 und 1739 im Besitz des Zimmermanns Georg Friedrich Allas (Allaß) und des Hintersassen Christoph Gabriel Brunner (1739) Geschützt nach § 2 DSchG |    |

## Neßlerstraße
| Bild | Bezeichnung  | Lage                  | Datierung | Beschreibung                                           | ID |
| ---- | ------------ | --------------------- | --------- | ------------------------------------------------------ | -- |
|      | Augustenberg | Neßlerstr. 23, 25, 29 | 1830      | Augustenberg (Sachgesamtheit) Geschützt nach § 2 DSchG |    |

## Neuensteinstraße
| Bild           | Bezeichnung             | Lage              | Datierung | Beschreibung | ID |
| -------------- | ----------------------- | ----------------- | --------- | --- | -- |
|                | Wohn- und Geschäftshaus | Neuensteinstr. 5  | 1905      | Wohn- und Geschäftshaus, heute Mietwohnhaus, dreigeschossiger Massivbau in Ecklage, strenge Jugendstilformen, Tür zum Ladenlokal heute vermauert, Karl Kreutz als Architekt und Bauherr, 1905 Geschützt nach § 2 DSchG                                                                                              |    |
|                | Wohn und Geschäftshaus  | Neuensteinstr. 6  | 1901      | Wohn und Geschäftshaus, heute Mietwohnhaus, dreigeschossiger Massivbau in ausladenden Formen der Neorenaissance, bemerkenswerte Konsolplastiken, Ladeneingang 1934 verschlossen, zugehöriges Waschhaus im Hof, von dem Architekten Hermann Bull für den Gipsermeister Jakob Wichmann, 1901 Geschützt nach § 2 DSchG |    |
| Weitere Bilder | Wohn- und Geschäftshaus | Neuensteinstr. 9  | 1904      | Wohn- und Geschäftshaus, heute Mietwohnhaus, dreigeschossiger Massivbau in Ecklage, asymmetrische Fassadengestaltung in strengen Jugendstilformen, Ladenzugang an der Gebäudeecke 1938 vermauert, von dem Architekten Gustav Dünkel für Wilhelm Dill, bezeichnet 1904 Geschützt nach § 2 DSchG                      |    |
| Weitere Bilder | Mietwohnhaus            | Neuensteinstr. 10 | Um 1905   | Mietwohnhaus, dreigeschossiger Massivbau in neogotischen Formen, plastische Zierfelder in den Fensterbrüstungen, Zwerchhaus mit Krüppelwalm und Zierfachwerkgiebel. Geschützt nach § 2 DSchG |    |
|                | Mietwohnhaus            | Neuensteinstr. 12 | 1904      | Mietwohnhaus, dreigeschossiger Massivbau mit Torfahrt, geschwungener Zwerchgiebel, zweigeschossiger Erker mit plastisch ausgearbeiteten Zierformen und Wappenschild, Maurermeister Karl Höfel als Architekt und Bauherr. Geschützt nach § 2 DSchG                                                                   |    |

## Nonnenbühl
| Bild | Bezeichnung    | Lage                       | Datierung | Beschreibung | ID |
| ---- | -------------- | -------------------------- | --------- | --- | -- |
|      | Doppelwohnhaus | Nonnenbühl 5 und 7 (Karte) | 1910      | Doppelwohnhaus, eingeschossig, Mansarddächer mit Krüppelwalm, Balkonaltane, 1910 von dem Architekten Adolf Wüst für Georg Schumacher (Nr. 5) und Philipp Krieger (Nr. 7) Geschützt nach § 2 DSchG                |    |
|      | Wohnhaus       | Nonnenbühl 6 (Karte)       | 1910      | Wohnhaus, eingeschossig mit schindelgedecktem Mansarddach und geschweiftem Giebel, Erker an der Traufseite, von dem Architekten Hermann Bull für den Schneidermeister Fritz Ungewitter. Geschützt nach § 2 DSchG |    |

## Oberwaldstraße
| Bild           | Bezeichnung          | Lage                    | Datierung | Beschreibung | ID |
| -------------- | -------------------- | ----------------------- | --------- | --- | -- |
| Weitere Bilder | Lutherkirche Durlach | Oberwaldstr. 37 (Karte) | 1927      | Lutherkirche mit Pfarramt, dreigeschossiges und traufständiges Hauptgebäude, Lutherskulptur vor dem Glockenturm, spitzbogige Tore, rückwärtig anschließender Kirchensaal mit geometrisch verzierter Stuckdecke, an der Rückwand Wandgemälde mit Kreuzigung von Carl Vocke, 1927–30 von Georg Dünkel Geschützt nach § 2 DSchG |    |

## Ochsentorstraße
| Bild           | Bezeichnung                 | Lage                         | Datierung              | Beschreibung | ID |
| -------------- | --------------------------- | ---------------------------- | ---------------------- | --- | -- |
| Weitere Bilder | Brücke über den Stadtgraben | Ochsentorstr. (Karte)        |                        | siehe auch Stadtmauer; Brücke über den Stadtgraben (heute nicht mehr sichtbar) Geschützt nach § 2 DSchG |    |
| Weitere Bilder | Wohnhaus                    | Ochsentorstr. 4 (Karte)      | Zwischen 1700 und 1706 | Wohnhaus, ursprünglich Hufschmiede, heute Wohnhaus mit Gastwirtschaft, zweigeschossig mit Walmdach, Erdgeschoss massiv, Obergeschoss Fachwerk, Ziermotive in den Brüstungsfeldern, von dem Hufschmied Peter Geibel neu erbaut Geschützt nach § 2 DSchG |    |
|                | Wohnhaus und Rückgebäude    | Ochsentorstr. 5 (Karte)      | 19. Jahrhundert        | Wohnhaus und Rückgebäude, zweigeschossiger und traufständiger Massivbau. Geschützt nach § 2 DSchG |    |
|                | Wohnhaus                    | Ochsentorstr. 8 (Karte)      | Anfang 18. Jahrhundert | Wohnhaus, Modellhaus, seitlich angefügter Torbogen, Gebäude zweigeschossig in Ecklage, Walmdach, 1716 als modellmäßige Behausung des Schneiders Vögtlin genannt Geschützt nach § 2 DSchG |    |
|                | Doppelwohnhaus              | Ochsentorstr. 9 (Karte)      | Um 1860                | Doppelwohnhaus, zweigeschossig mit zwei separaten Hauseingängen, Putzbandgliederung, abgerundete Fensterstürze, zwei Keller des Vorgängerbaus (1699 als reiner Fachwerkbau errichtetes Wirtshaus Zum Rappen, dann bis 1781 als Gymnasiums- bzw. Pädagogiatshaus genutzt) Geschützt nach § 2 DSchG |    |
|                | Wohnhaus                    | Ochsentorstr. 11 (Karte)     | 1689                   | Wohnhaus, eines von drei Gebäuden, die als Tropfhäuser zwischen zwei Gassen gebaut waren, massives Erdgeschoss vor dem Stadtbrand von 1689, Wiederaufbau als Modellhaus, Dach mit zweifach liegender Stuhl um 1700, südliche Erweiterung um 1750 Geschützt nach § 2 DSchG |    |
|                | Wohnhaus                    | Ochsentorstr. 17 (Karte)     | 1706                   | Wohnhaus, heute Wohnhaus mit Gastwirtschaft, zweigeschossig und traufständig, Erdgeschoss massiv, im Obergeschoss freiliegendes Fachwerk mit Zierformen in den Brüstungsfeldern, 1706 neu erbaut von dem Hufschmied Wendel Goldschmid, bis mindestens 1842 im Besitz der Familie, dann bis ins 20. Jahrhundert mehrerer Generationen der Schumacherfamilie Groner Geschützt nach § 2 DSchG |    |
|                | Wohn- und Geschäftshaus     | Ochsentorstr. 17 a (Karte)   | 17. Jahrhundert        | Wohn- und Geschäftshaus, zweigeschossig und traufständig, Satteldach mit Fußwalm. Denkmaleigenschaft wird geprüft. |    |
|                | Wohnhaus                    | Ochsentorstr. 18 (Karte)     | 1711                   | Wohnhaus, Modellhaus mit Torfahrt, heute Gaststätte, zweigeschossig und traufständig, bezeichnet 1711, 1716 im Besitz der Witwe des Kammerrats Kaufmann, später Metzger Kindler, 1835 Bierwirtschaft, 1888 Brauerei Geschützt nach § 2 DSchG |    |
| Weitere Bilder | Wohnhaus                    | Ochsentorstr. 19 (Karte)     | 1899-1900              | Wohnhaus, zweigeschossiger traufständiger und unverputzter Backsteinbau mit Dachgauben und Holzklappläden, sehr vollständig erhaltene Innenausstattung, 1899-1900 nach Plänen von A. Wüst für den Zimmermeister Gustav May, das Gebäude wurde über dem Graben errichtet, der später trocken fiel und einen weiteren Kellerraum ermöglichte. Geschützt nach § 2 DSchG |    |
|                | Gasthof Zum Pflug           | Ochsentorstr. 24 (Karte)     | 1661                   | Gasthof Zum Pflug, Modellhaus mit Torfahrt in Ecklage, Wirtshausschild, Obergeschoss Fachwerk, hofseitiger Laubengang, in der Torfahrt Türe mit Stabwerkgewände, bezeichnet 1661. Der Gasthof wurde als Schildwirtschaft 1723 durch Johann Georg Hager begründet, die Wirtschaft zunächst im Obergeschoss des Wohnhauses eingerichtet. Erdgeschoss im 19. Jahrhundert umgebaut, Tonnenkeller zur Jägerstraße, Gebäudeflügel zur Jägerstraße erst in 2. Hälfte des 18. Jahrhunderts erbaut. Geschützt nach § 2 DSchG |    |
|                | Stadtmauer Durlach          | Ochsentorstr. 26, 28 (Karte) |                        | Stadtbefestigung aus Stadtmauer und Zwingermauer Geschützt nach § 28 DSchG |    |

## Palmaienstraße
| Bild           | Bezeichnung | Lage                    | Datierung | Beschreibung | ID |
| -------------- | ----------- | ----------------------- | --------- | --- | -- |
| Weitere Bilder | Wohnhaus    | Palmaienstr. 10 (Karte) | 1898      | Wohnhaus, dreigeschossiger und traufständiger Massivbau, Zwerchhaus mit Staffelgiebel, Emil Sickinger als Architekt und Bauherr. Geschützt nach § 2 DSchG |    |

## Pfinzstraße
| Bild           | Bezeichnung             | Lage         | Datierung | Beschreibung | ID |
| -------------- | ----------------------- | ------------ | --------- | --- | -- |
|                | Gasthaus zum Ochsen     | Pfinzstr. 64 | 1901      | Gasthof Ochsen, zweigeschossiger und traufständiger Fachwerk- und Massivbau mit Krüppelwalmdach, am Türsturz Küferemblem (Küferhammer und zwei gekreuzte Bandhaken) und Inschrift IH IA KOCH 1746 (=Johann Jakob Koch). Neben dem Gebäude mündete einst die Ochsengasse ein, die zur Pferdeschwemme an der Pfinz führte. Gasthof 1664 erstmals erwähnt, heutiges Haus 1702 verkauft, die Bauinschrift bezeichnet einen Umbau. Das Anwesen bestand ursprünglich aus Stallung, Scheuer, Hofreite und Garten. Der Eigentümer von 1746-1773 war einer der größten Ackerbesitzer in Durlach. Geschützt nach § 2 DSchG |    |
| Weitere Bilder | Fayence-Manufaktur      | Pfinzstr. 66 | 1728      | Fayence-Manufaktur, heute Wohnheim, zweigeschossiger und traufständiger Putzbau mit Torfahrt und Krüppelwalmdach, zur Straße hin sechsachsiges Gebäude, an der Hausecke Konsolansatz mit der Inschrift 1664 IIBMSR, zwei hofseitig ansetzende Flügelbauten mit Walmdächern, 1728 von dem Porzellanmaler Johann Heinrich Wachenfeld und Hoffactor Fein- und Hofgoldschmied Johann Ernst Croll errichtet. Die Durlacher Fayence hielt sich bis in die 1820er Jahre, dann Zichorien-, ab 1901 Schuhfabrik. Grundlegender Umbau 1993. Geschützt nach § 2 DSchG                                                       |    |
|                | Wohn und Geschäftshaus  | Pfinzstr. 69 | 1906      | Wohn und Geschäftshaus, Fenster- und Türgewände in neugotischer Formensprache, dreigeschossiger Massivbau, traufständig mit Mansarddach, Ladenlokal und Torfahrt, von dem Architekten Alfred Hornung für den Schreinermeister Ludwig Falkner. Geschützt nach § 2 DSchG |    |
|                | Wohn und Geschäftshaus  | Pfinzstr. 71 | Um 1900   | Wohn und Geschäftshaus, Fenster- und Türgewände in neoklassizistischer Formensprache, dreigeschossiger Massivbau, traufständig mit Mansarddach, Ladenlokal und Torfahrt, von dem Architekten Adolf Wüst für den Malermeister Joseph Stix. Geschützt nach § 2 DSchG |    |
| Weitere Bilder | Wohn- und Geschäftshaus | Pfinzstr. 73 | 1909      | Wohn- und Geschäftshaus, heute Wohnhaus, dreigeschossiger Massivbau mit Mansardwalmdach in Ecklage, große Zwerchhäuser, an der Gebäudeecke zweigeschossiger Erker, von dem Architekten Adolf Wüst für den Bauunternehmer Franz König, bezeichnet 1909 Geschützt nach § 2 DSchG |    |

## Pfinztalstraße
| Bild           | Bezeichnung                                                      | Lage                                | Datierung                 | Beschreibung | ID |
| -------------- | ---------------------------------------------------------------- | ----------------------------------- | ------------------------- | --- | -- |
| Weitere Bilder | Marktbrunnen Durlach                                             | Pfinztalstr. (Karte)                | 1862                      | Marktbrunnen, 1862/65. Der Vorgängerbrunnen war hier 1567 errichtet worden, zu Ehren des Markgrafen Karl II. (gest. 1577), der Durlach zur Residenz erhoben hatte. Die frühere Brunnenfigur wird in Durlach für Markgraf Karl II. gehalten, möglicherweise ist es eine Rolandsfigur. Diese Figur wurde 1911 renoviert und in das Rathaus gebracht. Heute befindet sich eine Kopie auf dem Rathausaltan, das Original ist im Pfinzgaumuseum. 1929 wurde der gusseiserne Aufsatz zerstört. 1992 Neugestaltung als Liebesbrunnen durch Klaus Ringwald. Geschützt nach § 2 DSchG |    |
| Weitere Bilder | Train-Denkmal                                                    | Pfinztalstr. (Schlossplatz) (Karte) | 1928                      | Train-Denkmal, Gefallenendenkmal für die im Ersten Weltkrieg gefallenen Soldaten des Durlacher Train-Bataillons, Obelisk auf flachem quadratischem Sockel, 1928 eingeweiht, nach Entwürfen des Architekten Hermann R. Alker errichtet. Ursprünglich eingebunden in eine Gartenumgestaltung Alkers des ehemaligen Exerzierplatzes. Geschützt nach § 2 DSchG |    |
| Weitere Bilder | Wasserwerk Durlach                                               | Pfinztalstr. 1 (Karte)              | 1896                      | siehe auch Wolfweg; Wasserwerk, zweigeschossiger Massivbau mit Zierformen der Neorenaissance, werkstein- bzw. im Obergeschoß backsteinverkleidet, steinerne Fensterkreuze, Erker und Giebelaufbauten, Tormauer mit Fenstern, Zugehöriges eingeschossiges Ökonomiegebäude mit Kniestock, Fachwerkbauweise mit Backsteinfüllung, Ladegaube. 1896 errichtet. (Sachgesamtheit), (s. a. Wolfweg, Wasserhochbehälter). Die Wasserspeier neben dem Tor gehörten wohl einst zur Karlsburg. Am Ort des heutigen Wasserwerks befand sich vormals der Brunnenturm von 1699, der 1824 umgebaut, 1895 abgebrochen worden war. Das moderne Pumpwerk beförderte das Wasser aus der Quelle an der Badener Straße zu einem Hochreservoir am westlichen Abhang des Turmbergs. Der Antrieb erfolgte mit Wasser aus dem Brunnenhauskanal, später mit einem Gasmotor. 1897 wurde ein modernes Wasserleitungsnetz mit ersten Hausanschlüssen in Betrieb genommen. 1967 wurde das Werk stillgelegt. 1942–63 Durlacher Bibliothek im Obergeschoss. Geschützt nach § 2 DSchG |    |
|                | Gasthaus Zur Blume                                               | Pfinztalstr. 2 (Karte)              | 1700                      | Gasthaus Zur Blume, zweigeschossiger Putzbau in Ecklage mit Torfahrt, klassizistische Zierformen, Schlussstein mit Inschrift EJM (wohl von Umbau 1966 durch E. Müller), nach Brand um 1700 neu errichtet, um 1800 umgebaut. Dach ursprünglich mit Gaubenreihen in drei Geschossen, um 1900 beseitigt. Die Wirtsfamilie Herzog bekam 1677 von Markgraf Friedrich Magnus die Landpost übertragen. Bis 1841 Posthalterei an der Strecke Basel-Frankfurt. Obergeschoss 1927 zum Blumen-Cafe umgebaut. Geschützt nach § 28 DSchG |    |
| Weitere Bilder | Östliche Alte Durlacher Stadtmauer                               | Pfinztalstr. 3 (Karte)              | 1692                      | vgl. Pfinztalstr. 7 und 9; siehe auch Durlach, Stadtbefestigung. Östliche Mauer des markgräflichen Münzgebäudes mit Fenstergewänden, das Gebäude gehörte zum 1692 abgebrannten Renaissanceschloss. Geschützt nach § 2 DSchG |    |
|                | Wohn- und Geschäftshaus                                          | Pfinztalstr. 4 (Karte)              | Mitte 18. Jahrhundert     | Wohn- und Geschäftshaus, zweigeschossig und traufständig, Mitte 18. Jahrhundert (Erwähnung im Feuerversicherungsbuch von 1758), Zwerchgiebel mit breitem Giebelfeld und Ladenneubau 1912 durch den Architekten Karl Kohler für den Buchhändler Ferdinand Metzler Geschützt nach § 2 DSchG |    |
|                | Wohnhaus mit Seitenflügel und hofseitigen Nebengebäuden          | Pfinztalstraße 7 (Karte)            | 1560                      | vgl. Pfinztalstr. 9; Wohnhaus mit Seitenflügel und hofseitigen Nebengebäuden, enthält umfangreiche bauliche Zeugnisse der Karlsburg der 1560er Jahre. Markgraf Karl II. (Karle mit der Tasch) verlegte 1565 seine Residenz von Pforzheim hierher. Er erweiterte das Jagdschloss und benutzte dabei die vorhandenen Fundamente und Mauerfluchten. Die Karlsburg wurde zum prächtigen Renaissancebau. Heute klassizistische Straßenfassade, um 1810. Einst Wohn- und Wirtschaftsgebäude der alten Karlsburg, hier finden sich u. a. zwei gespindelte Treppentürme. Teilweise noch sichtbare Arkaden setzen sich bis zur Pfinztalstraße fort. Im Hof Gebäudetrakte, ursprünglich durch einen Mittelteil verbunden, die noch Teile der alten Karlsburg zeigen. Zweifach abgewinkelter Altan an dem der Pfinztalstraße zugewandten Fachwerktrakt, darunter ein großer Gewölbekeller. Später Überbauung als Scheune (18. Jahrhundert), Südflügel im Erdgeschoss mit Kreuzrippengewölben. Seit 1811 Gasthof Carlsburg, später gleichnamiges Hotel. Teile der Gebäude beherbergten einst die markgräfliche Münze. Die Aufstockung an der Karlsburgstraße (um 1885) enthält ehemaligen Gasthaussaal mit Deckenstuck und -malerei, eine ehemalige Bierhalle (?) in der Südostecke des Grundstückes, um 1900. Geschützt nach § 2 DSchG |    |
|                | Wohn- und Geschäftshaus                                          | Pfinztalstr. 8 (Karte)              | 18. Jahrhundert           | Wohn- und Geschäftshaus, zweigeschossig mit Rundbogenöffnungen im Erdgeschoss, zugehöriges Hinterhaus, 18. Jahrhundert, Umbauten und Erweiterungen von 1887/88 (Torfahrt geschlossen, Grundriss verändert) durch den Architekten Rudolph Hermann für die Witwe Louis Morlock Geschützt nach § 2 DSchG |    |
| Weitere Bilder | Schloss und Schlossgarten Durlach, heute Karlsburg               | Pfinztalstr. 9 (Karte)              | 1562                      | Schlossanlage mit Schlossgarten, Renaissancebauten und barocker Kavaliersbau (Sachgesamtheit) Geschützt nach § 2 DSchG |    |
| Weitere Bilder | siehe auch Stadtmauer; Wohn- und Geschäftshaus                   | Pfinztalstr. 10 (Karte)             | 1703                      | siehe auch Stadtmauer; Wohn- und Geschäftshaus, Eckhaus mit abgewalmtem Dach, Türe mit Ohrengewände und Inschrift Renoviert durch GAUM ANNO 1787, wohl ehemals Gasthaus Zur Traube, Schildwirtschaft 1703-1811, Ladenumbau 1913 von dem Architekten Hermann Bull für den Hoflieferanten Oskar Gorenflo, Teile der Stadtmauer in der Ostwand erhalten Geschützt nach § 2 DSchG |    |
| Weitere Bilder | Keller                                                           | Pfinztalstr. 13 (Karte)             | 16./17. Jh.               | Keller, hohes, massiv gemauertes Tonnengewölbe, Bodenbelag aus großen Sandsteinplatten. Geschützt nach § 2 DSchG |    |
|                | Wohn- und Geschäftshaus                                          | Pfinztalstr. 15 (Karte)             | 1706                      | Wohn- und Geschäftshaus, Modellhaus, dreigeschossig und traufständig, moderner Ladeneinbau, durch den Küfer Hans Georg Renck, 1758 als dreigeschossiges Gebäude erwähnt, 1842 im Hintergebäude eine Seifensiederei. Geschützt nach § 2 DSchG |    |
|                | Wohnhaus                                                         | Pfinztalstr. 17 (Karte)             | 1706                      | Wohnhaus, dreigeschossig und traufständig, Fassade in den 1950er Jahren verändert, Hauptgebäude im Kern Fachwerkkonstruktion mit Balkonloggien, kurz nach 1706 durch den Postmeister Seutz (Seitz) errichtet (vgl. Roller 22), eines von ehemals drei Kellergewölben erhalten, Hinterhaus mit Bäckerei 1911 von Architekt Hermann Bull für Bäckermeister Heinrich Kleiber, Schlot von 1910, erhaltene historische Innenausstattung wohl etwa gleichzeitig. Geschützt nach § 2 DSchG |    |
|                | Wohnhaus                                                         | Pfinztalstr. 18 (Karte)             | 1698                      | Wohnhaus, später Hintersassenhaus, zweigeschossig und traufständig, verputzter Fachwerkbau auf massivem Keller mit großem Tonnengewölbe, rundbogiges Gewände zum Kellerabgang, Inschrift am Türsturz der Haustüre Johann Conr. Zachmann (= Chirurg und Kammerdiener) mit den Emblemen Anker und Geweih sowie der Jahreszahl 1698. Geschützt nach § 2 DSchG |    |
| Weitere Bilder | Wohn- und Geschäftshaus                                          | Pfinztalstr. 20 (Karte)             | 1706                      | Wohn- und Geschäftshaus, zweigeschossiger Putzbau in Ecklage mit abgewalmtem Dach, Rundbogentor in der Hofmauer, 1706 neu erbaut durch Johann Conrad Zachmann, Chirurg und Kammerdiener Geschützt nach § 2 DSchG |    |
|                | Wohn- und Geschäftshaus                                          | Pfinztalstr. 21 (Karte)             | 1698                      | Wohn- und Geschäftshaus, dreigeschossig und traufständig, Spindeltreppe im Haus aus dem 17. Jahrhundert, 1698 neu erbaut von der Witwe des wohlhabenden Handelmannes Hans Adam Wetzel, damals noch zusammen mit Pfinztalstr. 23, bei der Stadtrenovierung von 1764 haben beide noch Brunnen- und Einfahrtsrechte gemeinsam), um 1800 in klassizistischen Formen umgestaltet; Ziehbrunnen, im Hof des Gebäudes mit zwei quadratischen Stützen über rundem Becken, am Querbalken bezeichnet 17 AC W 01 Geschützt nach § 2 DSchG |    |
|                | Wohn- und Geschäftshaus                                          | Pfinztalstr. 24 (Karte)             | 1703                      | Wohn- und Geschäftshaus, Modellhaus, dreigeschossiger und verputzter Fachwerkbau in Ecklage auf massivem Untergeschoss, Mansardwalmdach, moderner Ladeneinbau, zur Hofseite Galerien auf Holzkonsolen, bezeichnet 1703, errichtet durch den Hofgoldschmied E. Groll Geschützt nach § 2 DSchG |    |
|                | Wohn- und Geschäftshaus                                          | Pfinztalstr. 25 (Karte)             | 1698                      | Wohn- und Geschäftshaus, Modellhaus mit Torfahrt, dreigeschossig, verputztes Sichtfachwerk, moderner Ladeneinbau, 1698, 1706 als neu erbautes Haus des Handelsmannes, Ratsherrn und späteren Bürgermeisters J. M. Bürcklin genannt, Handelshaus bis Mitte des 19. Jahrhunderts Geschützt nach § 2 DSchG |    |
|                | Wohn- und Geschäftshaus                                          | Pfinztalstr. 27 (Karte)             | Um 1700                   | Wohn- und Geschäftshaus, Modellhaus, dreigeschossig, verputztes Sichtfachwerk, 1706 im Eigentum des Handelsmanns und Gerichtsverwandten Wilhelm Schumm, Handelshaus bis Mitte des 19. Jahrhunderts Geschützt nach § 2 DSchG |    |
|                | Wohn- und Geschäftshaus                                          | Pfinztalstr. 29 (Karte)             | 1689                      | Wohn- und Geschäftshaus, an der Gebäudeecke polygonaler Erker mit Glockenhaube, Fenster mit Ohrenrahmung, Turmerdgeschoss 17. Jahrhundert, im übrigen Bestand 18. Jahrhundert. Das Haus stammt in seinem baulichen Kern wohl aus der Zeit vor dem Brand von 1689, in den 1930er Jahren wurde es saniert und in den vermeintlichen Originalzustand versetzt. Ursprünglich standen hier zwei Häuser: Das östliche entstand zwischen 1706 und 1716 für den Handelsmann W. Schumm und ging 1729 an den Hoffaktor Fein, den Besitzer des angrenzenden Eckhauses, an dem schon 1680 der Erker genannt wurde und seit 1656 im Besitz der Kaufmanns- und späteren Hoffaktoren-Familie Fein war. Geschützt nach § 2 DSchG |    |
| Weitere Bilder | Evangelische Stadtkirche Durlach                                 | Pfinztalstr. 31 (Karte)             | 1255                      | Evangelische Stadtkirche, 1255 erstmals erwähnt, 1464 dem hl. Stephan geweiht, evangelisch seit 1556. Ältester Teil ist der wohl aus dem 12. Jahrhundert stammende Unterbau des Turmes, er wurde in gotischer Bauweise achteckig fortgesetzt. Langhaus ursprünglich mit Turm bündig, es wurde Ende des 15. Jahrhunderts verbreitert. 1689 Turmhelm und Langhaus zerstört. 1700 Wiederaufbau nach einem Entwurf von Domenico Egidio Rossi eingeweiht, damals wurde der Chor auf alten Fundamenten errichtet und an die Südseite eine Sakristei angebaut. Der Turm wurde erst 1739 durch Benedikt Burtscher vollendet. Bedeutender Kruzifixus aus Sandstein, ursprünglich auf dem alten Friedhof (um 1500, der Schule des Nikolaus von Leyden zugeschrieben). Kanzel mit reichem Rocailleschmuck, Taufstein aus dem 18. Jahrhundert. Im Chor sind die Markgrafen Karl August Johann Reinhard und Christoph beigesetzt (Grabsteine), die Söhne des Stadtgründers Markgraf Karl Wilhelm. Epitaph der Freifrau Dorothea von Pelcke, 1768. Weitere Grabsteine befinden sich im Pfinzgaumuseum und an der Westwand im Inneren der Kirche, vgl. auch weitere bedeutende Grabstätten in der Kirche. Orgelprospekt von Johann Philipp und Johann Heinrich Stumm, 1755 Geschützt nach § 28 DSchG                                       |    |
|                | Löwenapotheke                                                    | Pfinztalstraße 32 (Karte)           | Um 1900                   | Löwenapotheke, früher möglicherweise Hofapotheke, Wohn- und Geschäftshaus, viergeschossiger Massivbau in Ecklage, Zierformen der Neorenaissance, in einem gesprengten Giebel ein plastischer Löwe mit Wappenkartusche und Äskulapstab, um 1900, schon vor 1706 ist an dieser Stelle eine Apotheke nachweisbar. Geschützt nach § 2 DSchG |    |
| Weitere Bilder | Rathaus Durlach                                                  | Pfinztalstr. 33 (Karte)             | 1551                      | Rathaus, 1551 erstmals erwähnt, nach Stadtbrand 1714–17 durch Hofbaumeister Johann Heinrich Schwartz neu errichtet, grundlegende Umgestaltung 1845 durch Jakob Hochstätter. Glocke im Turm von 1718 (Inschrift). Die Balkonfigur ist eine Kopie von 1929 der Brunnenfigur des Marktplatzes, Original heute im Pfinzgaumuseum. Hungertafel im Foyer, ursprünglich am 1841 abgebrochenen Bienleinstor. Großer Gewölbekeller. Treppenhaus 1950/51 erneuert. Geschützt nach § 2 DSchG |    |
|                | Wohn- und Geschäftshaus                                          | Pfinztalstr. 35 und 37 (Karte)      | 1698                      | Wohn- und Geschäftshaus, Modellhaus, heute dreigeschossig in Ecklage, Dach abgewalmt, Nr. 35 bezeichnet GCO 1710 AMO (= Georg Orth, am Hinterhaus im Rathausgässchen die erneuerte Inschrift CS 1765 (= Carl Steinmetz, Dreher), Türsturz nach Umbau auf zwei Metallträgern, Fassade mit überputztem Sichtfachwerk. Zugehöriger eingeschossiger Anbau zur Hofseite, Nr. 37 schon vor 1698 von dem Metzger Christoph Schweitz errichtet Geschützt nach § 2 DSchG |    |
|                | Wildisches Haus                                                  | Pfinztalstr. 38 (Karte)             | 1706                      | Wildisches Haus, Wohn- und Geschäftshaus, Modellhaus, zweigeschossig in Ecklage, schmiedeeisernes Gitter im Oberlicht der Tür zur Rappenstraße, benannt nach Bürgermeister Wild (1680), 1706 erbaut von den drei Söhnen des 1705 verstorbenen Stallmeisters und Leibchirurgen Friedrich Cornelius Föckler, erneuert 1739, 1758 als Massivbau beschrieben Geschützt nach § 2 DSchG |    |
| Weitere Bilder | Wohnhaus                                                         | Pfinztalstr. 39 (Karte)             | 1719                      | Wohnhaus, Modellhaus, seit etwa 1840 Wirtshaus Zum Kranz, zweigeschossig in Ecklage, Obergeschoss Fachwerk mit Zierelementen, überputzt, vor 1719 erbaut von den Wagnern Christoph und Hans Simon Fröhlich Geschützt nach § 2 DSchG |    |
|                | Modellhäuser                                                     | Pfinztalstr. 40, 42 (Karte)         | Anfang 18. Jahrhundert    | Modellhäuser, Doppelanwesen mit Torfahrt, heute Wohn- und Geschäftshäuser, zweigeschossig und traufständig, Anfang 18. Jahrhundert, Nr. 40 wurde 1706 neu erbaut durch den Dreher H. G. Satzger, 1912 Ladeneinbau (Nr. 40) durch den Architekten Hermann Bull für den Bäckermeister Karl Kayser Geschützt nach § 2 DSchG |    |
|                | Wohn- und Geschäftshaus                                          | Pfinztalstr. 43 (Karte)             | 1706                      | Wohn- und Geschäftshaus, Modellhaus mit Torfahrt, zweigeschossig, Zierfachwerk im 1. Obergeschoss (freigelegt), 1706 durch den Metzger Niclaus Leutz, aufgestockt 1933 Geschützt nach § 2 DSchG |    |
|                | Wohn- und Geschäftshaus                                          | Pfinztalstr. 45 (Karte)             | 2. Hälfte 19. Jahrhundert | Wohn- und Geschäftshaus, heute Gastwirtschaft, dreigeschossiger und traufständiger Massivbau. Geschützt nach § 2 DSchG |    |
| Weitere Bilder | Wohn- und Geschäftshaus                                          | Pfinztalstr. 52 (Karte)             | 1689                      | Wohn- und Geschäftshaus, Modellhaus, früher Gasthof und Café, dreigeschossig und traufständig, verputzte Fachwerkfassade, vor 1706 neu erbaut von Pastetenbäcker Johann Leonhardt Laiblin, 1756 bis mindestens 1888 Schildwirtschaft Zum Engel, nach 1782 aufgestockt, 1915 Café-Restaurant Fürstenberg Geschützt nach § 2 DSchG |    |
| Weitere Bilder | Wohn- und Geschäftshaus                                          | Pfinztalstr. 54 (Karte)             | 1706                      | Wohn- und Geschäftshaus, Fachwerkgebäude in Ecklage, Rundbogentor zur Zunftstraße, Sichtfachwerk (1982 freigelegt) mit Zierelementen, ursprünglich getrennte Häuser, seit 1752 in gemeinsamem Besitz, nach 1802 auch baulich unter einer Hausnummer zusammengefasst, das östliche 1706 neu errichtet für den Stadtbaumeister Pfullinger, das schmuckvollere Eckhaus ist bereits 1680 im Besitz des Pfarrers Johann Martin Halbusch und dient im 1698 als Behausung, seit 1716 im wechselnden Besitz von Kaufleuten (Schumm, Stuber, Nußberger, Weber) Geschützt nach § 2 DSchG |    |
|                | Schildwirtschaft Zur Krone                                       | Pfinztalstr. 56 und 56a (Karte)     | 1698                      | Schildwirtschaft Zur Krone, heute Bank und Wohnhaus, 1698-1700 teilweise wieder aufgebaut von dem neuen Besitzer Bürgermeister und Kronenwirt Johann Michael Lamprecht als dreistöckiges Haus, der Kammerrat Lamprecht verkaufte den Gasthof 1744, seit 1842 Sitz der Neuen Durlacher Lesegesellschaft mit Leseraum. Das Gasthaus ist später in die Pfinztalstr. 58, dann in dien Pfinztalstr. 60 verlegt worden. Im 1. Obergeschoss Nr. 56: figürliche gestaltete Stuckdecken mit dem Opfer des Isaak und einer Schäferszene, Anfang 18. Jahrhundert. Keller Nr. 56a: Mittelalterliches Kellergewölbe, dort eine rundbogige Tür zum Nachbarkeller (Pfinztalstr. 56) Geschützt nach § 2 DSchG |    |
|                | Gasthaus Zur Krone                                               | Pfinztalstr. 58 (Karte)             | 1835                      | Gasthaus Zur Krone mit Anbau, heute Wohn- und Geschäftshäuser, Nr. 58 nach 1835 errichtet, Nr. 60 wurde 1895 als historistischer Saalbau mit Gästezimmern an das Gasthaus angefügt, Architekt Adolf Wüst für Friedrich Steinbrunn (Sachgesamtheit) Geschützt nach § 2 DSchG |    |
|                | Gasthaus Zur Krone                                               | Pfinztalstr. 60 (Karte)             | 1835                      | Gasthaus Zur Krone mit Anbau, heute Wohn- und Geschäftshäuser, Nr. 58 nach 1835 errichtet, Nr. 60 wurde 1895 als historistischer Saalbau mit Gästezimmern an das Gasthaus angefügt, Architekt Adolf Wüst für Friedrich Steinbrunn (Sachgesamtheit) Geschützt nach § 2 DSchG |    |
| Weitere Bilder | Wohn und Geschäftshaus                                           | Pfinztalstr. 64 (Karte)             | 1901                      | Wohn und Geschäftshaus, viergeschossiger und traufständiger Massivbau mit reich geschmückter Fassade der Neorenaissance, von dem Architekten Camill Frei für den Brauereibesitzer Carl Meyer, bezeichnet 1901. Geschützt nach § 2 DSchG |    |
| Weitere Bilder | Wohn und Geschäftshaus                                           | Pfinztalstr. 69 (Karte)             | 1901                      | Wohn und Geschäftshaus, viergeschossiger Massivbau in Ecklage, zweigeschossiger Eckerker mit Loggia, Zierformen der Neogotik und der Neorenaissance, von dem Architekten Adolf Wüst für Gustav May, bezeichnet 1901. Geschützt nach § 2 DSchG |    |
| Weitere Bilder | Wohn- und Geschäftshaus                                          | Pfinztalstr. 76 und 76a (Karte)     | 1904                      | Wohn- und Geschäftshaus, dreigeschossiger Massivbau in Ecklage, Haustein- und Putzfassade in schweren Jugendstilformen, 1904 von dem Architekten Friedrich Bader für den Gipsermeister Wilhelm Herrmann. Geschützt nach § 2 DSchG |    |
| Weitere Bilder | Wohn und Geschäftshaus                                           | Pfinztalstr. 77 (Karte)             | 1906                      | Wohn und Geschäftshaus, dreigeschossiger und traufständiger Massivbau, großer zwerchhausartiger Erker, von dem Architekten Friedrich Sackberger für den Gipsermeister Jakob Widmann. Geschützt nach § 2 DSchG |    |
| Weitere Bilder | Vereinigte Schulen                                               | Pfinztalstr. 78 (Karte)             | 1872                      | Schulgebäude mit Turnhalle und Laufbrunnen, 1872-1878 von Stadtbaurat Heinrich Lang. (Sachgesamtheit). 1876 nach Abbruch von Amtskellerei und Speicher, Schulneubau als Vereinigte Schulen, Pro- und Realgymnasium, Volks- und Gewerbeschule, seit 1913 Friedrich-Schule genannt, in der Weimarer Republik Schillerschule. Nach dem 2. Weltkrieg Einführung eines Mittelschulzweigs, seit 1964 reine Realschule. Am Gebäude bezeichnet Vereinigte Schulen 1878. Geschützt nach § 2 DSchG |    |
| Weitere Bilder | Gefallenen-Denkmal für die Toten des Krieges von 1870/71 Durlach | Pfinztalstr. 78 (Karte)             | 1878                      | vor dem Schulgebäude; Gefallenen-Denkmal für die Toten des Krieges von 1870/71, Statue des Mars auf hohem Postament mit Inschriftentafel, zusammen mit der Schule 1878 eingeweiht. Geschützt nach § 2 DSchG |    |
| Weitere Bilder | Kaiserliches Postamt                                             | Pfinztalstr. 79 (Karte)             | 1890                      | Kaiserliches Postamt, heute Wohn- und Geschäftshaus, zweigeschossiger unverputzter Massivbau mit Walmdach, am Giebelaufbau ein Reichsadler mit Kaiserkrone und fliegenden Bändern, als Brustschild der mit dem Hohenzollernschild belegte preußische Adler, über diesem eine Krone, 1890/91 Geschützt nach § 2 DSchG |    |
| Weitere Bilder | Wohn- und Geschäftshaus                                          | Pfinztalstr. 81 (Karte)             | 1913                      | Wohn- und Geschäftshaus, dreigeschossiger Massivbau mit Mansardwalmdach in Ecklage, Eckerker mit bauplastischen Verzierungen, gut erhaltene Ausstattung des Treppenhauses, von dem Architekten Karl Kohler für Heinrich Meyer, 1913–14 Geschützt nach § 2 DSchG |    |
|                | Wohn- und Geschäftshaus                                          | Pfinztalstr. 82 (Karte)             | 2. Hälfte 19. Jahrhundert | Wohn- und Geschäftshaus, zweigeschossig und traufständig, spätklassizistische Schmuckelemente. Geschützt nach § 2 DSchG |    |
| Weitere Bilder | Zwei Wohn- und Geschäftshäuser                                   | Pfinztalstr. 83, 85 (Karte)         | 1927                      | Zwei Wohn- und Geschäftshäuser, früher z.T. Hotel (Nr. 85); dreigeschossige Putzbauten in barockisierenden Stil, 1927 wurden wohl beide Gebäude durch den Karlsruher Architekten G. Dünkel geplant, die modernen Eisenbetonkonstruktionen wohl durch H. Dörr aus Karlsruhe. Nr. 85 wurde im Inneren deutlich überformt, 1927 hier Bauantrag für ein Hotel mit Café und Restaurant, später Hotel Post (1929). Nr. 83 mit gut erhaltener Innenausstattung. Geschützt nach § 2 DSchG |    |
| Weitere Bilder | Wohn und Geschäftshaus                                           | Pfinztalstr. 86 (Karte)             | 18. Jahrhundert           | Wohn und Geschäftshaus, Modellhaus, zweigeschossig und traufständig, Zwerchhaus und Ladeneinbau unter Schließung der Torfahrt 1899, Farbgestaltung der Fassade nach Befund Geschützt nach § 2 DSchG |    |
| Weitere Bilder | Gasthaus Grüner Hof                                              | Pfinztalstr. 92 (Karte)             | 2. Hälfte 19. Jahrhundert | Gasthaus Grüner Hof, zweigeschossiger und traufständiger Massivbau mit Satteldach, spätklassizistischer Fassadenschmuck, Wandmalereien im Inneren. Geschützt nach § 2 DSchG |    |

## Pfistergrund
| Bild | Bezeichnung    | Lage                    | Datierung | Beschreibung | ID |
| ---- | -------------- | ----------------------- | --------- | --- | -- |
|      | Haus Schneider | Pfistergrund 25 (Karte) | 1987-1991 | Haus Schneider, zwei- bis dreigeschossiges Wohnhaus in Hanglage, Holzgerüstbau, nach Entwürfen von Heinz Mohl aus Karlsruhe, errichtet von Berthold Rosewich. Geschützt nach § 2 DSchG |    |

## Pforzheimer Straße
| Bild           | Bezeichnung                    | Lage               | Datierung | Beschreibung | ID |
| -------------- | ------------------------------ | ------------------ | --------- | --- | -- |
| Weitere Bilder | Eisenbahnbrücke über die Pfinz | Pforzheimer Straße | 1920      | Eisenbahnbrücke über die Pfinz, Stahlbetonhängekonstruktion mit bearbeiteten Oberflächen. Geschützt nach § 2 DSchG |    |

## Posseltstraße
| Bild           | Bezeichnung         | Lage                    | Datierung | Beschreibung | ID |
| -------------- | ------------------- | ----------------------- | --------- | --- | -- |
|                | Wohnhaus            | Posseltstr. 4 (Karte)   | Um 1905   | Wohnhaus, zweigeschossiger Massivbau mit Krüppelwalmdach, traufseitiger Standerker, Zierfachwerkelemente. Geschützt nach § 2 DSchG |    |
|                | Wohnhaus            | Posseltstr. 8 (Karte)   | 1905      | Wohnhaus, zweigeschossiger und giebelständiger Massivbau, steinsichtig mit schiefergedecktem Dach, Zwerchhaus, giebelseitiger Standerker mit Balkon, von dem Architekten Hugo Slevogt für den Laboratoriumsvorstand Arthur Loos. Geschützt nach § 2 DSchG |    |
|                | Villa Reseda        | Posseltstr. 9 (Karte)   | 1905      | Villa Reseda, Wohnhaus, ein- und zweigeschossiger Massivbau mit Treppenhausturm, Walmdächer, Bauplastik mit strengen Jugendstilformen, Rustikamauerwerk, Umfriedungsmauern mit Eisengitter Geschützt nach § 2 DSchG |    |
| Weitere Bilder | Wohnhaus            | Posseltstr. 15 (Karte)  | 1909      | Wohnhaus, zweigeschossiger und giebelständiger Massivbau mit Zwerchhaus, Giebelfeld mit Schiefer- und Fachwerkelementen, zugehörige Stützmauer mit Eisengitter und Gartentor, von dem Architekten Adolf Wüst für Gustav Petry. Geschützt nach § 2 DSchG |    |
|                | Gartenpavillon      | Posseltstr. 17a (Karte) | 1919      | Gartenpavillon, offene Holzkonstruktion mit geschweiftem Dach, unverputzter Sandsteinsockel in Hanglage, 1919 von Hermann Bull aus Durlach Geschützt nach § 2 DSchG |    |
| Weitere Bilder | Staatliches Weingut | Posseltstr. 19 (Karte)  | 1911      | Staatliches Weingut (Sachgesamtheit): Hauptgebäude und Vortreibhaus, zunächst einstöckig, 1911/12 durch die großherzogliche Bezirksbauinspektion, dabei Neuterrassierung und Mauerumbauten der Weinberge, 1929/30 bauliche Vergrößerung der Gebäude, u. a. Aufstockung und Flügelanbauten am Hauptgebäude, Vergrößerung des Veredlungssaals, im Unterstock zweiter Vortreibraum, größerer Rebholzkeller, neue Verwaltungsräume im Obergeschoss. 1832 legte Markgraf Wilhelm hier ein Rebgut an, es ging 1875 an einen Durlacher Wirt, 1887 an die Stadt Durlach, 1903 an den badischen Staat. Errichtung einer Rebveredelungsanstalt, die bis 1921 der Landwirtschaftlichen Versuchsanstalt Augustenberg unterstellt war und dann an das Freiburger Weinbauinstitut ging. Seit 1946 ist die Durlacher Einrichtung eine selbständige Anstalt für das Weinbaugebiet des Regierungspräsidiums Nordbaden. Kelleranlagen inzwischen umfassend modernisiert. Geschützt nach § 2 DSchG |    |

## Raiherwiesenstraße
| Bild           | Bezeichnung                 | Lage                                                                      | Datierung | Beschreibung                                            | ID |
| -------------- | --------------------------- | ------------------------------------------------------------------------- | --------- | ------------------------------------------------------- | -- |
| Weitere Bilder | Wohnblock und Einzelgebäude | Raiherwiesenstr. 2, 2a, 4, 6, 8, 10, 12, 14, 16 / Hauptbahnstr. 8 (Karte) | Um 1920   | Geschützt nach §§ Denkmaleigenschaft wird geprüft DSchG |    |

## Rappenstraße
| Bild           | Bezeichnung                    | Lage                         | Datierung       | Beschreibung | ID |
| -------------- | ------------------------------ | ---------------------------- | --------------- | --- | -- |
| Weitere Bilder | Wohnhaus                       | Rappenstr. 1 (Karte)         | 1716            | Wohnhaus, Modellhaus, zweigeschossig und traufständig, 1716 durch den Bäcker Johann Jakob Korn neu errichtet, Dachgauben 1925 Geschützt nach § 2 DSchG |    |
| Weitere Bilder | Wohnhaus                       | Rappenstr. 2 (Karte)         | 1758            | Wohnhaus, im 20. Jh. Gasthaus „Zum Rappen“, zweigeschossig und traufständig, massiver Treppenlauf in der Erdgeschosshalle mit gusseisernen Geländerstäben, Zwerchhaus mit zwei schmalen Zwerchhäusern, steiles Dach mit einfach liegendem Stuhl, drei Schornsteine mit seltener Stützkonstruktion, im Erdgeschoss Rundbogenfenster (Mitte 19. Jh.), am Scheitel des Kellerbogens Wappenkartusche mit zwei gekreuzten Hämmern und Inschrift „16 HM 18“, wohl in der 1. Hälfte des 18. Jh. neu aufgebaut, seit 1758 mit Gerbhaus genannt, genutzt von einem Weiß- und einem Rotgerber Geschützt nach § 2 DSchG |    |
| Weitere Bilder | Wohnhaus                       | Rappenstr. 3 (Karte)         | 1704            | Wohnhaus, Modellhaus, zweigeschossig und traufständig, Erdgeschoss massiv, darüber Fachwerk, Rundbogentor, Fenster im Obergeschoss mit Ohrengewände, bezeichnet am Fenster „1704“ mit Wappen (doppeltes Metzgerbeil mit Initialen JGN = (Johann/Hans) Georg Niclaus, Metzger), der Keller stammt noch vom Vorgängerbau Geschützt nach § 2 DSchG |    |
|                | Handwerkerwohnhaus             | Rappenstr. 8 (Karte)         | 1706            | Handwerkerwohnhaus, heute Wohnhaus, zweigeschossiger verputzter Fachwerkbau in markanter Spornlage, Sockelgeschoss massiv, Kniestock, Werkstatt im Erdgeschoss, 1706 als neue Behausung des Sattlers H. G. Muncke genannt, im 19. Jahrhundert überformt und als Wagnerei genutzt. Geschützt nach § 2 DSchG |    |
| Weitere Bilder | Wohnhaus                       | Rappenstr. 9 (Karte)         |                 | Wohnhaus, Modellhaus, eingeschossig und traufständig, Torfahrt, zugehöriges Werkstattgebäude eines Schuhmachers, gut erhaltene historische Ausstattung, 1716 im Besitz des Schumachers Johann Schuh, 1758 bis 1808 Nagelschmiede Geschützt nach § 2 DSchG |    |
| Weitere Bilder | Gasthof Rappen, heute Wohnhaus | Rappenstr. 13 (Karte)        | 17. und 18. Jh. | Gasthof Rappen, heute Wohnhaus, zweigeschossiges Modellhaus mit Torfahrt, Fachwerkbauweise mit offenem Laubengang zur Hofseite, eingeschossiges Hinterhaus mit großem, tonnengewölbten Keller, zugehöriges kleines Stallhaus, Hofbelag mit Kopfsteinpflaster. Geschützt nach § 2 DSchG |    |
|                | Wohnhaus                       | Rappenstr. 15 (Karte)        | 1706            | Wohnhaus, einst Wirtshaus Zum Löwen (1706 bis etwa 1735), dann Hufschmiede der Familie Goldschmid, wohl durch den Wirt H. M. Hecht erbaut, zweigeschossig und giebelständig mit Satteldach, wohl älterer baulicher Kern Geschützt nach § 2 DSchG |    |
| Weitere Bilder | Wohnhaus (Nr. 23)              | Rappenstr. 23 und 25 (Karte) |                 | Wohnhaus (Nr. 25), zweigeschossiges Modellhaus in Ecklage, rundbogige Torfahrt, im Innenhof Laubengänge, bis zur Mitte des 18. Jahrhunderts wurden hier zwei Häuser unterschieden, 1716 bebaute der Weißbäcker Matthias Deeg den südlichen Teil, um 1800 bis etwa 1840 befindet sich hier eine Straßenwirtschaft, zugehöriges kleineres Wohnhaus (Nr. 23), Anfang 18. Jahrhundert (Sachgesamtheit) Geschützt nach § 2 DSchG |    |
| Weitere Bilder | Wohnhaus (Nr. 25)              | Rappenstr. 25 (Karte)        |                 | Wohnhaus (Nr. 25), zweigeschossiges Modellhaus in Ecklage, rundbogige Torfahrt, im Innenhof Laubengänge, bis zur Mitte des 18. Jahrhunderts wurden hier zwei Häuser unterschieden, 1716 bebaute der Weißbäcker Matthias Deeg den südlichen Teil, um 1800 bis etwa 1840 befindet sich hier eine Straßenwirtschaft, zugehöriges kleineres Wohnhaus (Nr. 23), Anfang 18. Jahrhundert (Sachgesamtheit) Geschützt nach § 2 DSchG |    |

## Rebenstraße
| Bild           | Bezeichnung  | Lage                  | Datierung                 | Beschreibung | ID |
| -------------- | ------------ | --------------------- | ------------------------- | --- | -- |
|                | Wohnhaus     | Rebenstr. 1 (Karte)   | 1. Hälfte 19. Jahrhundert | Wohnhaus, zweigeschossig und traufständig, vierachsig, Torfahrt mit geradem Sturz. Geschützt nach § 2 DSchG |    |
|                | Wohnhaus     | Rebenstr. 3 (Karte)   | 18./19. Jahrhundert       | Wohnhaus, zweigeschossig und traufständig, vierachsig, 1900 Aufstockung, Werkstattgebäude an der Parallelstraße. Geschützt nach § 2 DSchG |    |
|                | Wohnhaus     | Rebenstr. 4 (Karte)   | 19. Jahrhundert           | Wohnhaus, zweigeschossiger Putzbau mit Walmdach in Ecklage, rustiziertes Sockelgeschoss. Geschützt nach § 2 DSchG |    |
|                | Wohnhaus     | Rebenstr. 6 (Karte)   | 1. Hälfte 18. Jahrhundert | Wohnhaus, zweigeschossiger Putzbau mit Walmdach in Ecklage, Dachgauben. Geschützt nach § 2 DSchG |    |
| Weitere Bilder | Torfahrthaus | Rebenstr. 10 (Karte)  |                           | Torfahrthaus, zweigeschossig und traufständig, fünfachsig mit Fachwerkzwerchhäusern, Rundbogentor, Türstock mit Oberlicht, massiver Balkon (wohl aus der Renaissance), geohrte Fenstergewände, Hinterhäuser, eines davon mit Laubengang, 17. und 18. Jahrhundert. Einige Bauteile stammen aus der Zeit vor dem Stadtbrand. Geschützt nach § 2 DSchG |    |
|                | Wohnhaus     | Rebenstr. 10a (Karte) | 17. Jahrhundert           | Wohnhaus, dreigeschossiges verputztes Fachwerkhaus, Zwerchhaus, dort Loggia mit Holzsäulen, es handelt sich ursprünglich wohl um ein Sichtfachwerk. Geschützt nach § 2 DSchG |    |

## Reichardtstraße
| Bild           | Bezeichnung                                                   | Lage                  | Datierung       | Beschreibung | ID |
| -------------- | ------------------------------------------------------------- | --------------------- | --------------- | --- | -- |
| Weitere Bilder | Turmberg Ruine                                                | Reichardtstr. 22 - 24 | 12. Jh          | Turmberg-Ruine, heute Aussichtsturm, Burganlage des 12. Jh., 1279 zerstört, Bergfried mit Buckelquadern des späten 13. Jh., Treppenturm mit Wendeltreppe des 16. Jh., im Turm zwei tonnengewölbte Räume, Zisterne, Turm diente im 15./16. Jh. als Wachturm, damals Bau des rechteckigen Pfeilers zur Aufstellung einer Alarmkanone, 1644 und 1689 ausgebrannt, damals jeweils wieder hergestellt, im späten 19. Jh. Ausbesserung, Rekonstruktion und Hinzufügung von Bauteilen (Stützmauern mit kleinem Turm) Geschützt nach § 12 DSchG |    |
|                | Trinkbrunnen (Turmberg Ruine)                                 | Reichardtstr. 22 - 24 | 19. Jahrhundert | Trinkbrunnen, Brunnenstock aus Sandstein mit Pumpenschwengel, rechteckiges Becken. Geschützt nach § 2 DSchG |    |
|                | Denkmal für die Gefallenen des 1. Weltkriegs (Turmberg Ruine) | Reichardtstr. 22 - 24 | 1914            | Denkmal für die Gefallenen des 1. Weltkriegs, Reliefplatte an der Nordseite des Bergfrieds, Darstellung eines Soldaten mit Stahlhelm, der einen verwundeten Kameraden trägt, bezeichnet 1914 / 1918 / Dem Andenken an die Gefallenen der Sanitätskomp. 1. XIV. AK San. Komp. 34 San. Komp. 24 Geschützt nach § 2 DSchG |    |

## Reichenbachstraße
| Bild | Bezeichnung        | Lage                              | Datierung | Beschreibung | ID |
| ---- | ------------------ | --------------------------------- | --------- | --- | -- |
|      | Doppelmietwohnhaus | Reichenbachstr. 22 und 24 (Karte) | 1928      | Doppelmietwohnhaus, dreigeschossiger und traufständiger Massivbau mit Mansardwalmdach, Erdgeschoss rustiziert mit Rundbogentoren, Obergeschoss verputzt mit Pilastergliederung, gut erhaltene Innenausstattung, Nr. 22 für den Kaufmann Gustav Gorenflo, Nr. 24 für den Elektriker Wilhelm Kiefer, von Architekt Adolf Meier. Geschützt nach § 2 DSchG |    |

## Rittnertstraße
| Bild           | Bezeichnung          | Lage                     | Datierung                  | Beschreibung | ID |
| -------------- | -------------------- | ------------------------ | -------------------------- | --- | -- |
|                | Wohnhaus             | Rittnertstr. 8 (Karte)   | 1900                       | Wohnhaus, eingeschossiger und traufständiger Massivbau, einseitiger Krüppelwalm, traufseitiges Zwerchhaus mit Zierfachwerk im Giebel, von dem Architekten Gustav Bader für Amalie Gettert. Geschützt nach § 2 DSchG |    |
| Weitere Bilder | Wohnhaus             | Rittnertstr. 9 (Karte)   | 1899                       | Wohnhaus, zweigeschossiger und traufständiger polychromer Klinkerbau mit Krüppelwalmdach, traufseitiger Zwerchgiebel mit Zierfachwerk, von dem Architekten Richard Hengst für den Prokuristen Carl Schick, 1899, 1904 zugehörige Gartenmauer mit Eisengitterzaun und -tor. Geschützt nach § 2 DSchG |    |
| Weitere Bilder | Wohnhaus             | Rittnertstr. 12 (Karte)  | 1898                       | Wohnhaus, zweigeschossiger, traufständiger und polychromer Klinkerbau, Zierglieder aus Sandstein, traufseitiges Zwerchhaus mit Balkon, historische Fensterausstattung, zugehörige Stützmauer und Eisenzaun, von dem Architekten Christian Bull für die Witwe Karl Genter. Geschützt nach § 2 DSchG |    |
| Weitere Bilder | Wohnhaus             | Rittnertstr. 13 (Karte)  | 1899                       | Wohnhaus, eingeschossig und giebelständig mit Krüppelwalmdach, Klinkerbau mit Zierfachwerkelementen, zugehörige Stützmauer mit Gartentor, Bruno Urban als Bauherr und Architekt. Geschützt nach § 2 DSchG |    |
| Weitere Bilder | Kelleranlagen        | Rittnertstr. 14 (Karte)  | Wohl 2. Hälfte des 19. Jh. | Kelleranlagen, hohe Stützmauern aus Bruchstein: Bier- und Eiskeller des Brauereigasthofs „Zur Guten Quelle“, Zugang vom Strählerweg, hier auch Fensteröffnung, drei große Tonnengewölbe Luftschutzkelleranlage, Zugang Ecke Strählerweg / Rittnertstraße, tief liegendes Gangsystem mit Gasschleuse und mehreren betonierten Tonnengewölben, über Gänge mit dem Bierkeller verbunden, um 1938. Geschützt nach § 2 DSchG |    |
|                | Wohnhaus             | Rittnertstr. 38 (Karte)  | 1914                       | Wohnhaus, zweigeschossiger und giebelständiger Massivbau, zweigeschossiger polygonaler Standerker mit Balkon, abgewalmtes Zwerchhaus mit Hauseingang, von dem Architekten Wilhelm Sackberger für Wilhelm Eiermann. Geschützt nach § 2 DSchG |    |
|                | Wohnhaus             | Rittnertstr. 57 (Karte)  | 1926                       | Wohnhaus, zweigeschossiger und giebelständiger Putzbau, Satteldach mit Fußwalm, helle expressive Zierformen und breite Ecklisenen auf Rauputz, traufseitige Zwerchgiebel, Gartenhaus aus Fachwerk, Gartenmauer mit Gittereinsätzen, von dem Architekten Max Dürr für den Sparkassenkontrolleur Christian Oeder. Geschützt nach § 2 DSchG |    |
|                | Wohnhaus             | Rittnertstr. 61 (Karte)  | 1923                       | Wohnhaus, eingeschossig und giebelständig auf hohem Kellergeschoss, Spitzbogendach mit Fledermausgauben, zugehörige Gartenmauer, von dem Architekten Hermann Reinhard Alker für den Chemiker Paul Lederle Geschützt nach § 2 DSchG |    |
| Weitere Bilder | Landhaus mit Garten  | Rittnertstr. 70 (Karte)  | 1919                       | Landhaus mit Garten, eingeschossiger und giebelständiger Massivbau auf hohem Untergeschoss, Mansarddach mit Schopfwalm und giebelseitig verglaster Balkonloggia, östlicher Zwerchgiebel, gut erhaltene Innenausstattung (Türen, Böden, Treppe), zugehöriger, landwirtschaftlich genutzter Garten mit Ökonomie- und Stallbau, später errichteter Garagenbau beim Wohnhaus, von dem Architekten Hermann Bull für den Landwirt Heinrich Leußler. Geschützt nach § 2 DSchG |    |
|                | Mehrfamilienwohnhaus | Rittnertstr. 81 (Karte)  | 1964                       | Mehrfamilienwohnhaus, zwei- bis dreigeschossige, kubisch gestaltete Baukörper mit Flachdächern in Hanglage, verputzt und teilweise holzverschalt, zugehörige Trockenmauern des historischen Weinbergs, 1964–65 von Reinhard Gieselmann als Architekt und Bauherr Geschützt nach § 2 DSchG |    |
|                | Lamprechtshof        | Rittnertstr. 202 (Karte) |                            | Lamprechtshof, Hofanlage, Vierseithof, angelegt vom Durlacher Bürgermeister und Kammerrat Johann Friedrich Erhard Lamprecht (1709–1777), er trug zur Urbarmachung sumpfigen Bodens und zur Rodung von Waldgebieten bei, dafür erhielt er vom Markgrafen den Ehrentitel Fürstlicher Kammerrat. Auf drei Seiten geschlossene Hofanlage mit Wohn- und Ökonomiegebäuden, Fachwerkbauten auf massivem Untergeschoss, Toreinfahrt auf der östlichen Schmalseite mit steinernen, durch kleine Obelisken geschmückte Torpfosten. Laufbrunnen mit massivem Trog, bezeichnet 1892. (Sachgesamtheit) Geschützt nach § 2 DSchG | BW |

## Rollerstraße
| Bild           | Bezeichnung             | Lage         | Datierung | Beschreibung | ID |
| -------------- | ----------------------- | ------------ | --------- | --- | -- |
| Weitere Bilder | Wohnhaus                | Rollerstr. 6 | 1718      | Wohnhaus, Modellhaus mit Torfahrt, zweigeschossig und traufständig, vierachsig, Inschrift am Schlussstein des Torbogens JK 1718 (= Johann Jakob Kiefer, Schuhmacher) Geschützt nach § 2 DSchG                                          |    |
|                | Wohn- und Geschäftshaus | Rollerstr. 8 | 1706      | Wohn- und Geschäftshaus, Modellhaus, zweigeschossig und traufständig, fünfachsig, moderner Ladeneinbau, errichtet durch den Waffenschmied Matthias Bull, lange im Besitz der Waffenschmiede der Familie Bull. Geschützt nach § 2 DSchG |    |

## Schlesier Straße
| Bild           | Bezeichnung                                    | Lage                                            | Datierung            | Beschreibung | ID |
| -------------- | ---------------------------------------------- | ----------------------------------------------- | -------------------- | --- | -- |
| Weitere Bilder | Denkmal für die Gefallenen des Krieges 1870/71 | Schlesier Str. 47, auf dem Friedhof Aue (Karte) | Ende 19. Jahrhundert | Denkmal für die Gefallenen des Krieges 1870/71, Adlerfigur auf Obelisk, Postament mit Inschriften, signiert „Hermann Durlach“. Geschützt nach § 2 DSchG |    |

## Seboldstraße
| Bild           | Bezeichnung                                                                                      | Lage                      | Datierung                 | Beschreibung | ID |
| -------------- | ------------------------------------------------------------------------------------------------ | ------------------------- | ------------------------- | --- | -- |
| Weitere Bilder | Verwaltungsgebäude Badische Maschinenfabrik                                                      | Seboldstr. 1 (Karte)      | 1922                      | Verwaltungsgebäude Badische Maschinenfabrik, heute Gründerzentrum, dreigeschossiger Massivbau in Ecklage, Gliederung durch aufgeputzte Kolossalpilaster, drittes Geschoss durch Konsolgesims abgesetzt, Satteldach mit Dreiecksgiebel, Torfahrt, von dem Architekten Hermann Walder, 1922 Geschützt nach § 2 DSchG                                                                              |    |
|                | Ehemalige Evangelische Friedenskirche, heute Teil eines freikirchlichen Gemeindezentrums Durlach | Seboldstr. 4 (Karte)      | 1866                      | Evangelische Friedenskirche, dreiachsiger kleiner Kirchenbau im Stile der Neugotik, drei spitzbogige Fenster zur Straßenseite, im Inneren kleine Empore, nach Gründung der Evangelischen Gemeinschaft Durlach 1866 am 26. September 1875 eingeweiht, 1933 und 1949 renoviert, Benutzung durch die Gemeinde bis 1965, heute Teil eines freikirchlichen Gemeindezentrums Geschützt nach § 2 DSchG |    |
|                | Wohnhaus mit Torfahrt                                                                            | Seboldstr. 6 (Karte)      | 2. Hälfte 19. Jahrhundert | Wohnhaus mit Torfahrt, zweigeschossig und traufständig, Mansarddach, zwei Lukarnen mit Dreiecksgiebeln, spätklassizistische Fassadengliederung, Umbau Dachstock 1912 durch Adolf Wüst Geschützt nach § 2 DSchG |    |
| Weitere Bilder | Doppelwohnhaus                                                                                   | Seboldstr. 18, 20 (Karte) | 1897                      | Doppelwohnhaus, später Gastwirtschaft und Hotel, heute Hotel Stadt Madrid, dreigeschossiger Massivbau, Putzgliederung im Stile der Neorenaissance, von dem Architekten Adolf Wüst für Karl Leußler. Denkmaleigenschaft wird geprüft. |    |
| Weitere Bilder | Wohnhäuser                                                                                       | Seboldstr. 22-24 (Karte)  | 1902                      | Wohnhäuser, unverputzter Sandstein, von dem Architekten Bader für Karl Leußler. Geschützt nach § 2 DSchG |    |

## Spitalstraße
| Bild           | Bezeichnung   | Lage              | Datierung                 | Beschreibung | ID |
| -------------- | ------------- | ----------------- | ------------------------- | --- | -- |
| Weitere Bilder | Hofanlage     | Spitalstr. 6      | 1750                      | Hofanlage, Modellhaus mit Torfahrt, zweigeschossig und traufständig, vierachsig, seitlich angebautes eingeschossiges Nebengebäude mit Pultdach, noch 1716 unbebaut, Mitte des 18. Jahrhunderts ist das Haus im Eigentum des Webers A. Krebs. Geschützt nach § 2 DSchG |    |
|                | Wohnhaus      | Spitalstr. 11     | Um 1860/70                | Wohnhaus, zweigeschossig und traufständig, vierachsig mit hohen Fensteröffnungen, stichbogige Fensterstürze im Erdgeschoss, rautenförmige Zierfelder auf den Fensterbrüstungen. Geschützt nach § 2 DSchG |    |
|                | Wohnhaus      | Spitalstr. 12     | 1. Hälfte 18. Jahrhundert | Wohnhaus, zweigeschossig und traufständig, zweiachsig mit Kniestock. Geschützt nach § 2 DSchG |    |
|                | Wohnhaus      | Spitalstr. 17     |                           | Wohnhaus, Modellhaus, zweigeschossig und traufständig, fünfachsig, ab Obergeschoss Fachwerk, Keller der Vorgängergebäude erhalten, 1706 Behausung des Rentkammersekretärs J. Christoph Kessel, damals mit Höflein und Garten, 1756 Eigentum des Kriegskommissars Kessel Geschützt nach § 2 DSchG |    |
|                | Gewölbekeller | Spitalstr. 18     |                           | Gewölbekeller, zwei miteinander verbundene große Tonnengewölbe im Osten unter dem Wohngebäude an der Straße, das nach der Stadtzerstörung 1689 im 18. Jahrhundert darüber neu errichtet wurde, 17. Jahrhundert Geschützt nach § 2 DSchG |    |
|                | Wohnhaus      | Spitalstr. 20     | 1662                      | Wohnhaus, Modellhaus, heute Geschäftshaus, zweigeschossig und traufständig, zwölfachsiges Vorderhaus, davon der westlich des Rundbogentors liegende Teil und das Obergeschoss erneuert. Inschrift am Portal: Herrn Johann Georg Dörr Sofia Katharina Dörr haben erbauet dieserwegen an Gottes Segen ist alles gelegen 1788. Profiliertes Portal mit Voluten, im Bogenfeld bezeichnet. Geschützt nach § 2 DSchG |    |
| Weitere Bilder | Wohnhaus      | Spitalstr. 25, 27 | 1721                      | Wohnhaus, giebelständig und zweigeschossig, Krüppelwalmdach, verputzter Fachwerkbau mit Kellerabgang, 1735/1721. Pfosten am Hofeingang (Nr. 27) bezeichnet 1721 Geschützt nach § 2 DSchG |    |

## Steinlesweg
| Bild | Bezeichnung    | Lage                  | Datierung | Beschreibung | ID |
| ---- | -------------- | --------------------- | --------- | --- | -- |
|      | Wohnhaus       | Steinlesweg 2 (Karte) | 1923      | Wohnhaus, eingeschossiger Massivbau in neobarocken Formen auf hohem Kellergeschoss, Mansardwalmdach, drei Zwerchhäuser, zugehörige Gartenmauer mit Tor und Eingangstreppe, von dem Architekten Hermann Reinhard Alker für Peter Rech. Geschützt nach § 2 DSchG                                                                             |    |
|      | Wohnhaus Alker | Steinlesweg 3 (Karte) | 1925      | Wohnhaus Alker, eingeschossig und traufständig auf hohem rustizierten Kellergeschoss, Spitzbogendach mit zwei großen Dachhäuschen, Standerker mit Balkon, von dem Architekten Hermann Reinhard Alker aus Karlsruhe für eigenen Bedarf (Umbau und Erweiterung im Inneren 1978 durch Dietrich Oertel aus Karlsruhe) Geschützt nach § 2 DSchG |    |
|      | Wohnhaus       | Steinlesweg 9 (Karte) | 1963–1966 | Wohnhaus, zweigeschossiger und verputzter Mauerwerksbau mit langgestrecktem Pultdach, Split-Level, gestaffelter Grundriss, 1963–1966 nach Plänen des Karlsruher Architekten Reinhard Gieselmann für den namhaften Kernphysiker Wolf Häfele Geschützt nach § 2 DSchG                                                                        |    |

## Strählerweg
| Bild | Bezeichnung         | Lage                   | Datierung | Beschreibung | ID |
| ---- | ------------------- | ---------------------- | --------- | --- | -- |
|      | Wohnhaus            | Strählerweg 19 (Karte) | 1962–65   | Wohnhaus, ein- und zweigeschossiger Massivbau mit zwei Gebäudeflügeln, Flachdächer, Kalksandsteinmauerwerk, teilweise holzverschalt, Terrassenanlage mit Schwimmbecken und Umkleidekabine, Gartenmauer und -tor, von Rudolf Büchner und Klaus Zimmermann. Geschützt nach § 2 DSchG |    |
|      | Einfamilienwohnhaus | Strählerweg 55 (Karte) | 1960      | Einfamilienwohnhaus, zweigeschossig in Hanglage mit weit überstehendem Obergeschoss, Fensterbänder, Dachterrasse auf dem Flachdach, zugehörige Gartenmauer und Treppenanlage, 1960 von Reinhard Gieselmann. Denkmaleigenschaft wird geprüft.                                       |    |

## Straße des Roten Kreuzes
| Bild | Bezeichnung         | Lage                                | Datierung | Beschreibung | ID |
| ---- | ------------------- | ----------------------------------- | --------- | --- | -- |
|      | Bungalow mit Garage | Straße des Roten Kreuzes 41 (Karte) | 1968      | Bungalow mit Garage, Sichtmauerwerk aus gelben Backsteinen, Flachdachkonstruktion auf innen liegenden Stahlstützen, Traufkanten mit Holzblenden über umlaufendem Lichtband, Split-Level, Garten und Vorgarten, von dem Karlsruher Architekten Hermann Helmut Wiechmann aus Karlsruhe für Horst Hommel. Geschützt nach § 2 DSchG | BW |

## Stupfericher Weg
| Bild | Bezeichnung | Lage                        | Datierung | Beschreibung | ID |
| ---- | ----------- | --------------------------- | --------- | --- | -- |
|      | Gartenhaus  | Stupfericher Weg 1 (hinter) | Um 1900   | Gartenhaus, eingeschossiger polygonaler Zentralbau mit Pyramidendach, durchgehende Belichtung mit bauzeitlichen Fenstern, Stilformen des Jugendstil. Geschützt nach § 2 DSchG |    |

## Tiefentalstraße
| Bild | Bezeichnung                                                              | Lage            | Datierung | Beschreibung | ID |
| ---- | ------------------------------------------------------------------------ | --------------- | --------- | --- | -- |
|      | Denkmalgruppe Friderichstein, Werderstein, Scheffelstein und Naeherstein | Tiefentalstraße | 1876      | im Tiefentalgraben im Bergwald, südlicher Straßenrand: „Friderichstein“, niedriger, grob behauener Steinblock mit der Inschrift „Friderich Stein“, erinnert an den Durlacher Gastwirt Carl Friderich (gest. 1894), betrieb den Gasthof „Karlsburg“, politisch in den Jahren 1848/49 engagiert, 1850–94 Abgeordneter in der zweiten badischen Kammer, 1872–76 Abgeordneter im Deutschen Reichstag, 1876 Bürgermeister von Durlach, Denkmal aufgestellt um 1900. „Scheffelstein“, niedriger, grob behauener Steinblock mit der Inschrift „Scheffel Stein“, erinnert an den in Karlsruhe geborenen und verstorbenen Dichter Joseph Victor von Scheffel (1826-1886), Denkmal aufgestellt um 1900. „Werderstein“ niedriger, grob behauener Steinblock mit der Inschrift „Werder Stein“, erinnert an Karl August Graf von Werder (1808-1887), befehligte die badischen Truppen im Krieg 1870/71, danach war er kommandierender General in Karlsruhe, wurde nach der Schlacht bei Belfort 1870 Ehrenbürger der Stadt, Denkmal aufgestellt um 1900. Naeherstein: Gedenkstein, Naturstein mit Inschrift: erb. 1876 von G Regierung St. Durlach Fhr v. Schilling G Hohenwettersbach d. Jng. Naeher. Geschützt nach § 2 DSchG |    |

## Turmbergstraße
| Bild           | Bezeichnung    | Lage                | Datierung | Beschreibung | ID |
| -------------- | -------------- | ------------------- | --------- | --- | -- |
|                | Wohnhaus       | Turmbergstr. 7      | 1927      | Wohnhaus, zweigeschossig und giebelständig, Mansarddach mit Krüppelwalm, zweigeschossiger Standerker mit Balkon, von dem Architekten Adolf Wüst für Karl Metzger, bezeichnet K. M. 1927 Geschützt nach § 2 DSchG |    |
|                | Wohnhaus       | Turmbergstr. 10     | 1904      | Wohnhaus, zweigeschossiger Massivbau in Ecklage, zugehörige Eisengitter, 1955 Wohnungsaufteilung und Giebelveränderung, 1904 nach Plänen der Architekten Kreutz und Schorkopf für den Architekten K. Kreutz Geschützt nach § 2 DSchG |    |
| Weitere Bilder | Wohnhaus       | Turmbergstr. 17     | 1891      | Wohnhaus, zweigeschossig mit Walmdach, Standerkertürmchen, Stützmauer als Grundstücksbegrenzung, dort eingefügte Spolie mit Posthorn, von dem Architekten August Siegrist für Max Bleidorn, bezeichnet MB 1891, Anbau 1897 Geschützt nach § 2 DSchG |    |
|                | Villa          | Turmbergstr. 19     | 1904      | Villa, zweigeschossig mit Walmdach, weit hochgezogene Rustizierung, Standerkerturm, Außentreppe mit Löwenskulpturen, Einfriedungsmauer mit Dekor, sehr vollständig erhaltene Innenausstattung, zugehöriger Garten, 1904 von Wilhelm Sackberger als Architekt und Bauherr. Geschützt nach § 2 DSchG |    |
|                | Wohnhaus       | Turmbergstr. 21     | 1912      | Wohnhaus, zweigeschossig mit Walmdach, Dachhäuschen, Standerker mit Balkon, Umfriedungsmauer, 1912 von Wilhelm Sackberger für den Direktor Thorwald Bruun. Geschützt nach § 2 DSchG |    |
|                | Wohnhaus       | Turmbergstr. 23     | 1904      | Wohnhaus, eingeschossiger und giebelständiger Holzbau auf massivem Kellergeschoss, Krüppelwalmdach, Balkonloggien, verschindelte Außenwände, 1904 von den Architekten Curjel & Moser für den Oberingenieur Karl Delisle. Geschützt nach § 2 DSchG |    |
|                | Doppelwohnhaus | Turmbergstr. 26, 28 | 1898/99   | Doppelwohnhaus, zwei Eckerker mit spitzer Haube im Stil der Neurenaissance, Zierfachwerkelemente, in Nr. 26 sehr vollständige Innenausstattung mit Stuckdecken und Supraporten (hier 1911 gartenseitige Aufstockung und Standerker), zugehörige Stützmauern mit Eisengitterzaun, 1898/99 durch den Architekten Adolf Wüst für die Bauherrn Carl Steinmetz und Ferdinand Heep Geschützt nach § 2 DSchG |    |
|                | Wohnhaus       | Turmbergstr. 27     | 1892      | Wohnhaus, zweigeschossig mit Walmdach, traufseitige Lukarne, eingeschossiger Standerker mit Balkon, reiche Gliederung mit Zierformen der Neorenaissance, zugehörige Gartenmauer, von dem Architekten Adolf Wüst für Frau L. Schmelzle, 1892, Dachaufbau 1911 durch den Architekten Hermann Bull für Franz Veit. Geschützt nach § 2 DSchG                                                              |    |
|                | Wohnhaus       | Turmbergstr. 29     | Um 1900   | Wohnhaus, zweigeschossiger polychromer Klinkerbau, Walmdach, zweigeschossiger Standerker aus Holz, Laube aus Eisen mit Glockendach im Garten, Eisenzaun mit verziertem Torbogen, von dem Architekten Adolf Wüst für Karl Steinmetz. Geschützt nach § 2 DSchG |    |

## Unten am Grötzinger Weg
| Bild | Bezeichnung          | Lage                            | Datierung | Beschreibung | ID |
| ---- | -------------------- | ------------------------------- | --------- | --- | -- |
|      | Boots- und Floßlände | Unten am Grötzinger Weg (neben) | 1766      | Boots- und Floßlände am südlichen Pfinzufer östlich der Oberen Mühle, gemauerte Uferbefestigung aus gelben Sandsteinquadern mit Festmachstangen. Hier konnten aus dem Pfinztal herbeigeschaffte Steinquader von flachen Booten entladen und unterhalb der Oberen Mühle wieder eingeladen werden, auch Floßholz konnte hier umgesetzt werden. Der feste Ausbau der Pfinz begann auf markgräfliche Veranlassung spätestens 1766/67, um Baumaterial nach Durlach und von dort über den Steinschiffkanal nach Karlsruhe zu bringen. 1828 wurde die Flößerei und Schifffahrt auf der Pfinz eingestellt. Geschützt nach § 2 DSchG |    |

## Weiherstraße
| Bild | Bezeichnung    | Lage          | Datierung | Beschreibung | ID |
| ---- | -------------- | ------------- | --------- | --- | -- |
|      | Gartenpavillon | Weiherstr. 1a |           | siehe auch Stadtmauer; Gartenhaus Lamprecht, eingeschossiger Gartenpavillon, erhöhter Mittelbau, wohl Mitte des 18. Jahrhunderts durch die Familie Lamprecht errichtet, im 19. Jahrhundert durch die Brauerei Eglau angebaute Seitenflügel, barocke Tür- und Fenstergewände, Kamin im Inneren, Terrasse mit Freitreppe, Garten, Teile der Stadtmauer (Sachgesamtheit), rückwärtiger Anbau 1955. Geschützt nach § 28 DSchG |    |
|      | Wohnhaus       | Weiherstr. 1c | 1927      | Wohnhaus, heute Kindergarten, zweigeschossiger Massivbau mit Walmdach, großer Risalitbau mit Vorhalle, Einfriedungsmauer zugehörig, 1927/30 von dem Architekten Gustav Dünkel für Eugen Scherer Geschützt nach § 2 DSchG |    |

## Westmarkstraße
| Bild           | Bezeichnung                     | Lage                    | Datierung | Beschreibung | ID |
| -------------- | ------------------------------- | ----------------------- | --------- | --- | -- |
|                | Wohnhaus                        | Westmarkstr. 27 (Karte) | Um 1910   | Wohnhaus, zweigeschossiger unverputzter Massivbau in geschlossener Bebauung mit Torfahrt, Sandsteinfassade, Fenstererker im Obergeschoss mit Balkon im Dachgeschoss, Mansarddach, Lukarne mit Dreiecksgiebel, bildhauerisch gestaltete Zierelemente. Geschützt nach § 2 DSchG |    |
| Weitere Bilder | Rathaus Aue                     | Westmarkstr. 69 (Karte) | 1811      | Rathaus Aue, zweigeschossig und traufständig, Satteldach mit Glockentürmchen, 1811. Bis zur Eingemeindung nach Durlach 1921 Amtssitz, der letzte Auer Bürgermeister fungierte hier noch bis in die 1930er Jahre als Standesbeamter. Geschützt nach § 2 DSchG                  |    |
|                | Schule, heute Kindertagesstätte | Westmarkstr. 71 (Karte) | 1870      | Schule, heute Kindertagesstätte, zweigeschossiger und verputzter Bau mit Sandsteingewänden, 1870 errichtet, in den 1970er Jahren im Inneren umgebaut. Geschützt nach § 2 DSchG                                                                                                |    |

## Wolfweg
| Bild | Bezeichnung   | Lage    | Datierung | Beschreibung | ID |
| ---- | ------------- | ------- | --------- | --- | -- |
|      | Hochreservoir | Wolfweg | 1896      | Wasserhochbehälter, eingeschossiger und unverputzter Portalbau in Hanglage, reiche Zierformen der Neorenaissance, Giebel mit Durlacher Wappen, bezeichnet Hochreservoir / Erbaut 1896, erstellt durch die Firma Dyckerhoff & Widmann (s. a. Pfinztalstr. 1, Wasserwerk) Geschützt nach § 2 DSchG |    |

## Zehntstraße
| Bild | Bezeichnung                                 | Lage         | Datierung                 | Beschreibung | ID |
| ---- | ------------------------------------------- | ------------ | ------------------------- | --- | -- |
|      | Lagerscheuer und Wohnhaus (Sachgesamtheit): | Zehntstr. 1  | 1772                      | Lagerscheuer und Wohnhaus (Sachgesamtheit): Geschützt nach § 2 DSchG |    |
|      | Wohn- und Geschäftshaus                     | Zehntstr. 2  | 1850                      | Wohn- und Geschäftshaus, zweigeschossiger und traufständiger Massivbau mit Konsolgesims, Torfahrt, zugehöriges Hinterhaus mit Hof und Werkstattbau, bemerkenswerte Dachkonstruktion mit Kniestock und großem Trocknungsdach nach hinten mit Hechtgauben geöffnet, großer Gewölbekeller, 1850, moderner Fenstereinbau für Ladenlokal (1964). Geschützt nach § 2 DSchG |    |
|      | Gewölbekeller eines Handwerkerwohnhauses    | Zehntstr. 3  |                           | Gewölbekeller eines Handwerkerwohnhauses, frühneuzeitlich; nach dem Stadtbrand wurde das Wohnhaus neu errichtet, damals wohl für einen Hufschmied errichtet, 1912 Umbau des Kieferschen Anwesens zu einer Hausmeisterwohnung der angrenzenden Schule nach Abbruch der Amtskellerei. Geschützt nach § 2 DSchG                                                         |    |
|      | Brauerei Wilhelm Heuß                       | Zehntstr. 5  | 1888                      | Brauerei Wilhelm Heuß, Geschäfts- und Lagerhaus, zweigeschossiger und giebelständiger Backsteinbau, zugehöriger traufständiger Flügel, 1888 von dem Architekten Friedrich Wahl Geschützt nach § 2 DSchG |    |
|      | Wohnhaus mit Torfahrt                       | Zehntstr. 6  | Mitte 19. Jahrhundert     | Wohnhaus mit Torfahrt, zweigeschossig und traufständig in Ecklage, stichbogige Fensterstürze im Untergeschoss, Hauseingang vermauert. Geschützt nach § 2 DSchG |    |
|      | Wohnhaus                                    | Zehntstr. 7  | 2. Hälfte 18. Jahrhundert | Wohnhaus, Modellhaus mit Torfahrt, zweigeschossig und traufständig, Ladeneinbau 1905 (heute rückgebaut) Geschützt nach § 2 DSchG |    |
|      | Zweigeschossiges Wohnhaus                   | Zehntstr. 7a | 1925                      | Zweigeschossiges, traufständiges Wohnhaus mit Torfahrt, Massivbau, Erdgeschoss rustiziert, Obergeschoss verputzt, zentraler Erker mit Dreiecksgiebel und schmiedeeisernem Balkon, zu beiden Seiten des Erkers moderne Dachaufbauten, um 1925. Geschützt nach § 2 DSchG                                                                                               |    |

## Zunftstraße
| Bild           | Bezeichnung                                     | Lage                                      | Datierung             | Beschreibung | ID |
| -------------- | ----------------------------------------------- | ----------------------------------------- | --------------------- | --- | -- |
|                | Wohn- und Geschäftshaus                         | Zunftstr. 2 (Karte)                       | Mitte 18. Jahrhundert | Wohn- und Geschäftshaus, Modellhaus, zweigeschossig und traufständig, vierachsig, im Obergeschoss Zierputz mit Lisenen und Brüstungsfeldern, Mitte 18. Jahrhundert errichtet durch den Buchbinder, Ratsherrn und Bürgermeister G. Ph. Singeisen und den Zuckerbäcker C. J. Daler Geschützt nach § 2 DSchG |    |
|                | Wohn- und Geschäftshaus Modellhaus mit Torfahrt | Zunftstr. 3 (Karte)                       | 1730                  | Wohn- und Geschäftshaus Modellhaus mit Torfahrt, zweigeschossiges Eckgebäude, ab Obergeschoss Fachwerk, geohrte Fenstergewände, Sockelbereiche der Vorgängergebäude, im Torbogen Keilstein mit Schlussstein als Emblem, Portal mit Inschrift: Dieser Bau ist erbauet worden durch Herrn Hans Jacob Becker Shuldhausen zu Berghausen und seine Ehefrau Anna Eeva 1730, Stuckdecken im 1. Obergeschoss, Unterkellerung zur Spitalstraße, Rückseite zum Hof Fachwerk, hier Portal mit Stabwerk, bezeichnet 1581, Schlotstumpf auf dem Hof. Geschützt nach § 2 DSchG |    |
|                | Wohnhaus                                        | Zunftstr. 4 (Karte)                       | 1802                  | Wohnhaus, zweigeschossig und traufständig, fünfachsig, Torfahrt, Fassadengliederung der Neorenaissance, zugehöriges Hinterhaus, Anwesen 1716 im Besitz des Pfarrers Christian Halbusch, 1754 des Metzgers Frühholz, als Gasthof Sonne erstmals 1802 genannt, 1895 Wiederaufbau für Wilhelm Krauss. Geschützt nach § 2 DSchG |    |
|                | Wohn- und Geschäftshaus                         | Zunftstr. 8 (Karte)                       | 1706                  | Wohn- und Geschäftshaus, Modellhaus, zweigeschossig und traufständig, sechsachsig, Torfahrthaus, Ladeneinbau, 1706 im Eigentum des Bierbrauers W. B. May, später sind hier Schneider, Glaser und Hutmacher ansässig. Zugehöriges Hofgebäude in Fachwerkbauweise. Geschützt nach § 2 DSchG |    |
|                | Wohn- und Geschäftshaus                         | Zunftstr. 9 (Karte)                       | 1707                  | Wohn- und Geschäftshaus, Modellhaus, zweigeschossig und traufständig, vierachsig, Ladeneinbau in der Tordurchfahrt, bezeichnet MD 1707 (= Michael Duncke, Hofgärtner), seit den späten 1770er Jahren wohnte hier der Kunstmaler J. Ludwig Kießling Geschützt nach § 2 DSchG |    |
|                | Wohn- und Geschäftshaus                         | Zunftstr. 10 (Karte)                      | 1706                  | Wohn- und Geschäftshaus, Modellhaus, zweigeschossig und traufständig, sechsachsig, 1706 Neubau durch den Schneider Sigmund Rühl (Riele), Torfahrt später wohl mit neuem Laden und Hauseingang verschlossen, Neubau Hofseite 1965, Ladeneinbau 1899. Geschützt nach § 2 DSchG |    |
|                | Wohnhaus                                        | Zunftstr. 11 (Karte)                      | 1716                  | Wohnhaus, Modellhaus, zweigeschossig und traufständig, fünfachsig, Fachwerk im Obergeschoss freiliegend, Erdgeschoss massiv, bezeichnet HDG (=Hans Daniel Gaum, Färber), 1716 in seinem Eigentum, zugehöriges Ökonomiegebäude, 1764 wird eine Farb-Mang im Hof genannt (Sachgesamtheit) Geschützt nach § 2 DSchG |    |
| Weitere Bilder | Palais des Freiherrn von Uexküll                | Zunftstr. 12 (Karte)                      | 1706                  | Palais des Freiherrn von Uexküll, Wohnhaus, dreigeschossig und traufständig, Dachstuhl mit Lüftungsgauben, rückwärtig offener Laubengang als Verbindung zum Gesindehaus, Hof mit Hintersassenhaus, Ökonomiegebäude, Anwesen vor dem Brand im Besitz des Freiherrn von Wittersheim, 1706 ein Hausplatz, worauf hinten eine Behaußung gebaut und im Besitz des Forstverwalters N. Chr. Langenhaag, dann Wiederaufbau durch Johann Nikolaus von Nidda aus Grötzingen, 1716 wird Haus, Scheuer, Garten und Hofreuth genannt, Nidda vererbte das Anwesen 1722 an seinen Neffen, den Regimentsfeldscher Friedrich Christoph Föckler, von dessen Erben kaufte 1747 Freiherr von Uexküll, Präsident des Geheimen Hofrats und Prinzenerzieher, das Anwesen. Teile der Gebäude stammen möglicherweise aus der Zeit vor 1689, wie die Fachwerkteile an der Rückseite. Rundbogenportal und Rechteckeingang mit vasenartiger Konsole, welche als Aufstiegshilfe in den Sattel diente. Spätgotische Wendeltreppe aus einem Stamm im Inneren, geschosshohe Wandverkleidungen, spätbarocker Kamin. Alois Adolph Michael Feininger, Großvater des Malers Lionel, betrieb auf dem Anwesen einen Porzellan-Laden, bis er nach der badischen Revolution in die USA auswanderte. Im Hintersassenhaus (Teile aus dem 17. Jahrhundert) befand sich bis Mitte der 1920er Jahre eine Küferei (Schnapswagner). (Sachgesamtheit) Geschützt nach § 2 DSchG |    |
| Weitere Bilder | Wohnhaus                                        | Zunftstr. 14 (Karte)                      | 1706                  | Wohnhaus, Modellhaus mit Torfahrt, zweigeschossig und traufständig, vierachsig, freiliegendes Fachwerk im Obergeschoss mit Zierelementen in den Brüstungsfeldern, Laubengang auf der Hofseite, Keller des Vorgängergebäudes erhalten, 1706 als Neubau des Kupferschmieds Carl Bauer genannt, zugehörige Scheune, Massivbau mit Kniestock und Lüftungslamellen, bezeichnet Erbaut 1848 von Ch. Beller Bäckermeister (Sachgesamtheit) Geschützt nach § 2 DSchG |    |
| Weitere Bilder | Wohnhaus                                        | Zunftstr. 16 (Karte)                      |                       | Wohnhaus, Modellhaus, zweigeschossig und traufständig, Torfahrt mit geradem Sturz, Fachwerkbau, Straßenfassade im 19. Jahrhundert durch massives Mauerwerk ersetzt, Keller der Vorgängerbauten vorhanden, zur Hofseite offener Laubengang, Spolie in der Durchfahrt bezeichnet 1770, 1716 als modellmäßiges Hauß des Jacob Heinrich Lindauer, bis 1768 im Eigentum der Bäckerfamilie Lindauer, Sanierung 1987/88 durch eine Arbeitsgruppe des Deutschen Werkbunds Geschützt nach § 2 DSchG |    |
|                | Wohnhaus                                        | Zunftstr. 18 (Karte)                      | 1706                  | Wohnhaus, zweigeschossig mit Walmdach, zur Straße dreiachsig, Portal mit Oberlicht, 1706 als Haus im Eigentum des Altbürgermeisters G. S. Steinmetz (vgl. Zunftstr. 20) Geschützt nach § 2 DSchG |    |
| Weitere Bilder | Wohnhaus                                        | Zunftstr. 20 (Karte)                      | 1698                  | Wohnhaus, zweigeschossig und giebelständig, Fachwerk, teilweise massives Mauerwerk, Stockwerkbau, 1698 als Haus im Eigentum des Bürgermeisters G. S. Steinmetz (vgl. Zunftstr. 18), am Schlussstein des Hoftorbogens bezeichnet PBSTM 1767 (= Philipp Bernhard Steinmetz, Rotgerber). Das Gebäude ist ein Beispiel für den älteren Durlacher Haustyp mit Treppenspindel, Andreaskreuze als Zierelemente in den Fensterbrüstungsfeldern. Vor 1689 wohl unverputzter Fachwerkbau, beim Wiederaufbau wohl in wesentlichen Teilen neu aufgerichtet. Der Stamm der Spindeltreppe im Inneren wurde aus einem Stück gearbeitet. Geschützt nach § 2 DSchG |    |
|                | Wohnhaus                                        | Zunftstr. 22, An der Stadtmauer 6 (Karte) | 1716                  | Wohnhaus, zweigeschossig mit Giebel- und Walmdach, verputztes Fachwerk auf massivem Erdgeschoss, 1716 als vom Pfarrer Wendelin Schütz aus Eggenstein errichtet, seit den 1710er Jahren in markgräflichem Besitz als geistliche Verwaltung, zugehöriges Hinterhaus (An der Stadtmauer 6), zweigeschossiger Klinkerbau und Schlot, 1901 für den Bäckermeister Heinrich Treiber, zugehörige Mauer zur Gasse An der Stadtmauer. Geschützt nach § 2 DSchG |    |